# Catedral Metropolitana de la Ciudad de México
La Catedral Metropolitana de la Asunción de la Santísima Virgen María a los Cielos de la Ciudad de México (también, Catedral de la Asunción de María de México o Catedral Metropolitana de la Ciudad de México) es una iglesia catedral de culto cristiano católico, sede de la arquidiócesis Primada de México. Se ubica en el lado norte de la plaza de la Constitución en el centro histórico de la Ciudad de México, en la demarcación Cuauhtémoc. Al formar parte del mencionado conjunto arquitectónico en esa área de la ciudad, es en consecuencia Patrimonio de la humanidad desde 1987.
Fundada en 1570 como sustituta de la antigua catedral construida en 1524; la primera piedra fue colocada en 1571, sin embargo las obras comenzaron formalmente en 1573, concluyeron en el interior en 1667 y en el exterior en 1813. Fue erigida según los planos del arquitecto español Claudio de Arciniega, quien se inspiró en catedrales españolas (particularmente en la Catedral de Jaén); levantandola alrededor del antes mencionado templo primigenio; ambos inmuebles se ubicaron en la explanada del viejo centro ceremonial de Tenochtitlán, frente al Templo Mayor (y no sobre este, como erróneamente se divulgó hasta la localización de las ruinas arqueológicas en 1978). Edificada sobre un área de al menos dos hectáreas, ocupa una superficie de 7752 metros cuadrados; las medidas aproximadas de este templo son 61 metros de ancho por 128 de largo y una altura de 67 metros hasta la punta de las torres. Es una de las obras más sobresalientes de la arquitectura hispanoamericana.
Debido al prolongado tiempo que llevó su construcción, poco menos de 250 años, prácticamente todos los principales arquitectos, pintores, escultores, doradores y demás artistas plásticos del virreinato, trabajaron en algún momento en la edificación del recinto. El extenso periodo de las obras permitieron que se integraran en ella los diversos estilos arquitectónicos que estuvieron vigentes y en boga en esos siglos: gótico, barroco, churrigueresco y neoclásico, entre otros; algo similar a lo que pasó en su interior con los distintos ornamentos, pinturas, esculturas y mobiliario.
Su realización significó un punto de cohesión social, pues en ella participaron autoridades eclesiásticas, gubernamentales, distintas cofradías, hermandades religiosas y múltiples generaciones de grupos sociales.
Como consecuencia de la influencia de la Iglesia católica en la vida pública, el inmueble se entrelazó con acontecimientos de trascendencia histórica para las sociedades de la Nueva España y del México independiente. Por citar algunos, se encuentran la coronación de Agustín de Iturbide y Ana María Huarte como emperadores de México por el presidente del Congreso; el resguardo de los restos fúnebres del mencionado monarca; la sepultura hasta 1925 de varios de los próceres de la independencia como Miguel Hidalgo y Costilla y José María Morelos y Pavón; las disputas entre liberales y conservadores ocasionadas por la separación de la iglesia y el estado en la Reforma; el cierre del inmueble en los días de la Guerra Cristera; las visitas de los Papas Juan Pablo II (26 de enero de 1979) y Francisco (13 de febrero de 2016); y los festejos del bicentenario de la independencia, entre otros.
La catedral presenta cuatro fachadas en las que se abren portadas flanqueadas por columnas y estatuas. Posee una planta arquitectónica de tipo basilical con cinco naves y crucero, que se componen de 51 bóvedas, 74 arcos y 40 columnas; hay dos torres que contienen actualmente 35 campanas. En su interior se destacan dos grandes altares, la sacristía y el coro. Existen dieciséis capillas dedicadas a diferentes santos, cuya construcción fue patrocinada por diferentes hermandades religiosas; estas están ricamente adornadas con altares, retablos, pinturas, muebles y esculturas. En el coro catedralicio se encuentran dos de los órganos dieciochescos más grandes del continente. Bajo el edificio hay una cripta en la que reposan los restos de algunos arzobispos de México. Junto a la catedral se encuentra el sagrario, en cuyo interior se ubica el baptisterio.

## Historia

### SigloXVI

#### Antecedente: La iglesia mayor

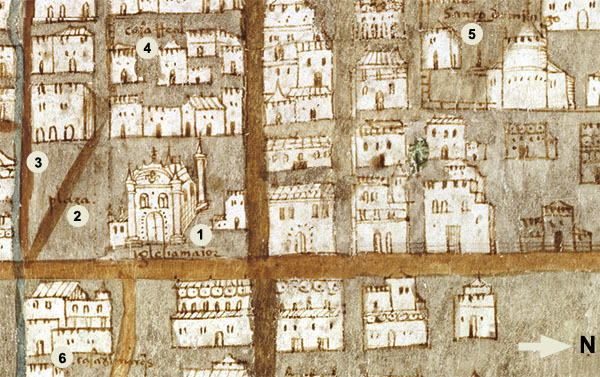
Plano de 1550 de la Plaza Mayor; marcado con el número uno, la antigua catedral o «Iglesia Mayor».

Luego de concluida la conquista española del imperio mexica, y tras el regreso de Hernán Cortés de la exploración de la actual Honduras, los conquistadores decidieron construir una iglesia en el lugar en el que se encontraba el Templo Mayor de la ciudad de Tenochtitlán; de este modo consolidarían el poder español sobre el territorio recién conquistado. Luego de considerar la traza urbana hecha por los españoles a partir de una plaza central, el área escogida para la iglesia correspondió a los solares que cerraban el antiguo complejo mexica por el norte.
El arquitecto Martín de Sepúlveda fue el primer director del proyecto que comenzó en 1524 y se concluyó en 1532, esto en tiempos de Juan de Zumárraga, el primer obispo de la entonces recién fundada diócesis de México (1530). La antigua catedral se encontraba en la parte noroeste de lo que es la actual Plaza de la Constitución o Zócalo. La complejidad de la zona lacustre, requirió enormes trabajos de ingeniería para asentar la edificación, lo que, además de las largas distancias, ocasionó que se optara por levantar con algunos de los restos de las construcciones mexicas, hechas de materiales ligeros y resistentes, especialmente del Templo Mayor.  
Tenía tres naves separadas por columnas toscanas, el techo central presentaba intrincados grabados realizados por Juan Salcedo Espinosa y dorado por Francisco de Zumaya y Andrés de la Concha. La puerta principal era probablemente de estilo renacentista. El coro tenía 48 sitiales realizados a mano por Adrián Suster y Juan Montaño en madera de ayacahuite. Para la construcción, utilizaron las piedras del destruido templo del dios Huitzilopochtli, dios de la guerra y deidad principal de los mexicas. A pesar de todo, este templo pronto fue considerado insuficiente para la creciente importancia de la capital del virreinato de Nueva España. Esta primera iglesia fue elevada a catedral por el rey Carlos I de España y el papa Clemente VII según la bula del 9 de septiembre de 1534 y, posteriormente, nombrada metropolitana por Paulo III en 1547.
Esta iglesia pequeña, austera, demeritada por todos los cronistas de la época, que la juzgaban indigna de una tan grande y famosa ciudad, prestó sus servicios durante largos años. En virtud de la importancia alcanzada por la ciudad, elevada desde 1545 al rango de arquidiócesis por el papa Paulo III, pronto se ordenó que se levantase un nuevo templo, de proporcionada suntuosidad a la grandeza del creciente virreinato, sin embargo esta nueva fábrica tropezó con tantos obstáculos para su comienzo, con tantas dificultades para su prosecución, que el templo viejo vio pasar en sus naves estrechas, suntuosas ceremonias coloniales; y solo cuando el hecho que las motivaba revestía gran importancia, se utilizaba otra iglesia, como la de San Francisco, para levantar en su enorme capilla de San José de los Indios el túmulo para las honras fúnebres de Carlos V.
Dado que la conclusión de la iglesia nueva se prolongaría mucho tiempo, en el año de 1584 se decidió reparar totalmente la catedral vieja, que estaría poco menos que ruinosa, para celebrar en ella el tercer Concilio Novohispano. 
La iglesia, de planta basilical, tenía de largo poco más que el frente de la catedral nueva; sus tres naves no alcanzaban 30 metros de ancho, separadas por dos danzas de pilares ochavados de orden toscano; estaban techadas, la central con una armadura de media tijera, las de los lados con vigas horizontales. Además de la Puerta del Perdón, había otra llamada de los Canónigos, y quizás una tercera que daba a la placeta del marqués.
Permaneció en uso hasta 1625 cuando fue demolida para acelerar los trabajos de la nueva catedral; la portada principal fue trasladada a la iglesia de Santa Teresa la Antigua, donde permaneció hasta 1691, año en que el arquitecto Cristóbal de Medina fue encomendado para remodelar la fachada de dicha iglesia. Sin embargo, las autoridades decidieron conservar la antigua portada renacentista que había pertenecido a la Catedral, por lo que el arquitecto Juan Durán fue contratado para desmontar la portada, piedra por piedra, y montarla en la fachada poniente de la iglesia del hospital de Jesús Nazareno; donde se encuentra actualmente, como uno de los pocos vestigios del siglo XVI que permanecen en la ciudad.
|                  |
| Catedral de Jaén |

|                                                   |
| Exterior del testero plano de la catedral de Jaén |

|                                       |
| Proyecto de la catedral de Valladolid |

#### Inicio de la obra
Casi todas las catedrales americanas de esta primera época renacentista siguen el modelo de la de Jaén, cuya primera piedra se colocó en 1540. De planta rectangular y, a lo sumo con la capilla mayor ochavada, son las catedrales de México, Puebla... (...) Se inspiró principalmente en la catedral de Jaén de 1540, de planta rectangular y cabecera plana, aunque es probable que también se dejara seducir por el modelo herreriano de Valladolid, la relación de la catedral vallisoletana, proyectada en 1580, con las catedrales americanas no se ha tenido en cuenta suficientemente.
Extraído de El Arte Hispanoamericano (1988).

Desde 1544 se habían publicado documentos oficiales que solicitaban el reemplazo de la austera catedral de la Ciudad de México por una más grande, sin que esto pasara más allá de una intención. Finalmente el 28 de agosto de 1552 se expidió la cédula que normaba e indicaba los pasos a seguir para el proyecto de construcción. En ese mismo año, se llegó a un acuerdo por el cual el coste de la nueva catedral sería compartido por la Corona española, los comendadores y los indígenas bajo la autoridad directa del arzobispo de la Nueva España. Los planes iniciales para la fundación de la nueva catedral comenzaron en 1562; dentro del proyecto para la edificación de la obra, el entonces arzobispo Alonso de Montúfar habría propuesto una monumental construcción compuesta de siete naves y basada en el diseño de la catedral de Sevilla; un proyecto que, a palabras del propio Montúfar, llevaría 10 o 12 años. El peso de una obra de tales dimensiones en un subsuelo de origen pantanoso requeriría de una cimentación especial. Inicialmente se colocaron vigas cruzadas para construir una plataforma, algo que requería altos costos y un constante drenado, al final dicho proyecto se abandonaría en 1565, no solo por el mencionado coste, sino por las inundaciones sufridas por el centro de la ciudad. Es entonces que apoyados en técnicas indígenas, en 1570 se inyectan sólidos pilotes de madera a gran profundidad, alrededor de veinte mil de estos pilotes en un área de seis mil metros cuadrados. El proyecto es disminuido de las siete originales naves a solo cinco: una central, dos procesionales y dos laterales para las 16 capillas. La construcción comenzó con los diseños y modelos creados por Claudio de Arciniega y Juan Miguel de Agüero, inspirados en las catedrales españolas de Jaén y Valladolid.
En 1571, con algo de retraso, el virrey Martín Enríquez de Almansa y el arzobispo Alonso de Montufar colocaron la primera piedra del actual templo. La catedral comenzó a construirse en 1573 (siendo arzobispo Pedro Moya) en torno a la iglesia existente que sería derribada hasta 1625, cuando las obras avanzaron lo suficiente para albergar las funciones básicas del templo.
La obra comenzó con una orientación norte-sur, contraria a la de la mayoría de las catedrales, esto debido a las aguadas del subsuelo que afectarían el inmueble con una orientación tradicional oriente-poniente. El proyecto original de Arciniega fue similar al de las catedrales de Segovia o Salamanca en España y consideraba que las naves habrían de techarse con madera y el campanario quedaría localizado en el ábside, pero fue modificado posteriormente, de acuerdo al modelo propuesto por Juan Miguel de Agüero, considerando el techado con bóvedas y la inclusión de una cúpula principal y dos torres localizadas al frente del templo.
El inicio de las obras se encontró con un terreno fangoso e inestable que complicó los trabajos, debido a ello, el tezontle y la piedra de chiluca fueron favorecidos como materiales de construcción en varias áreas, sobre la cantera, al ser estos más livianos. El solar determinado para la obra estaba a un costado del frente del Templo Mayor, por lo que es muy probable que los recintos sobre los que sí se edificó, hayan sido los templos de Quetzalcóatl o Xitle. En 1581, cuando terminaron los trabajos de cimentación, se comenzaron a levantar los muros; las labores en el interior iniciaron en torno al ábside, por lo que primero se edificaron la sala capitular y la sacristía; y en 1585 se iniciaron los trabajos en la primera capilla. En esos momentos los nombres de los canteros que trabajaban en la obra eran: en las capillas las labraba Juan Arteaga y los encasamentos Hernán García de Villaverde, que además trabajaba en los pilares torales cuyas medias muestras esculpía Martín Casillas.
Previendo futuros hundimientos (cómo sería la constante histórica) los constructores de la Catedral, solucionaron el problema de la cimentación hincando una retícula de estacas de 3 metros de largo a cada 50 centímetros aproximadamente. Después de clavar las estacas, se niveló el terreno quemando las cabezas de los troncos que sobresalían. Sobre  esta empalizada se colocó una plantilla de pedacería que sirvió de base a un pedraplén de 1.60 metros de espesor promedio, construido con piedras grandes agltutinadas con mortero. Sobre este pedraplén descansa la retícula de contra trabes de mampostería de 3.50 metros de altura, que recibe las columnas. Esta retícula forma una sola pieza, prácticamente monolítica con el pedraplén.

### SigloXVII

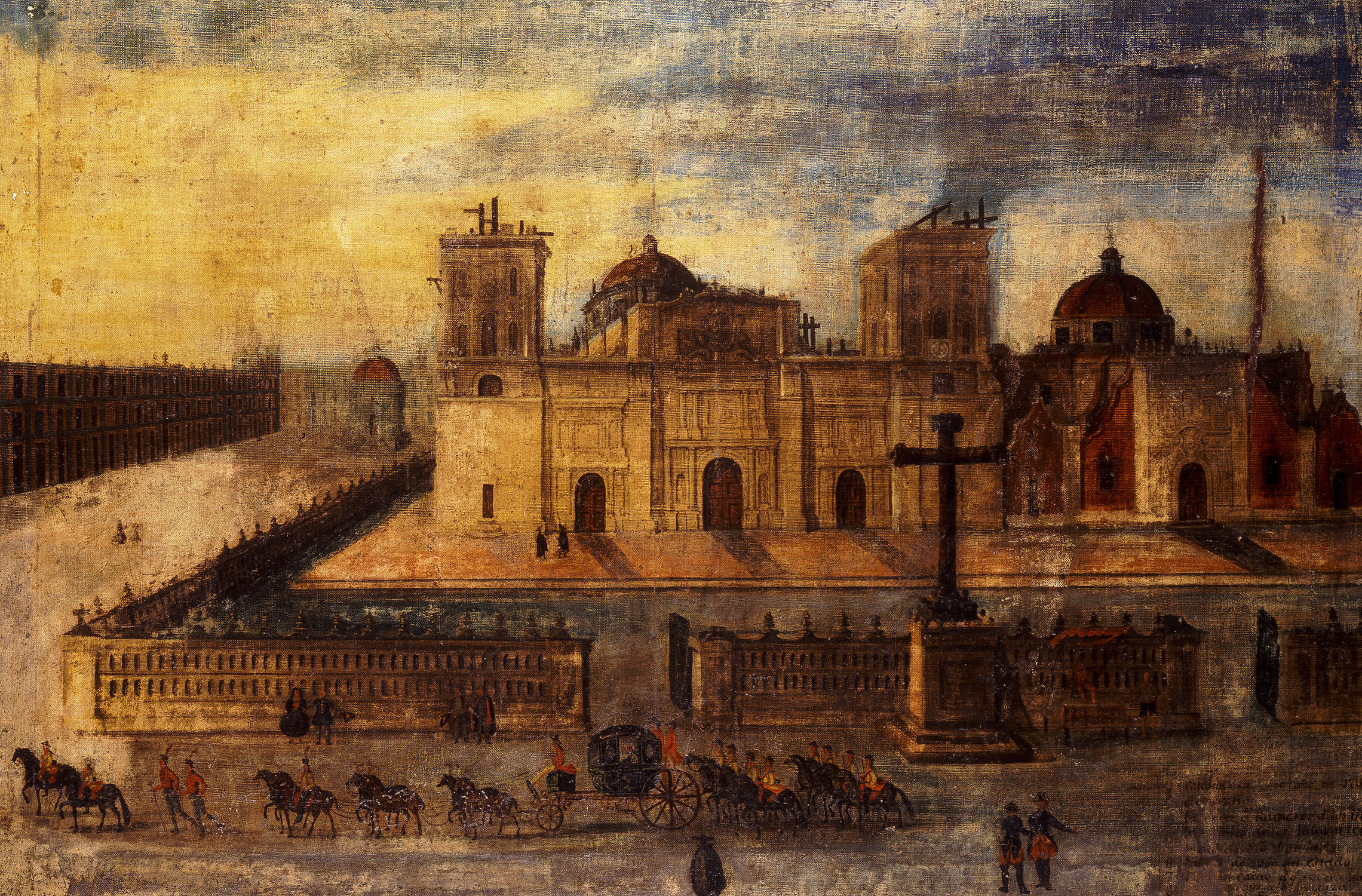
Aspecto de la catedral en 1780, antes de la conclusión de sus torres

En 1615 los muros alcanzaron la mitad de su altura total. En 1623 fue concluida la sacristía, esta se usó provisionalmente para realización de los servicios religiosos, lo que motivó el cierre definitivo de la antigua catedral y su posterior demolición dos años después. El 21 de septiembre de 1629, las obras fueron interrumpidas por la inundación que sufrió la ciudad, en la que el agua alcanzó los dos metros de altura, causando daños en los alrededores de la Plaza Mayor y otras partes de la ciudad. A causa de los daños, se inició un proyecto para construir la nueva catedral en las colinas de Tacubaya, al oeste de la ciudad pero la idea fue descartada y el proyecto continuó en la misma ubicación, bajo la dirección de Juan Gómez de Trasmonte (reemplazo de Arciniega y Agüeros, fallecidos en 1593 y 1610 respectivamente). Entre las innovaciones implementadas por Trasmonte, estuvo la de abandonar el plan de cubierta para las bóvedas con cantería, optando por el tezontle, que ya se usaba en los muros; esto para acelerar el ritmo de la construcción y facilitar el trabajo de decoración con yesería y otros materiales.
Desde 1629, y durante los cinco años que se prolongó la inundación, hasta 1634, a manera de ofrenda, el arzobispo Francisco Manso de Zúñiga, ordenó el traslado de la célebre «tilma de Juan Diego», con la imagen de la Virgen de Guadalupe, a la sacristía de la catedral.
Para 1648 las obras de la Catedral habían avanzado con lentitud y mientras tanto fue notorio que los terrenos que rodeaban la construcción fueran invadidos por comercios y algunas construcciones; los que ocupaba la iglesia primitiva se convirtieron en cementerio. Ese mismo año, el arzobispo Juan de Mañozca y Zamora hizo colocar una cruz de piedra sobre un pedestal en el atrio de la catedral, para tratar de delimitar a este, frente a la amenaza de las edificaciones irregulares. En 1659, enviados del virrey Francisco Fernández de la Cueva y Enríquez de Cabrera acompañados de soldados, derribaron las construcciones ilegales en torno a la catedral; y al año siguiente se construyó un gran muro perimetral, para evitar que esto se repitiera; la barda media alrededor de 40 centímetros de espesor y dos metros de alto, era calada, con almenas en su borde superior; el área delimitada, duplicaba a la del actual atrio.
El arzobispo Marcos Ramírez de Prado y Ovando realizó la segunda dedicación el 22 de diciembre de 1667, año en que se cerró la última bóveda; de manera provisional, en el espacio de la cúpula, se colocó un cimborrio. En la ceremonia quedó establecido su nombre oficial como «Catedral Metropolitana de la Asunción de la Santísima Virgen María a los Cielos de la Ciudad de México». A la fecha de consagración, (careciendo, en ese momento, de campanarios, fachada principal y otros elementos construidos en el siglo XVIII), el coste de lo construido era equivalente a 1 759 000 pesos. Dicho costo fue cubierto en buena parte por los reyes de España Felipe II, Felipe III, Felipe IV y Carlos II.
En 1675 fue concluida la parte central de la fachada principal, obra del arquitecto Cristóbal de Medina Vargas, que incluía la figura en relieve en piedra, de la Asunción de María, advocación a la que está dedicada la catedral, y las esculturas de Santiago el Mayor y San Andrés custodiando. Durante lo que resta del siglo XVII se construye el primer cuerpo de la torre del oriente, obra de los arquitectos Juan Lozano y Juan Serrano. Las portadas oriente y occidente fueron concluidas en 1688 y 1689 respectivamente; en ese último año se concluyeron los seis contrafuertes que sostienen la estructura por el lado de su fachada principal, los arbotantes que apoyan las bóvedas de la nave mayor y el primer edificio ajeno al núcleo central, el «seminario conciliar», el cual sería concluido diez años después. A finales de este siglo terminó el proceso de ornamentación de la mayoría de las capillas laterales; además en 1696 se construyó en medio de la nave central, el coro de canónigos, que a la usanza de las catedrales españolas, debía situarse en este sector del templo, lo que bloquearía el largo pasillo de la entrada hasta el altar mayor, disminuyendo la capacidad de ocupantes para las ceremonias religiosas más importantes.

### SigloXVIII

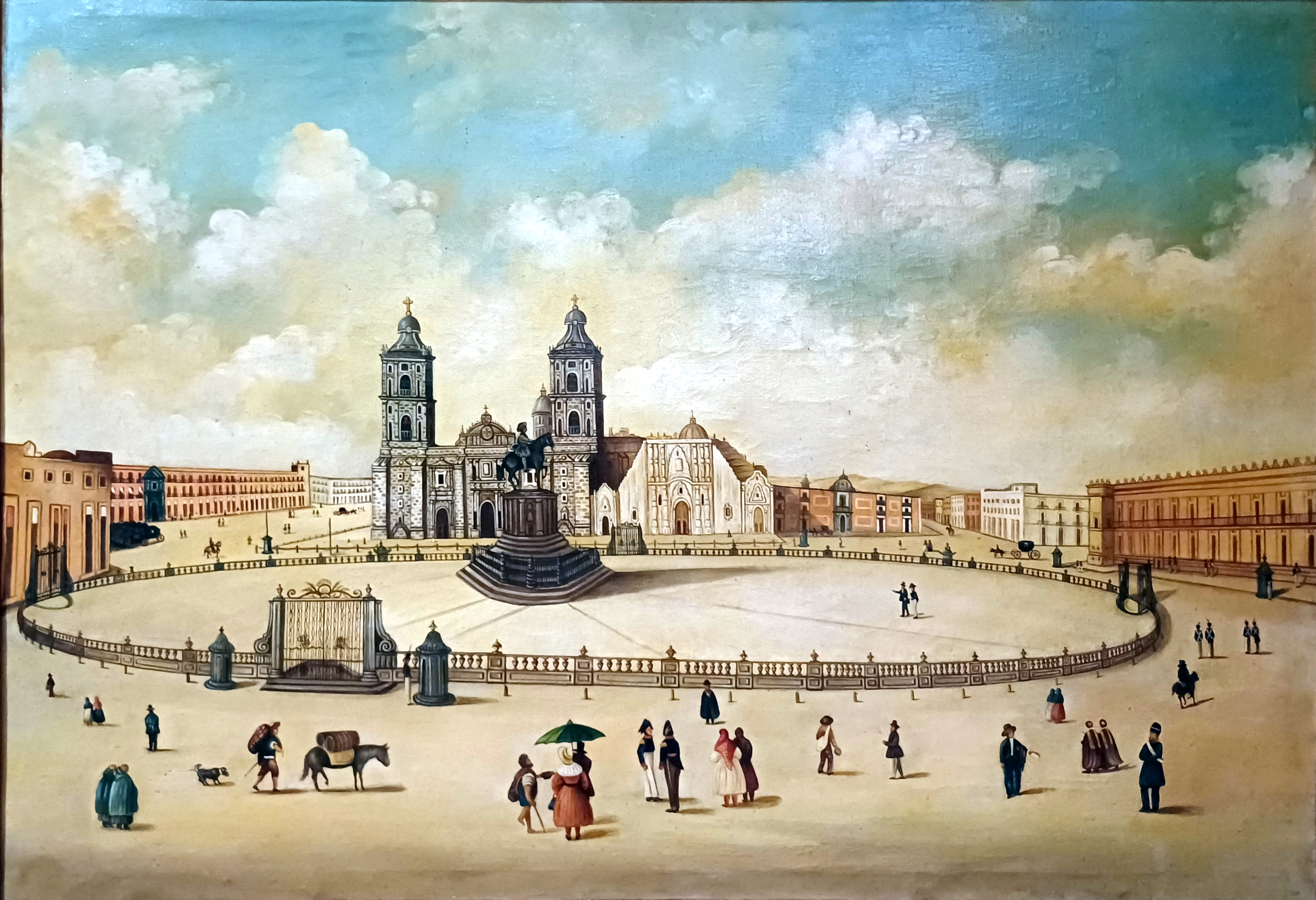
Aspecto de la Plaza Mayor al concluirse en 1803, las obras iniciadas en 1790. Se observa la Estatua ecuestre de Carlos IV, teniendo de frente el Palacio Virreinal, detrás El Parián, y a su costado la Catedral, antes de las intervenciones de Manuel Tolsá.

Durante el siglo XVIII poco se hizo para adelantar en el término de la construcción de la catedral; en gran medida porque, ya concluida en su interior y útil para todas las ceremonias que se ofrecían, no se presentaba la necesidad urgente de continuar trabajando en lo que faltaba, destacó únicamente a comienzos de la centuria el comienzo de la construcción del segundo y tercer edificio ajeno al núcleo central, primero la «Capilla de las Animas», concluida en 1720 y ubicada a un costado de la fachada norte, en la parte posterior de la catedral; y segundo, entre la mencionada capilla y al extremo posterior de la fachada poniente, el «Edificio de la Curia», que aunque operaba en el vecino Palacio del Arzobispado, cuando este adquiere más características residenciales, el nuevo inmueble recibe oficinas y salones del cabildo.
Aunque la obra exterior hubiese sido suspendida de hecho, algunas obras al interior continuaron. En 1725 Jerónimo de Balbás concluyó el Altar de los Reyes, situado en el ábside de la catedral, constituyéndose como el principal altar del inmueble y el de mayor ornamentación; en 1735 se construyó delante del coro el «Altar del Perdón», ubicado justo frente a la entrada principal o «Puerta Santa»; en 1736 se terminó la instalación de los órganos monumentales, sobre los arcos de la nave central que flanqueaban el coro de canónigos, al tiempo que se construyen las tribunas superiores del mismo; en 1737 el propio Balbás, reemplaza el antiguo altar Mayor del siglo XVII, por uno de estilo barroco, que incorpora un nuevo diseño denominado «Ciprés», distinto del baldaquino porque el rito no se celebra debajo de él, sino al frente, y distinto al retablo porque no está pegado al muro. Hacia 1737 era maestro mayor Domingo de Arrieta; él hizo, en compañía de José Eduardo de Herrera, maestro de arquitectura, las tribunas que rodean el coro. En 1742 Manuel de Álvarez, maestro de arquitectura, dictaminó con el mismo Herrera acerca del proyecto de presbiterio que presentó Jerónimo de Balbás.
En 1749 se inicia la construcción del anexo más distintivo al cuerpo central de la catedral, el «Sagrario Metropolitano», obra de Lorenzo Rodríguez, terminada en 1768. Cuando fue terminado se realizó un acceso que lo conectara con la catedral, abriéndose un arco carpanel en el ala occidental del sagrario; esto desplaza a la «Capilla de San Isidro», que queda únicamente como paso entre los edificios.
El 17 de septiembre de 1752, se colocó en la coronilla del cimborrio de esta iglesia una cruz de fierro, de más de tres varas, con su veleta, grabada en uno y otro lado la oración del Sanctus Deus, y en medio de ella un óvalo de a cuarta, en el que se puso por un lado una cera de Agnus con su vidriera, y en el otro una lámina en la que se esculpió a Santa Prisca, abogada de los rayos. La espiga de dicha cruz es de dos varas y todo su peso de catorce arrobas; se clavó en una peana de cantería.
En 1787, el arquitecto José Damián Ortiz de Castro fue designado, tras un concurso en el que se impuso a los proyectos de José Joaquín García de Torres e Isidro Vicente de Balbás, a dirigir las obras de construcción de los campanarios, la fachada principal y la cúpula. Para la edificación de las torres, el arquitecto mexicano Ortiz de Castro diseñó un proyecto para hacerlas eficaces ante los sismos; un segundo cuerpo que parece calado y un remate en forma de campana. Su dirección en el proyecto continuó hasta su fallecimiento en 1793.
El 17 de diciembre de 1790 durante la remodelación de la Plaza Mayor, promovida por el virrey Juan Vicente de Güemes, se localizó la «Piedra del Sol» (erróneamente conocido como «calendario azteca»), y fue trasladada al costado poniente de la torre occidental de la Catedral. En 1792 el muro perimetral fue sustituido por un conjunto de pilares unidos por cadenas, y pedestales con cruces en las esquinas; en tanto la «Cruz de Mañozca» fue llevada a otro sitio.
En 1793, tras la muerte de Ortiz de Castro, fue sustituido por Manuel Tolsá, arquitecto y escultor impulsor del Neoclásico, quien llegó al virreinato en 1791, la encomienda para el nuevo director de obra era concluir definitivamente la catedral. Quizá la mayor aportación de Tolsá haya sido lograr la armonía del conjunto de elementos que conforman la fachada principal y para ello fue necesario subrayar el módulo central, colocando un enorme volumen integrado por la caja del reloj, de tal forma  que estuviera acorde con el arranque de las torres.
Reconstruye la cúpula que resultaba baja y desproporcionada, diseña un proyecto que consiste en abrir un anillo mayor sobre el que edifica una plataforma circular, para levantar desde ahí una linternilla mucho más alta. También diseñó y construyó una serie de balaustradas, flameros y florones que ayudaron a homogeneizar el estilo diverso de la fachada del templo. Sobre el cubo del reloj coloca las esculturas que simbolizan las tres virtudes teologales (Fe, esperanza y caridad), diseñadas y esculpidas por él. El 15 de agosto de 1813, siendo arzobispo Francisco Javier de Lizana y Beaumont y virrey Félix Calleja, en una ceremonia pública que incluyó el tañido de las campanas, se declaró formalmente concluida la Catedral metropolitana de la Ciudad de México; en esos momentos José María Morelos y Pavón ya comandaba al ejército insurgente y estaba a punto de realizarse el Congreso de Anáhuac en Chilpancingo.
En esta etapa de conclusión, también hubo obras en el interior, sobresaliendo el fresco monumental en la cúpula, que representaba la asunción de la virgen María, obra de Rafael Ximeno y Planes.

### SigloXIX

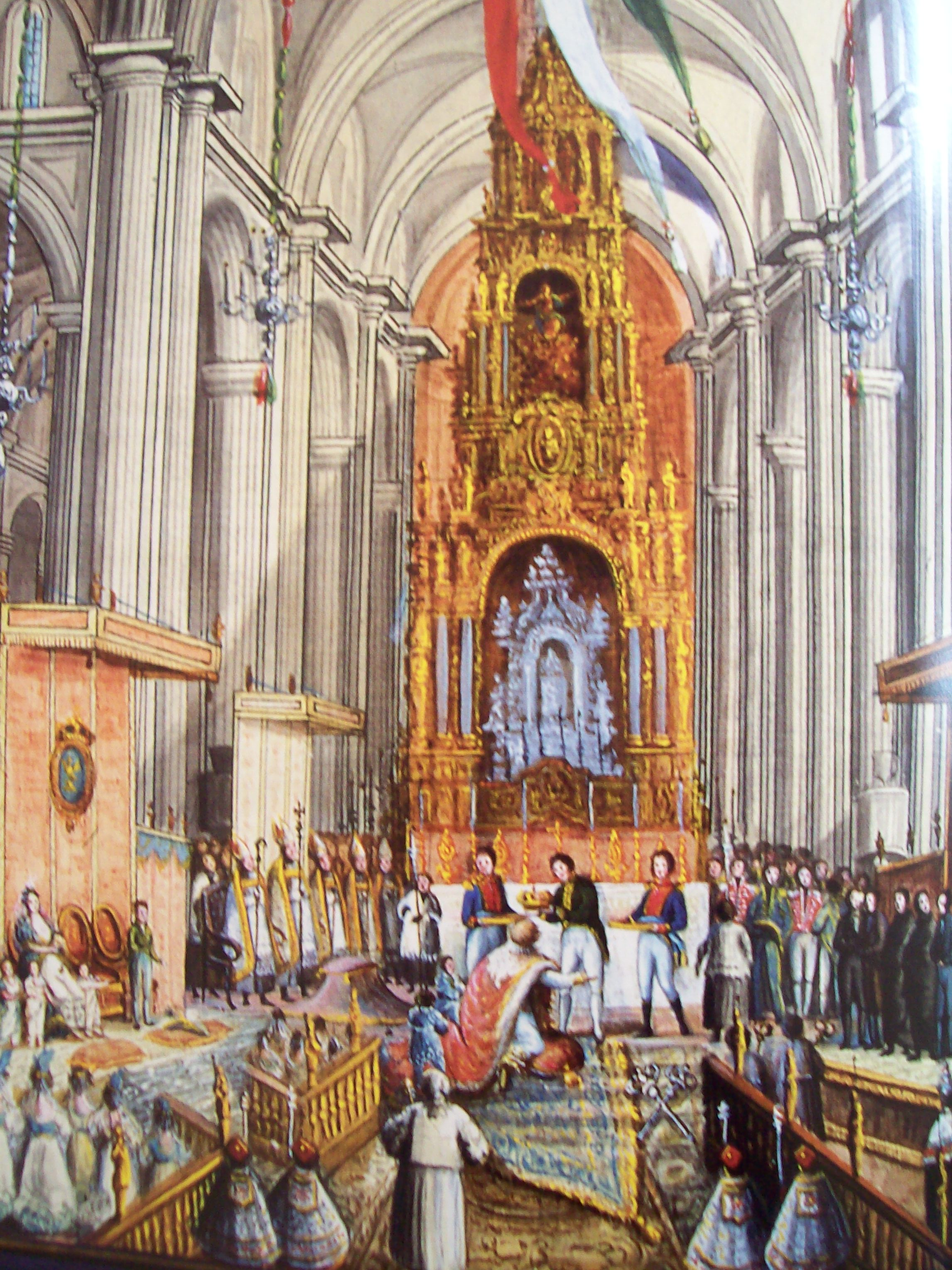
Coronación de Iturbide el 21 de julio de 1822; al fondo puede observarse el «ciprés» del altar mayor construido por Jerónimo de Balbás en 1737.

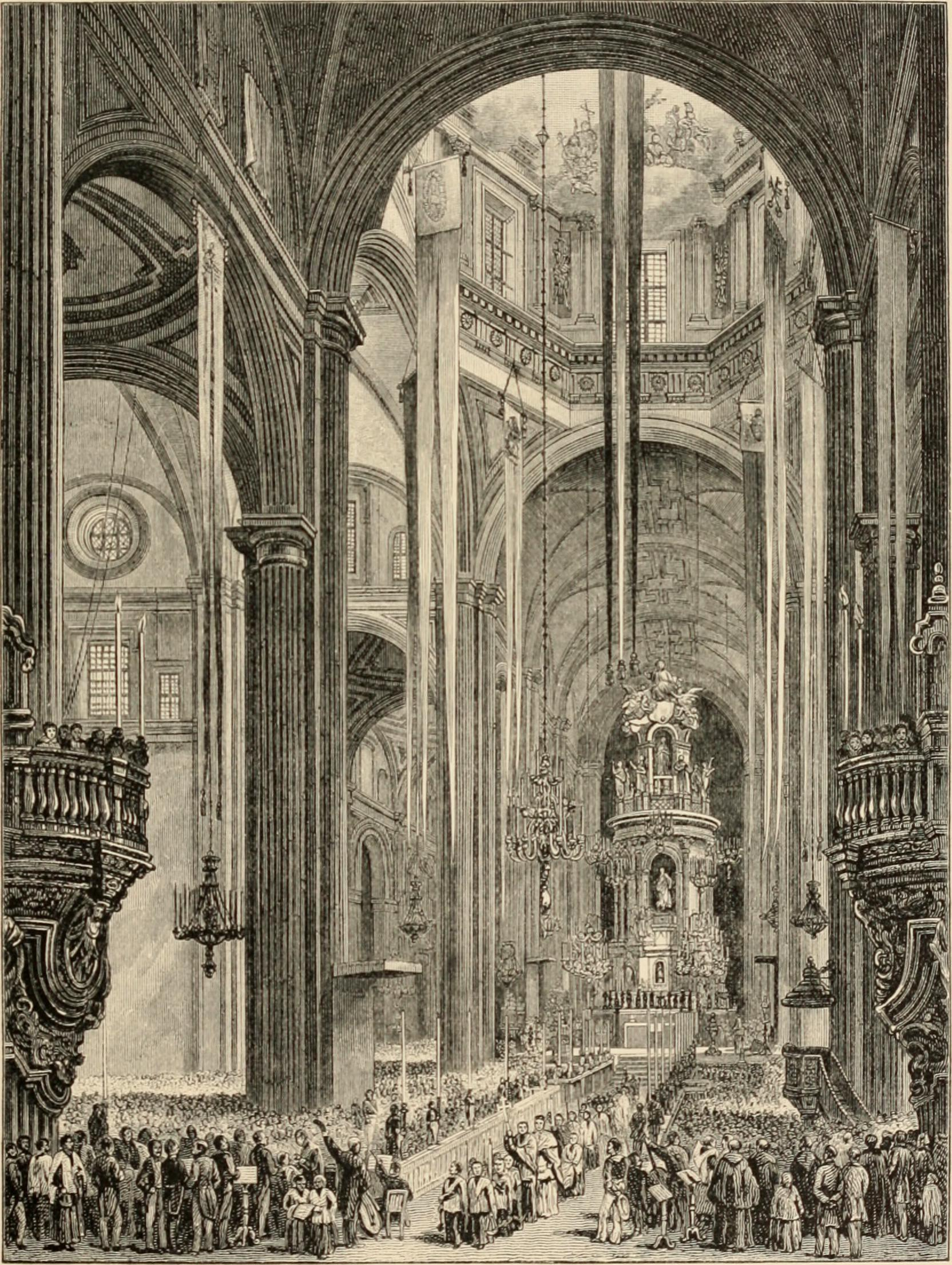
Interior de catedral en 1883, puede observarse el ciprés del altar mayor construido por Lorenzo de la Hidalga en 1843

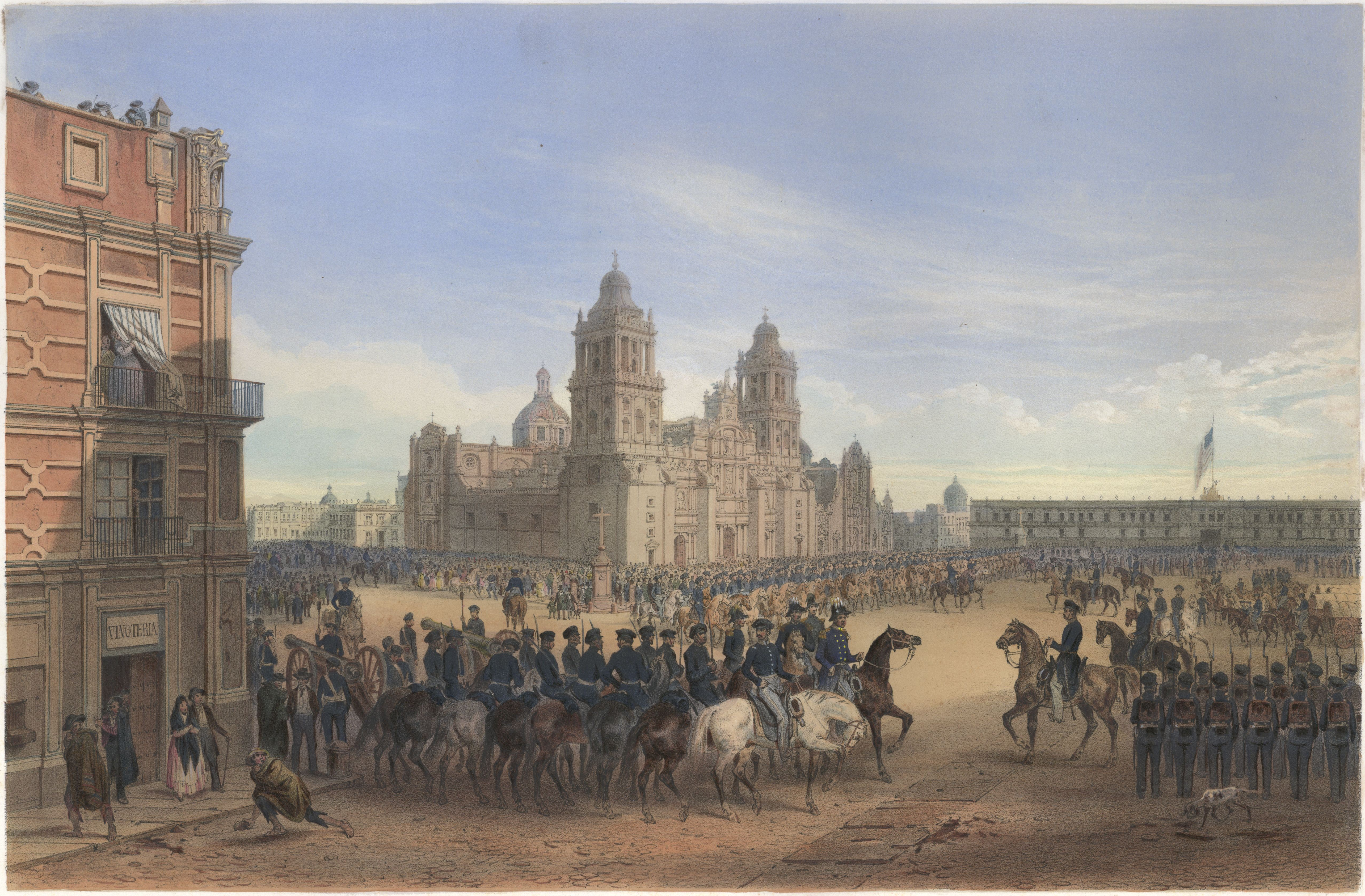
Pintura de 1851, retratando la entrada del ejército estadounidense al Zócalo en 1847, al fondo la Catedral y el Palacio Nacional.

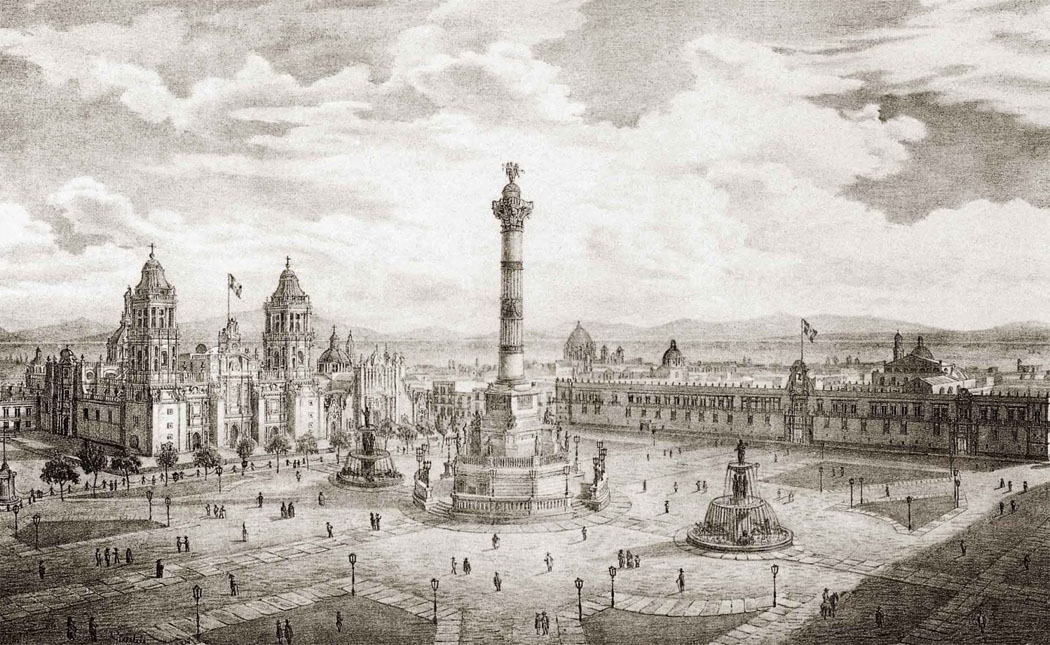
Ilustración del proyecto de Lorenzo de la Hidalga para la Plaza de la Constitución en 1843; a la izquierda la Catedral Metropolitana.

Concluida la independencia de México, la catedral no tardó en ser escenario de capítulos importantes de la historia del nuevo país. Al ser el principal centro religioso y sede del poder eclesiástico, fue parte de distintos acontecimientos que involucra la vida pública del México independiente.
El 21 de julio de 1822 se realizó la ceremonia de coronación de Agustín de Iturbide como emperador de México. Desde temprano sonaron las salvas de veinticuatro cañones, se adornaron balcones y las fachadas de los edificios públicos fueron engalanadas, así como atrios y portales de iglesias. En la catedral se colocaron dos tronos, el principal junto al presbítero y el menor cerca del coro. Poco antes de las nueve de la mañana, los miembros del Congreso y del Ayuntamiento ocuparon sus lugares destinados. Tropas de caballería e infantería hicieron valla al futuro emperador y a su séquito. Tres obispos oficiaron la misa. El presidente del Congreso, Rafael Mangino, fue el encargado de colocar la corona a Agustín I, acto seguido el propio emperador ciñó la corona a la emperatriz. Otras insignias les fueron impuestas a los recién coronados por los generales y damas de honor, el obispo Juan Cruz Ruiz de Cabañas y Crespo exclamó ¡Vivat Imperator in aeternum!, «¡vivan el emperador y la emperatriz!». Terminada la ceremonia, el tañido de las campanas y el estrépito de los cañones comunicaron al pueblo que la coronación se había consumado.
En 1825 las cabezas de Miguel Hidalgo, Ignacio Allende, Juan Aldama y Mariano Jiménez rescatadas y resguardadas tras haber permanecido colgadas frente a la Alhóndiga de Granaditas en Guanajuato, fueron trasladadas desde la parroquia de Santo Domingo hasta la Catedral Metropolitana en una procesión solemne. La marcha de los cráneos resguardados en una urna cubierta con terciopelo negro fue acompañada por el repicar de las campanas, las voces del Coro del Cabildo y las cofradías que en aquel entonces eran las responsables de las capillas de la catedral. Meses antes, esos mismos cráneos pendían frente a la Alhóndiga y ahora el arzobispo Pedro José de Fonte y Hernández Miravete daba autorización de que la «Puerta Jubilar» del recinto fuese abierta de par en par para recibir a los ya llamados «héroes de la Independencia».
También se recibieron los restos de José María Morelos, Francisco Javier Mina, Mariano Matamoros y Hermenegildo Galeana. Los restos fueron colocados en la «Cripta de los Arzobispos y Virreyes» y en aquel entonces se escribió: «A los honorables restos de los magnánimos e impertérritos caudillos, padres de la libertad mexicana, y víctimas de la perfidia y el nepotismo, la patria llorosa y agradecida erigió este público monumento». En 1838, en una ceremonia multitudinaria de funeral de estado, fueron trasladados los restos de Agustín de Iturbide, desfilando por toda la plaza, hasta la «Capilla de San Felipe de Jesús».
En 1847, luego de concretarse la ocupación estadounidense, la catedral también padeció los actos de los invasores, destacando los daños hechos a la «Piedra del Sol», cuando soldados de los EE. UU. usaron el monolito como tiro al blanco, afectando la cara del astro rey. De manera simultánea, las autoridades de la catedral, alejadas del momento convulso del país, solicitaron al arquitecto Lorenzo de la Hidalga, la construcción de un ciprés que reemplazara al de Jerónimo de Balbás que, de acuerdo a las crónicas de la época, el cambio de gusto artístico llevó a su desmantelamiento, al menos antes de 1838, ya que las narraciones de la inhumación de Iturbide, no registran que este aún existiese. El monumento interior del altar mayor, de estilo neoclásico, comenzó su elaboración en junio de 1848 y concluyó en 1851.
Este era de planta circular; solamente en la parte baja proyectaba cuatro mesas de altar, sobre las cuales hay una gradería, que servía para la colocación de los candelabros que se ponían en las funciones solemnes, interrumpidas por ocho pedestales para otros tantos santos; sobre dicha galería estaba el zócalo del cuerpo; este tenía un nicho en cada uno de los cuatro frentes, y ocho pedestales corintios sobre los ocho ejes verticales que dominaban la elevación total; sobre el zócalo y cuerpo se apoyaban ocho columnas del mismo orden corintio, y el cornisamento correspondiente con un antepecho en el que se perfilan ocho pedestales de otros tantos santos; dentro de las plantas de los intercolumnios, se hallaban la de cuatro pilastras que forma el gran nicho para la custodia, compuesto de cuatro arcos y una bóveda esférica; sobre las cuatro pilastras se apoyaba el segundo cuerpo, el cual constaba de un zócalo sobre el que estaba formado el nicho para la imagen de Jesucristo, con cuatro muros decorados con pilastras angulares, terminado como el nicho de la custodia por cuatro arcos y una bóveda esférica, coronando todo una cornisa sobre la que se apoya el grupo de la advocación de la Asunción. Las esculturas de los santos estaban distribuidas así: en el primer cuerpo estaban san José, san Juan Bautista, san Pedro, san Pablo, san Felipe de Jesús, santa Rosa, san Hipólito y san Casiano; en el segundo, santo Domingo, san Francisco de Asís, san Ignacio de Loyola, san Felipe Neri, san Agustín, san Bernardo, san Camilo y san Cayetano.
Siendo Arzobispo de México José Lázaro de la Garza y Ballesteros, se pronunció en contra de las Leyes de Reforma y de la Constitución de 1857. En marzo de 1857, declaró durante un sermón, que las nuevas leyes eran "hostiles a la Iglesia". El 17 de abril, envió una circular a todos los sacerdotes de su diócesis "previniendo que no se absolviera sin previa retractación pública a los fieles que hubiesen jurado la constitución". Su postura fue escuchada por muchos empleados que se negaron a jurar la Carta Magna, quienes fueron destituidos de sus puestos por el gobierno mexicano. En diferentes partes del país, se realizaron diferentes pronunciamientos y levantamientos armados bajo el grito de "Religión y fueros".
En consecuencia, la sociedad mexicana quedó dividida en dos facciones. Los liberales que apoyaron las reformas a la Constitución y los conservadores que la detractaban apoyando al clero. Estalló la guerra de Reforma en el territorio mexicano, estableciéndose dos gobiernos. Por una parte el Constitucional a cargo de Benito Juárez y el promulgado por una Junta del Partido Conservador bajo el mando de Félix María Zuloaga. El 23 de enero de 1858 el gobierno conservador quedó formalmente establecido, el gobierno de liberal tuvo que escapar de la capital. El Arzobispo ofició una misa en la catedral y para celebrar el acontecimiento se cantó el Te Deum. El 12 de febrero De la Garza envió una carta al presidente interino Zuloaga para congratular a su gobierno de forma oficial y brindarle su apoyo.
Durante buena parte de los siglos XIX y XX, una serie de diversos factores influyeron para una parcial perdida de su patrimonio artístico; al natural deterioro del tiempo se le sumaron, los cambios generacionales en el gusto, los incendios, los robos, pero también la falta de un marco normativo y de una conciencia para la conservación del inmueble y sus propiedades, esto claro, tanto por las autoridades eclesiásticas como las gubernamentales. De esta manera ambos entes hicieron uso de los tesoros artísticos para solventar las consecuencias de la inestabilidad política y económica del país. Por ejemplo las lámparas y atriles de plata, así como los vasos de oro y otras joyas se fundieron para financiar las guerras de mediados del siglo XIX.
El 12 de junio de 1864 fue parte de la fastuosa recepción en la Ciudad de México de los emperadores Maximiliano de Habsburgo y Carlota Amalia, quienes asistieron a un misa de acción de gracias ese día en el inmueble.
En 1881 se redujo el área del atrio al reemplazar los pilares del cerco con una nueva barda, esta vez con enrejado y cantera, al tiempo que la zona adyacente al atrio de la fachada principal se arboló; no obstante, las cruces de las esquinas del anterior cerramiento permanecieron en su misma ubicación hasta 1886 cuando se trasladaron a las esquinas del nuevo cerco; este borde perimetral es el que permanece hasta la actualidad.
Hacia 1885, por órdenes del entonces presidente Porfirio Díaz, los restos de los insurgentes fueron sacados de la catedral y luego, de nueva cuenta, fueron llevados en procesión hacia el recinto catedralicio, pero esta vez, la procesión estaba encabezada por el presidente de la República, los Ministros y Secretarios de Ayuntamiento, autoridades civiles, organizaciones populares, banderas mexicanas y estandartes laicos que reflejaban el carácter de la época. De nueva cuenta, la «Puerta Jubilar» vio desfilar a los héroes de la Patria, aunque esta vez sin Morelos. Entonces fueron colocados en la capilla de San José. Ese mismo año, fue retirada la «Piedra del Sol» y llevada al Museo Nacional, instalado desde la época de Maximiliano, en el edificio anexo de Palacio Nacional donde estuvo la Casa de Moneda.
La construcción de la catedral en suelo inestable conllevó problemas desde el inicio de las obras. La catedral, junto con el resto de la ciudad, se hunde en el lecho del lago desde el comienzo de su construcción. Este proceso se aceleró a raíz de la sobreexplotación de los acuíferos subterráneos por parte de la enorme población que habita en el lugar. Aunque desde finales del siglo XIX, se hicieron trabajos de intervención en las áreas afectadas por el hundimiento diferencial, especialmente bóvedas y muros, estas eran únicamente labores correctivas, que no atendían el proceso degradador del progresivo descenso de la estructura, acrecentado por su peso (incluidos cimientos) de 127 000 toneladas.

Pinturas y fotografías de la catedral en el siglo XIX.
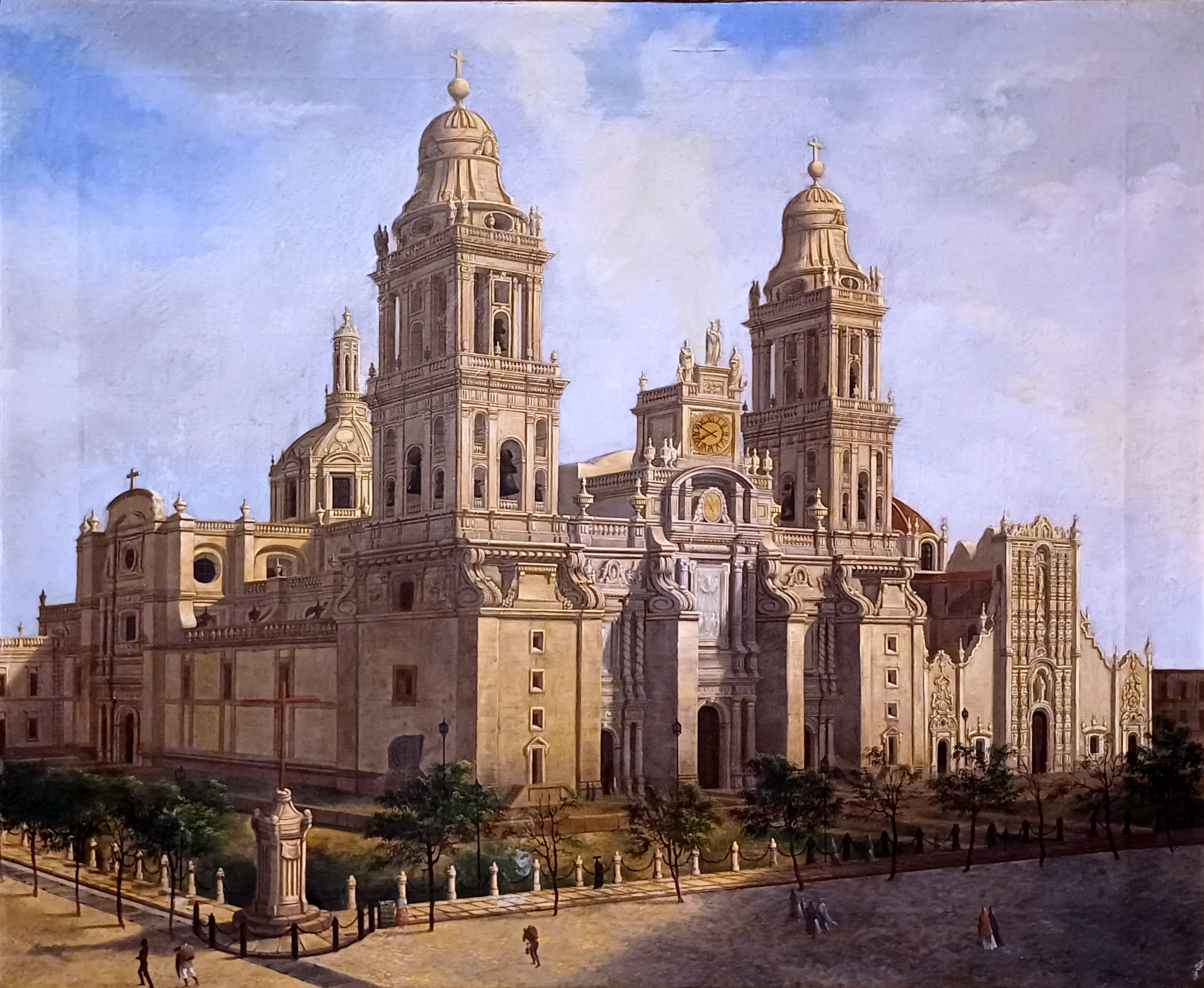
Pintura de Ignacio Serrano c. 1850
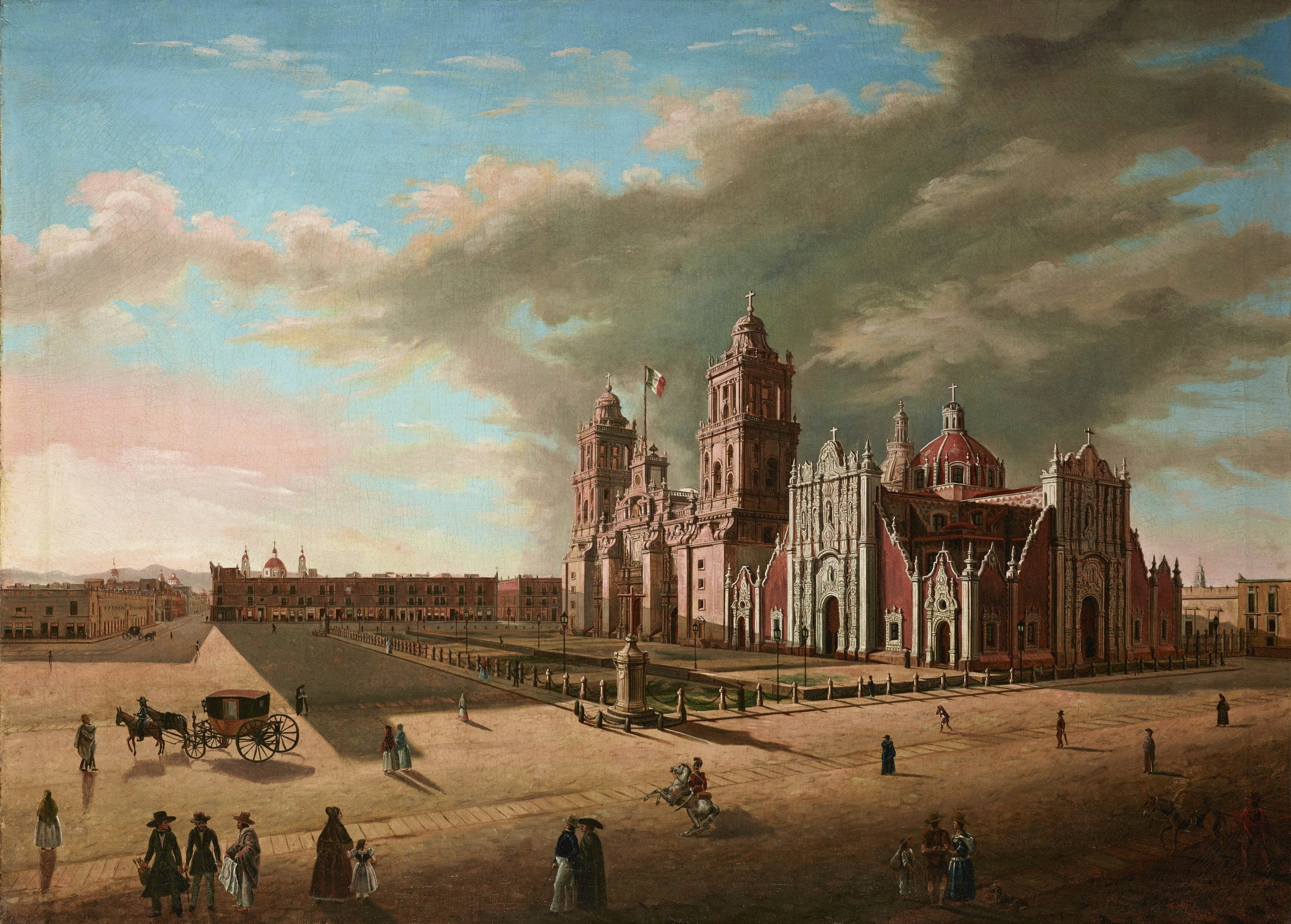
Pintura de Pedro Gualdi c. 1850
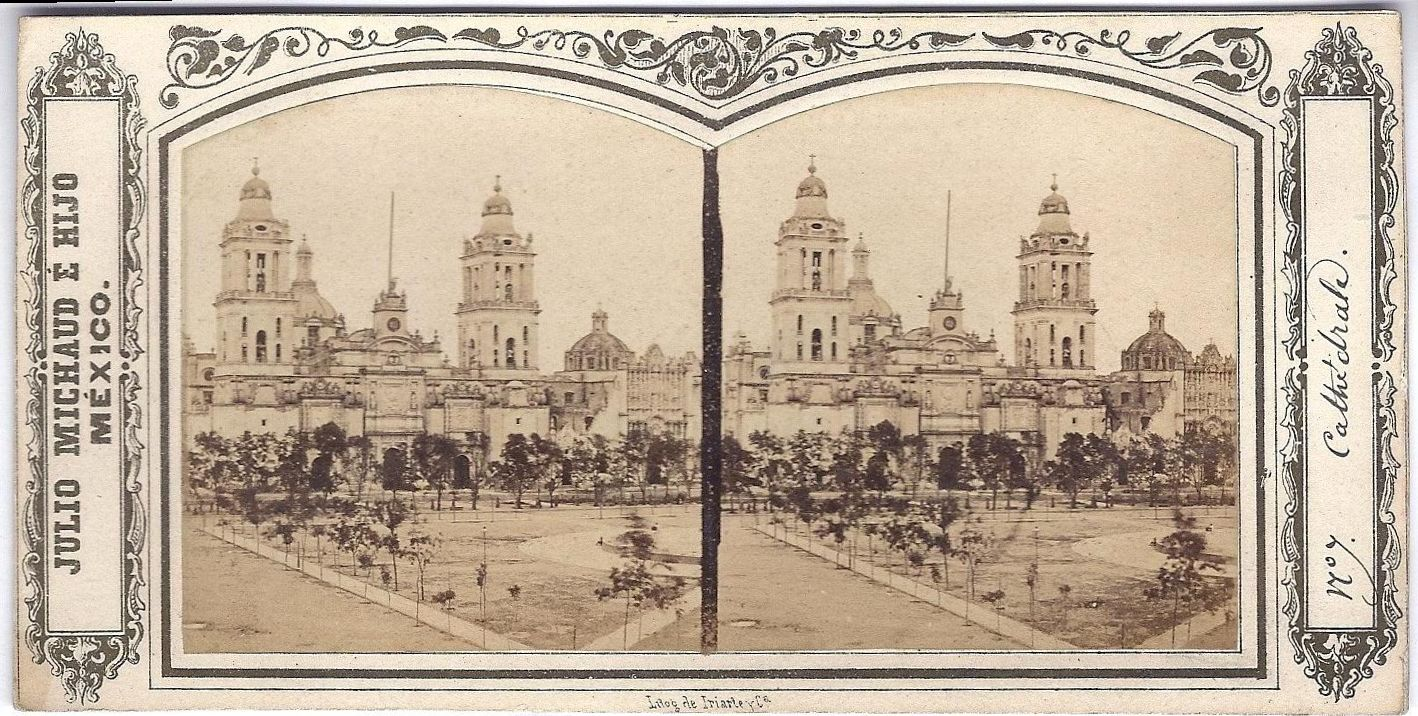
Vista de la catedral, fotografía c. 1860
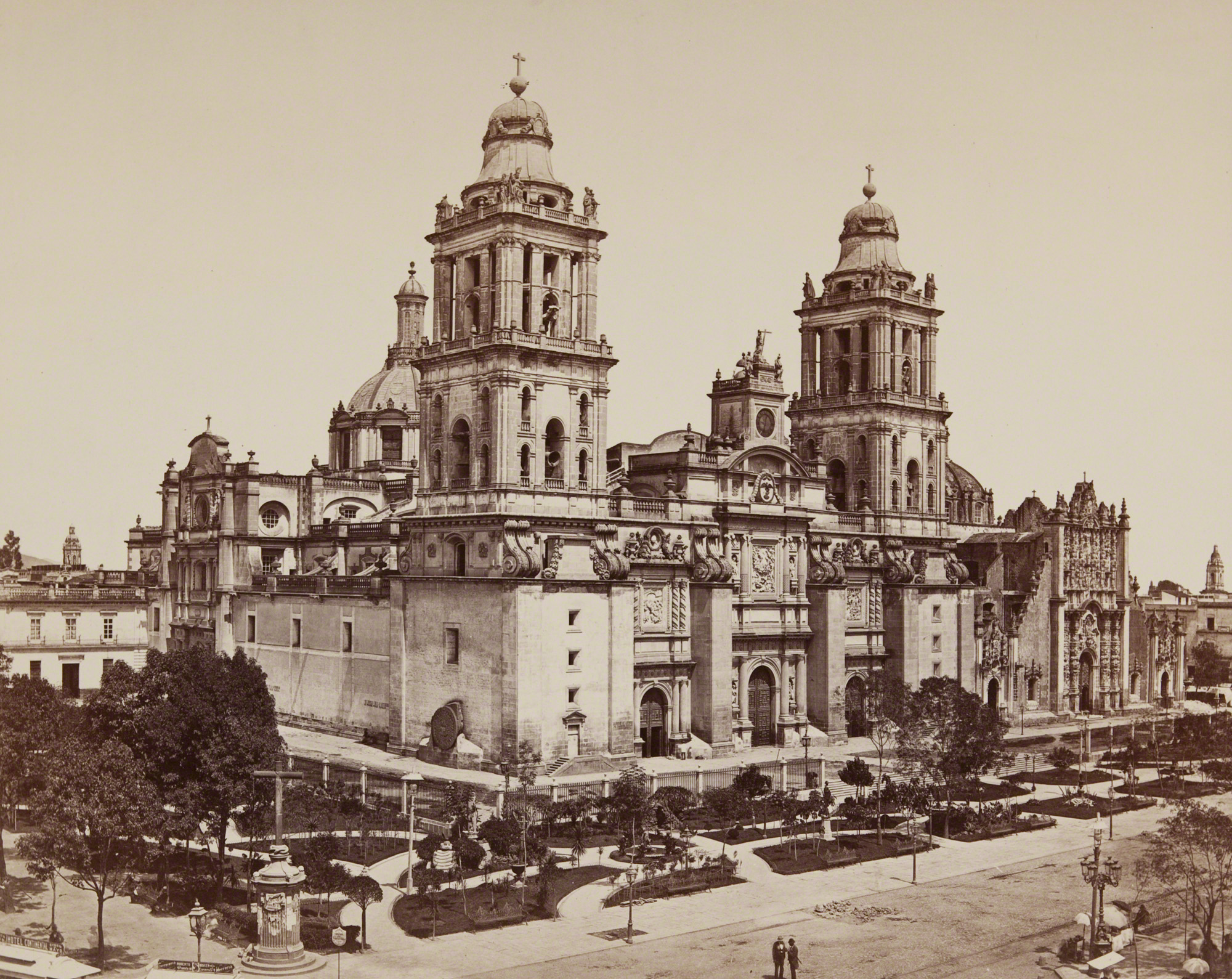
Vista de la catedral entre 1880 y 1887, cuando la Piedra del Sol se trasladó al Museo de la calle de Moneda.
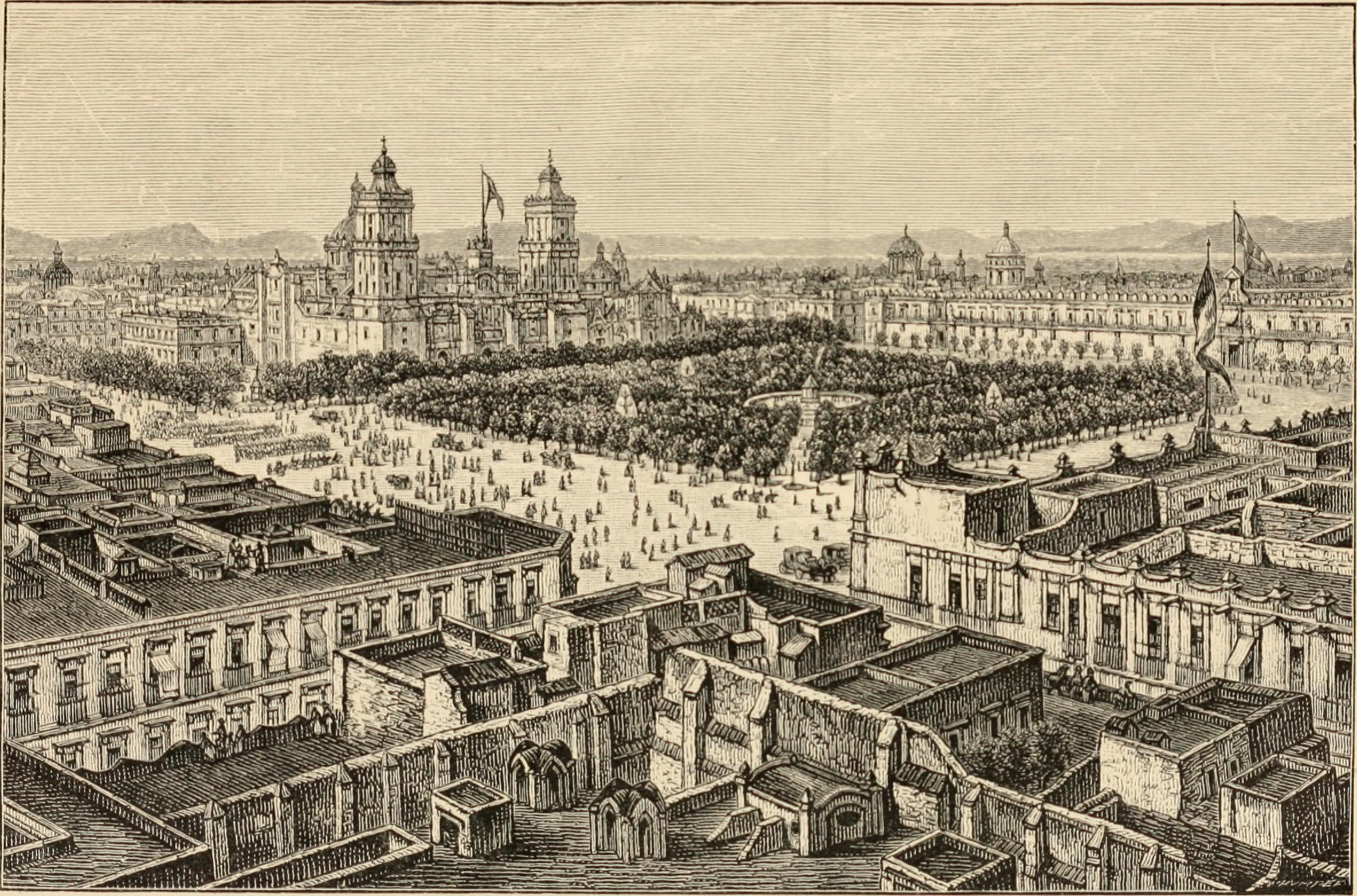
Imagen del Zócalo durante la mayor parte de la segunda mitad del siglo XIX.

### SigloXX

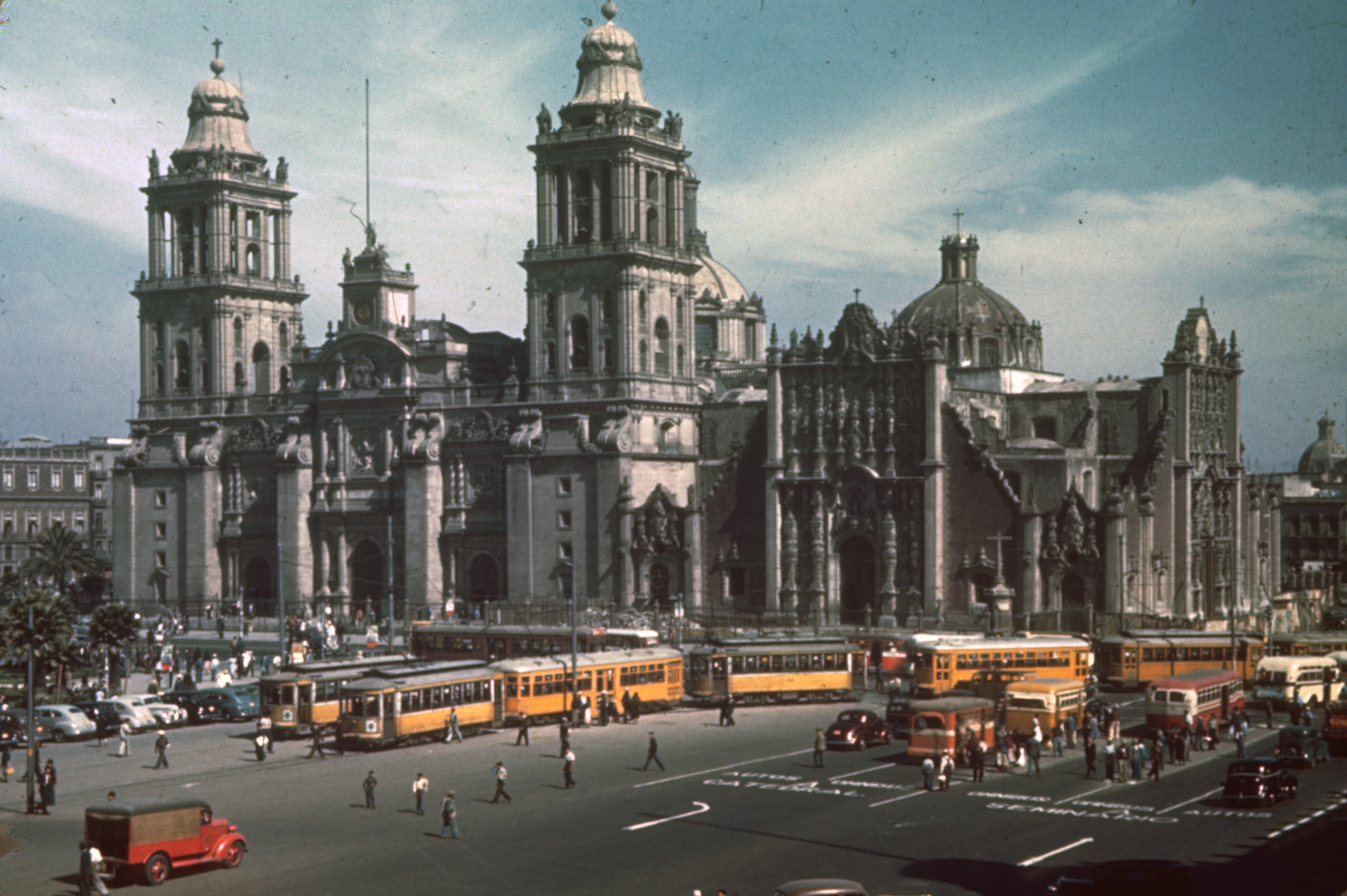
Perspectiva del frente del conjunto arquitectónico de la Catedral en 1940.

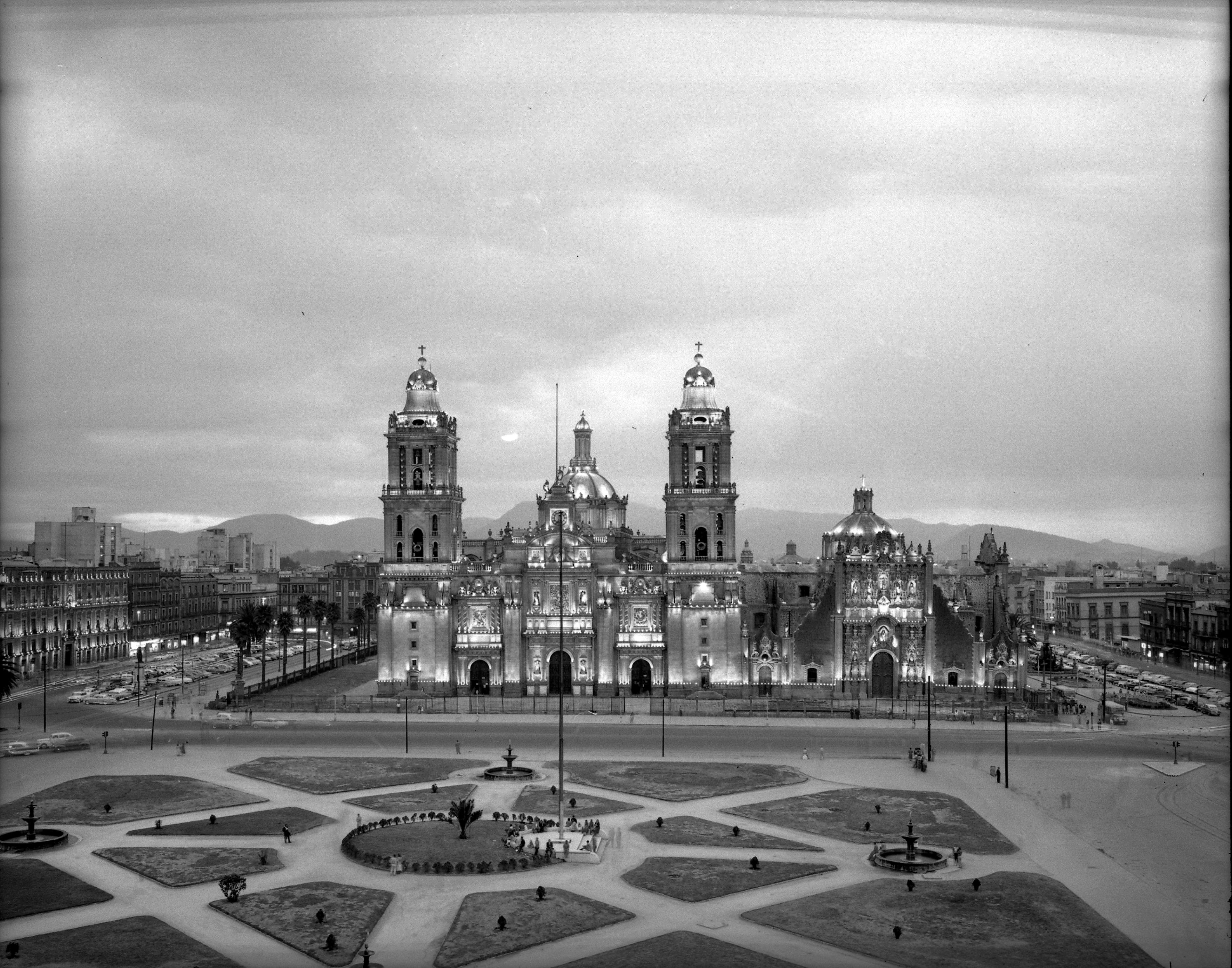
La Plaza de la Constitución o Zócalo en 1950; aparece la Catedral de frente con su iluminación nocturna de entonces.

En 1912 la «Cruz de Mañozca» regresó a la catedral para ubicarse en su posición actual, detrás del sagrario metropolitano. Desde 1913, con los descubrimientos arqueológicos en la esquina de las calles Seminario y Moneda, por parte del arqueólogo Manuel Gamio, se comenzó a desmitificar la antigua versión de que la catedral estaba construida sobre el Templo Mayor, ya que las ruinas encontradas corresponden a una esquina de este, volviendo inviable la ubicación referida durante siglos. En 1914 los árboles alrededor del inmueble fueron retirados, pues estos estaban lo suficientemente altos para obstaculizar la vista del recinto y reemplazado con jardines, que permanecieron ahí hasta 1924. Ese mismo, frente al «Seminario Conciliar» fue construida una fuente con una escultura de Bartolomé de las Casas. En 1925 por indicaciones del presidente Plutarco Elías Calles, los restos de los héroes de la independencia salieron de la catedral para ser colocados en la base de la Columna del Ángel de la Independencia sobre paseo de la Reforma. El gobierno mexicano no se llevó el cuerpo de Agustín de Iturbide, no obstante, este permanece en la capilla de San Felipe de Jesús.
Como parte de la serie de eventos que derivaron en el desencadenamiento de la Guerra Cristera, el 4 de febrero de 1926, en el periódico El Universal se publicó una protesta que había declarado el arzobispo José Mora y del Río nueve años antes en contra de la nueva Constitución, pero la nota se presentó como una noticia nueva, es decir, como si se tratase de una declaración reciente. Por órdenes del presidente Calles —quien consideró la declaración como un reto al Gobierno— Mora y del Río fue consignado ante la Procuraduría General de Justicia y detenido; se clausuraron varios templos, entre ellos la misma catedral y se expulsó a los sacerdotes extranjeros. El artículo 130 constitucional fue reglamentado como la Ley de Cultos (conocida como Ley Calles), se cerraron las escuelas religiosas y se limitó el número de sacerdotes para que solo uno oficiara por cada seis mil habitantes. El 21 de junio de 1929, durante la presidencia de Emilio Portes Gil, la Iglesia y el Gobierno firmaron los arreglos que pusieron fin a las hostilidades en el territorio mexicano, con lo cual quedó reabierto el recinto.
Fue hasta 1933 que se implementó el primer plan de diagnóstico y solución a los problemas estructurales, a cargo de los arquitectos Manuel Ortiz Monasterio y Manuel Cortina García. Partiendo de este se concretaron tres alternativas para aminorar el impacto del hundimiento, que básicamente se limitaron a restar peso a la estructura y carga a la cimentación: Demolición de los edificios del Seminario; Iniciar la reparación de la estructura del Sagrario, que evidentemente era la que mayores problemas mostraba en su esqueleto; Vaciar las celdas de la cimentación formadas en la retícula de contra trabes y el empleo de este espacio para la implementación de criptas funerarias. Todas estas obras se realizaron entre 1933 y 1942. Con los espacio ganados en los trabajos de cimentación, en 1937 se concluyó la construcción de las «Criptas para los Arzobispos» debajo de la catedral, específicamente bajo el «Altar de los Reyes». En 1943 para dar mayor visibilidad al altar antes mencionado, fue retirado el ciprés de Lorenzo de la Hidalga y sustituido por un altar más pequeño hecho de mármol de tecali en 1950.
En 1968 con las obras del Metro de la Ciudad de México fue retirada la fuente a Bartolomé de las Casas de la calle de «Seminario» y movida a la explanada de la fachada oriente de la catedral. En 1978 mientras se realizaban trabajos de excavación en las ruinas arqueológicas localizadas por Manuel Gamio en 1913, se descubrió el monolito de Coyolxauhqui, al que los registros y crónicas prehispánicas ubicaban en la base de la escalinata del Templo Mayor, esto confirmó la ubicación real del antiguo recinto mexica y descarta el mito de la catedral construida sobre este; de esta manera se abre la hipótesis de que los basamentos mexicas encontrados debajo de la catedral pertenecen a templos secundarios como el de Quetzalcóatl o Xitle.
En 1976, derivado de las afectaciones por la remodelación al sistema de drenaje en 1968 y la construcción del metro en 1969, se iniciaron trabajos de adecuación en la cimentación del edificio. Para entonces el comportamiento estructural del templo era bastante preocupante y por ello se recurrió al ingeniero Manuel González Flores, inventor del procedimiento «Descimbrar-Cimbrando» y del sistema de pilotes de control, para cimentar o recimentar edificios. El ingeniero propuso para la Catedral la instalación de 280 pilotes de control, bajo la suposición de que el hundimiento diferencial era lineal con valor máximo en la fachada sur; Posteriormente incrementó el número de pilotes al considerar también el Sagrario que requirió de 129 pilotes adicionales. Estas obras se concluyeron en 1982 y por varios años se consideró que habrían resuelto el problema de los hundimientos diferenciales. Todo lo anterior comprobó que el sistema de pilotes de control, tan efectivo en múltiples aplicaciones, en este caso no había surtido el efecto originalmente previsto. 
El 26 de enero de 1979 recibió por primera vez en la historia la visita un sumo pontífice de la Iglesia católica, el Papa Juan Pablo II, quien en medio de un acto multitudinario, ofreció una histórica misa en la que habría de pronunciar una de sus célebres frases: «¡México siempre fiel!».

#### Incendio de 1967

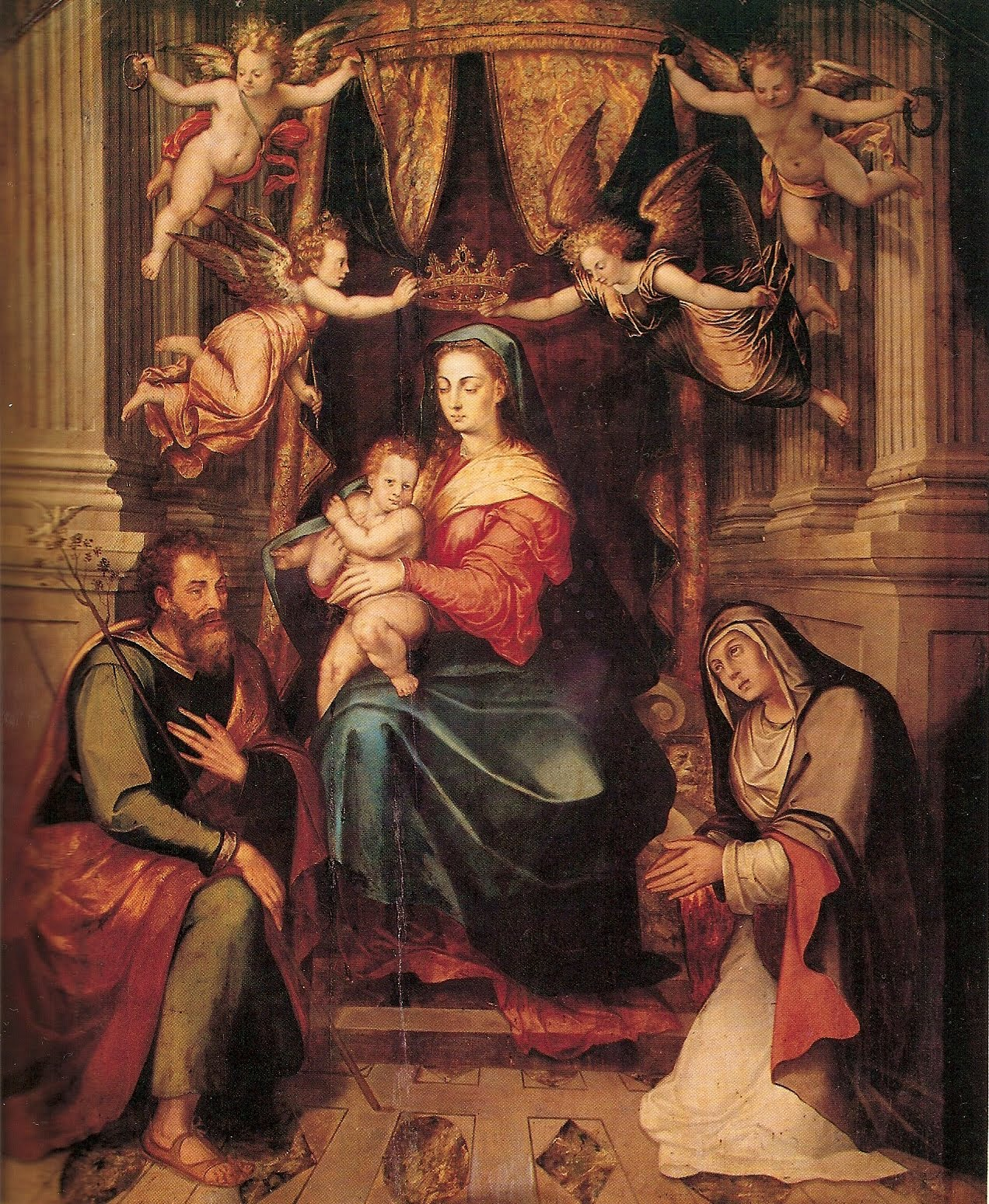
La Virgen del Perdón, obra de Pereyns destruida en el incendio

En la noche entre el 17 y 18 de enero de 1967, un cortocircuito en la sacristía del «Altar del Perdón» generó un importante incendio en la catedral. En el altar del perdón, se perdió la mayor parte de la estructura y decoración, así como las pinturas «La Santa Faz» de Alonso López de Herrera, «El Martirio de San Sebastián» de Francisco de Zumaya y «La Virgen del Perdón» de Simon Pereyns. En el coro se perdieron 75 de sus 99 asientos, una pintura de Juan Correa y muchos libros que se encontraban en el mismo, y se daño el facistol. Los dos órganos de la catedral fueron muy dañados al fundirse parcialmente sus tubos. La llamaradas fueron tan altas que destruyeron la pintura de Rafael Ximeno y Planes en la cúpula, ennegrecieron permanentemente las de Juan Rodríguez Juárez en el «Altar de los Reyes», además de causar ampulas en el dorado. Cuatro años después del incendio, en 1972, se iniciaron las obras de restauración de la catedral, para devolverle su aspecto original, las labores estuvieron a cargo de Miguel Ángel Soto Rodríguez.
El Altar del Perdón fue completamente restaurado con el mismo estilo original, tanto en la conformación del retablo como de la ornamentación; se añadieron varias pinturas que sustituyeron a las quemadas, «La huida de Egipto», «El Divino Rostro» y «El martirio de San Sebastián», todas obras de Pereyns, así como «Santa María Magdalena» atribuida a Juan Correa. Además, se encontraron 51 pinturas, obras de Nicolás y Juan Rodríguez Juárez, Miguel Cabrera y José de Ibarra, ocultas tras el altar. En 1975 los órganos fueron desmantelados y enviados a los Países Bajos donde fueron reparados en un proceso que se prolongó hasta 1977; no obstante fue hasta principios del siglo XXI que fueron completamente reparados para su funcionamiento normal. El coro fue reconstruido en 1979; la silleria fue plenamente restaurada, aunque por falta de presupuesto no se les añadió el dorado característico de las esculturas; en las tribunas superiores del exterior, algunas de las estatuas fueron reparadas o sustituidas por réplicas debido a los daños que presentaban por la contaminación. En el altar de los reyes fue imposible recuperar la tonalidad de las pinturas afectadas, pero pudieron repararse las ampulas del retablo, así como rescatarse las esculturas y relieves de las columnas. Durante los trabajos, en la pared del arco central de la catedral fue encontrado el sepulcro del presidente Miguel Barragán; y en el interior de uno de los órganos se encontró una copia de 1529 del nombramiento de Hernán Cortés como gobernador de Nueva España.

#### Restauración de los años 1990

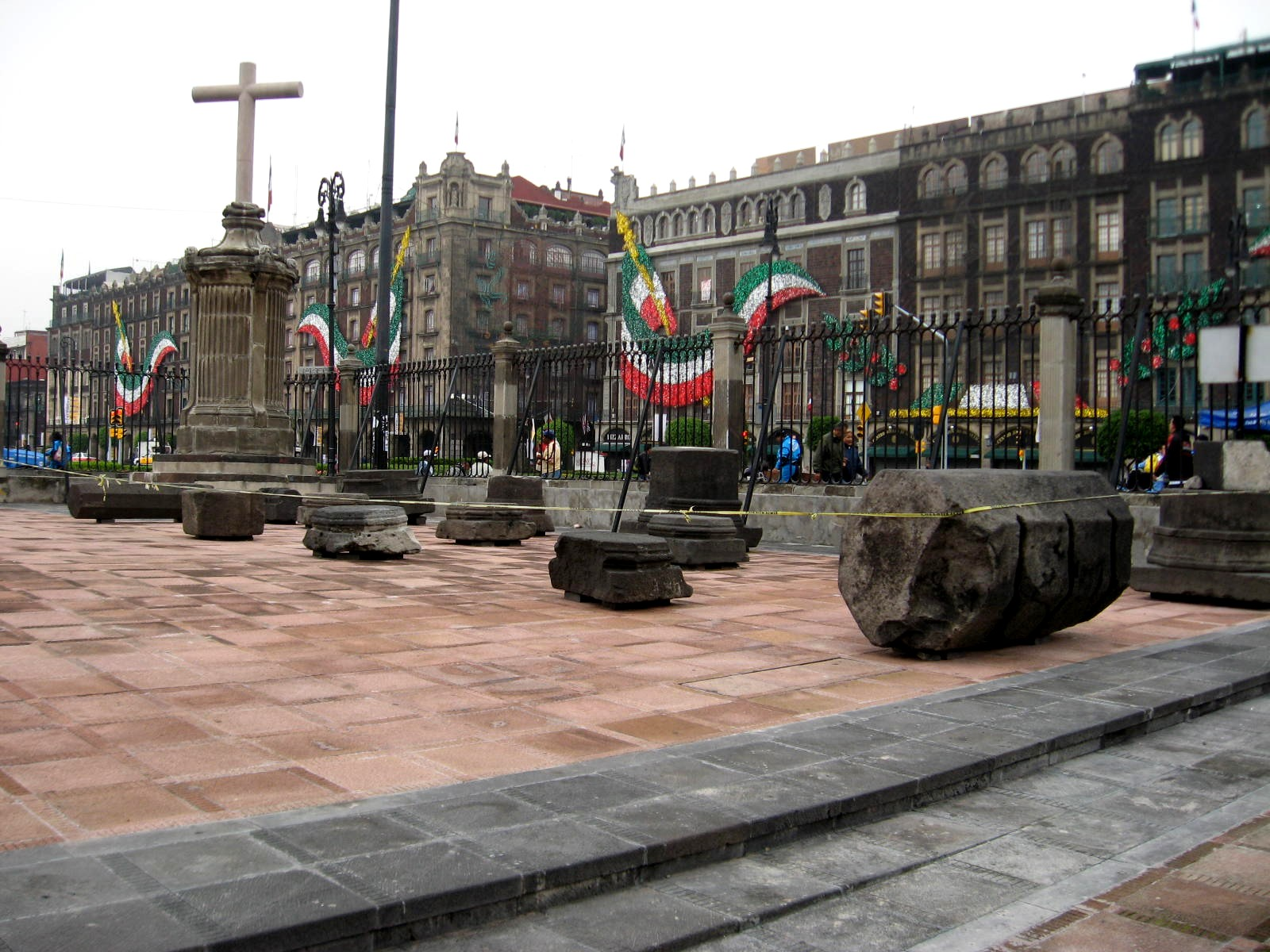
Bases y otros objetos encontrados en la excavación del templo; la mayoría corresponden a la antigua catedral, por lo que algunos presentan vestigios de los restos de templos mexicas usados para su elaboración.

Los movimientos sísmicos y las obras del metro acrecentaron el problema primigenio de la catedral, el suelo irregular de su asentamiento. Este hecho provocaba el hundimiento a ritmos diferentes en distintas secciones de la catedral, así, los campanarios, presentaban una peligrosa inclinación en la década de 1970. Luego del sismo de 1985, en el que no se habían presentaron daños mayores, las pequeñas grietas de las bóvedas, se agrandaron con las lluvias de abril de 1989, provocando la fractura de una de ellas. 
En 1990 dieron comienzo unos trabajos para la estabilización de la catedral, aunque se encontraba construida sobre una base sólida, esta se localizaba a su vez sobre un suelo de arcilla blanda que era una amenaza para su integridad estructural, puesto que se sufría un hundimiento sobre las capas freáticas inferiores, produciendo un daño de la estructura. Por ello, la catedral fue incluida en la World Monuments Fund como uno de los cien sitios en mayor riesgo. Tras la estabilización y conclusión de los trabajos, la catedral fue eliminada de dicha lista en 2000. Antes de comenzar la subexcavación se tomaron precauciones para salvaguardar la estructura ante algún movimiento imprevisto en la cimentación. Se colocó una estructura de apuntalamiento de la cubierta en la parte que es soportada por las columnas; esto, a base de torres y arcos formados por tubos de acero, provistos de mecanismos que permiten ajustar su altura y controlar la carga que va variando por los asentamientos del piso que son producidos por la subexcavación. Adicionalmente, se colocaron tirantes para restringir la posible abertura de arcos y bóvedas de la nave principal y las procesionales. Considerando la situación particularmente crítica para algunas columnas sujetas a cargas axiales y desplomos elevados, se colocó en siete de ellas un zuncho a base de elementos de acero, para protegerlas de alguna sobrecarga accidental durante el proceso. Una vez terminados los trabajos preparatorios, la subexcavación comenzó en agosto de 1993 y se dio por terminada en mayo de 1998. 
La subexcavación consiste en hacer descender de manera lenta y controlada las partes más altas en la base del edificio, mediante la extracción de suelo en los estratos más compresibles debajo de ellas. Se excavaron 32 lumbreras, a partir del nivel de criptas y una profundidad de 20 m, distribuidas en las zonas donde era necesario generar los hundimientos bajo la catedral y el sagrario. Bajo la catedral se excavaron pozos y se colocaron ejes de hormigón que propiciaron una base más sólida al edificio. Con ello no se detuvo el hundimiento pero sí asegura que sea uniforme. Además, se corrigió la inclinación de las torres.
El propósito no sólo fue eliminar parte de los hundimientos diferenciales, sino también producir movimientos que favorecieran la estabilidad estructural de ambos edificios. El desnivel máximo que existía entre puntos del piso de la catedral, era de 240 cm. Este se redujo en 83 cm, lo que representa una corrección del 34 %.
A la par del rescate estructural del edificio, también se iniciaron trabajos de remodelación, acondicionamiento y rescate del interior del conjunto arquitectónico, sobresaliendo entre otras, la del Altar de los Reyes, que se realizó en colaboración con el gobierno de España; la consolidación de las grietas en los muros y las bóvedas, teniendo especial atención la del Sagrario Metropolitano, que era la de mayor deterioro; y el refuerzo interior de las columnas con costuras armadas. El proyecto de intervención a cargo del ingeniero Sergio Zaldívar Guerra, entonces director general de Sitios y Monumentos del Patrimonio Nacional, se convirtió en un programa permanente de monitoreo, diagnóstico y atención emergente del recinto catedralicio, a través de sistemas de seguimiento y control de los movimientos sísmicos, hundimientos y variaciones en la estructura para garantizar la estabilidad del edificio.

Fotografías de la catedral en el siglo XX.
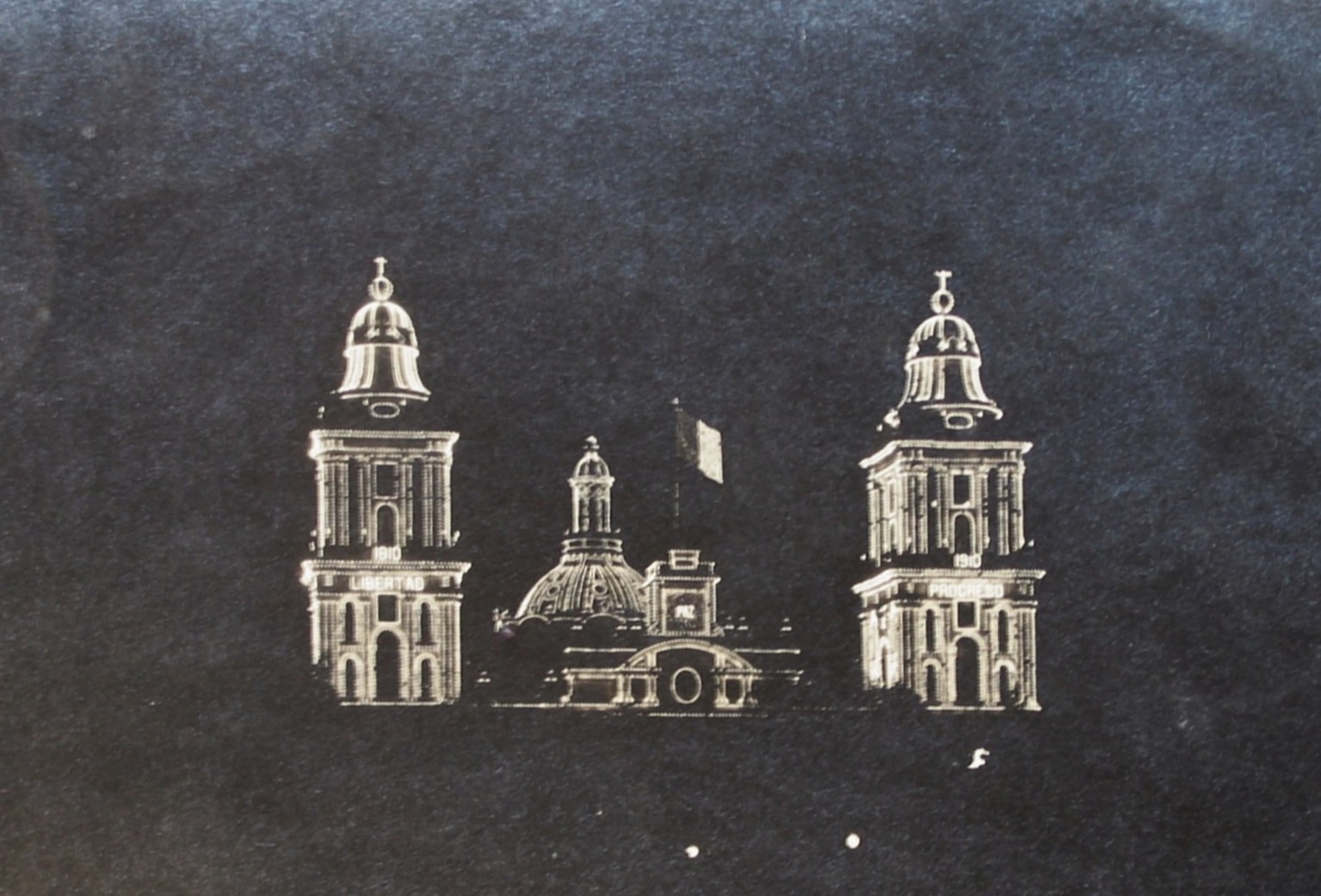
Iluminación para las festividades del centenario de la independencia en 1910.
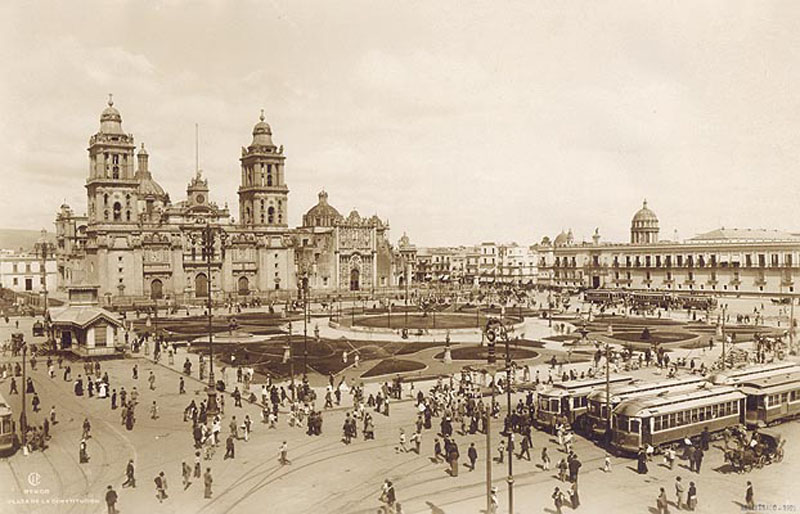
La Plaza, la Catedral y Palacio en 1916.
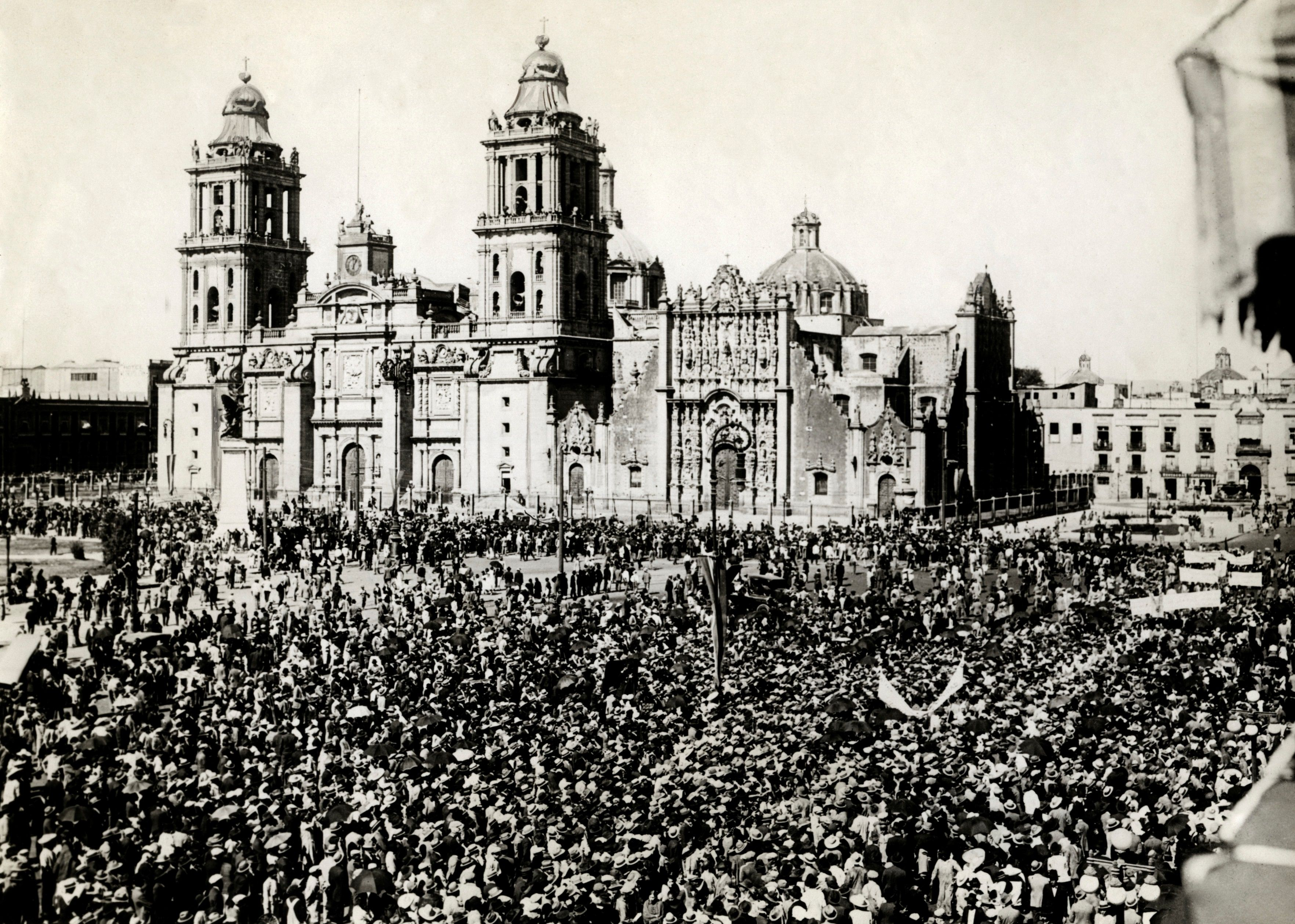
Concentración en la Plaza con la Catedral de fondo en 1928.
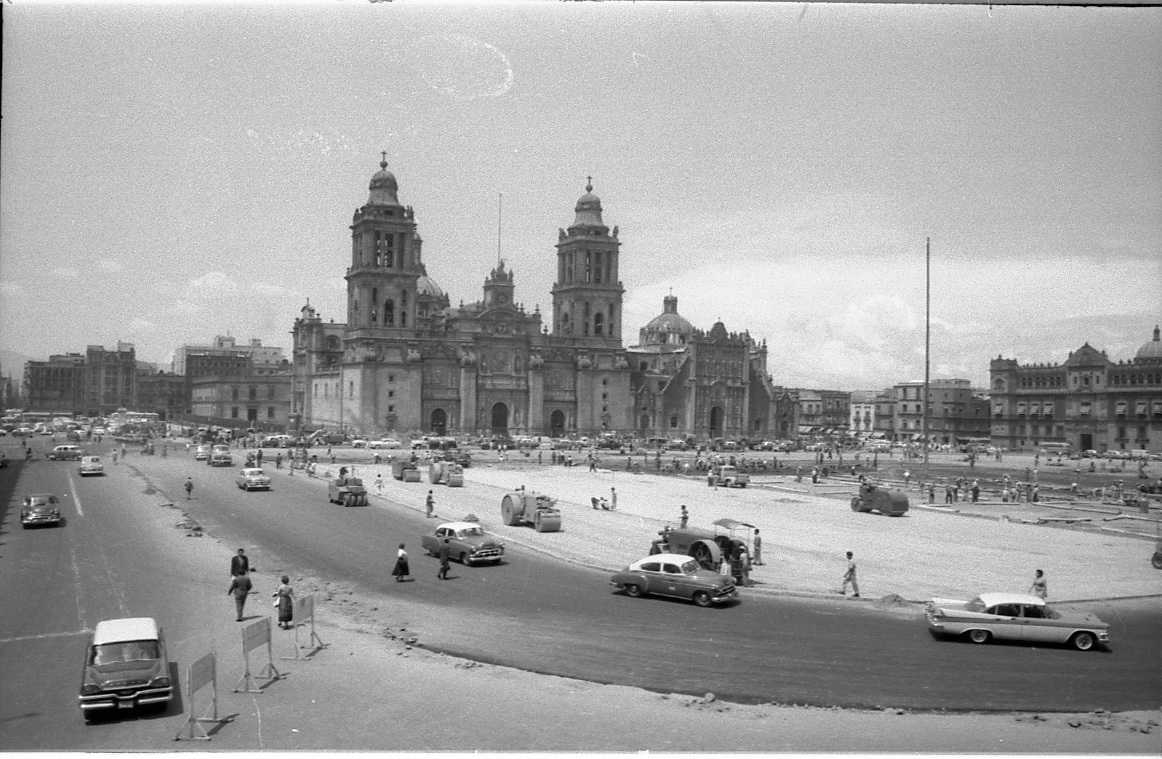
Catedral en 1958, durante las obras para colocar la plancha de concreto en el Zócalo.
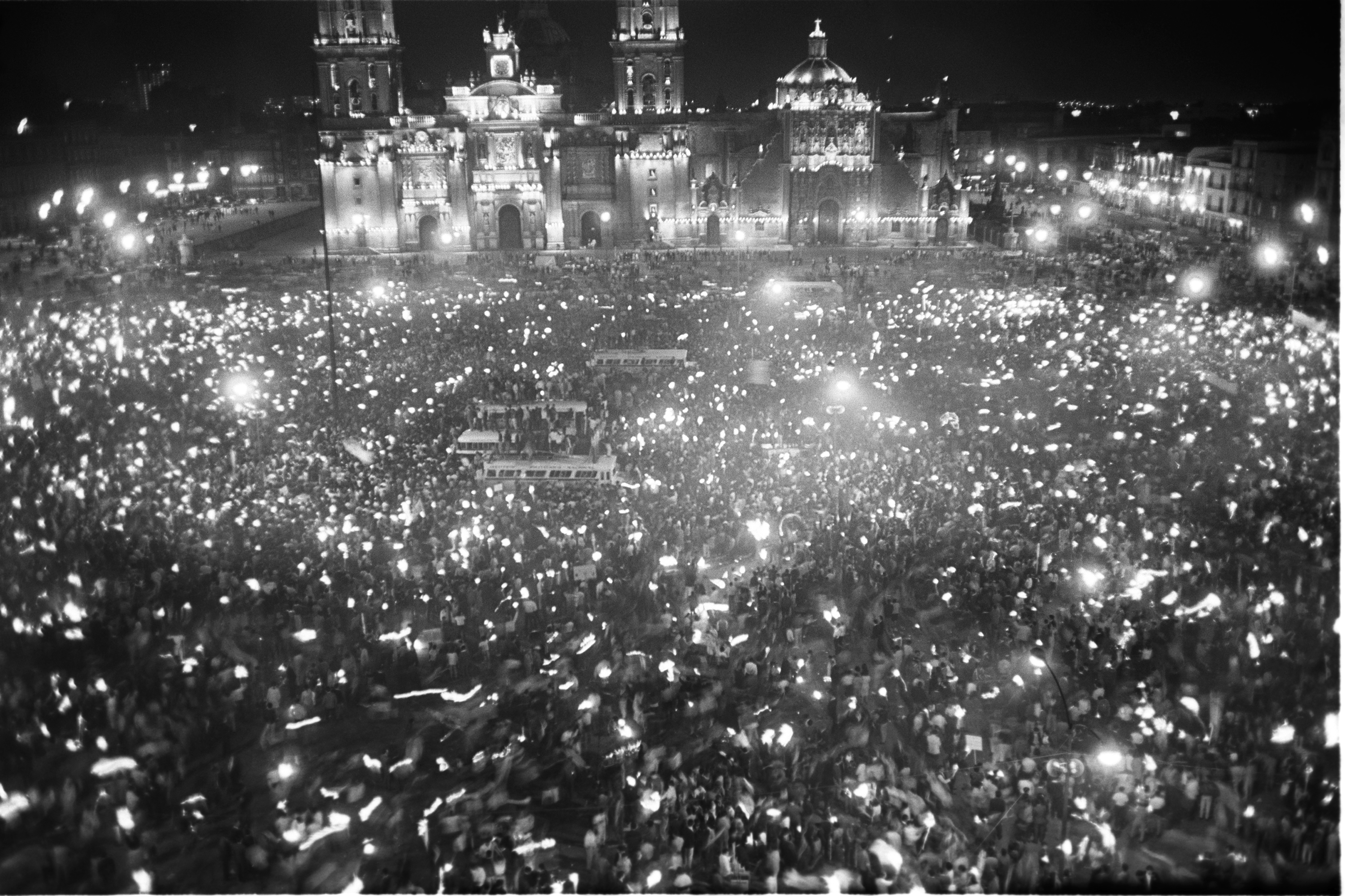
Catedral durante las manifestaciones del movimiento de 1968.

### SigloXXI

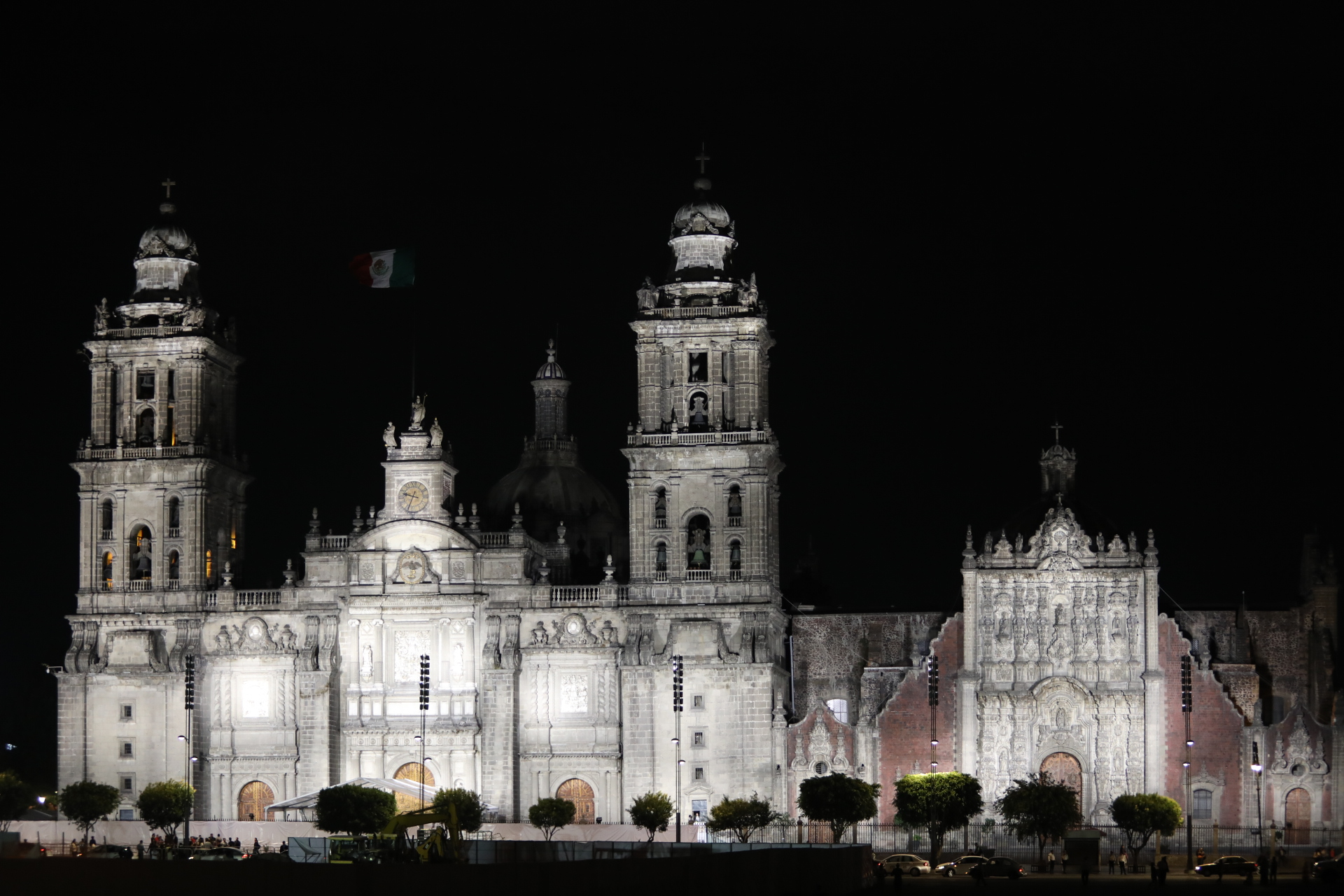
Vista nocturna de la fachada principal (2017).

La noche del 15 de septiembre de 2010 fue uno de los escenarios protagónicos de los festejos del bicentenario de la independencia; un espectáculo multimedia de imágenes y sonido proyectado sobre su fachada principal, acompañada de fuegos artificiales, fue el cierre de los eventos principales en el Zócalo capitalino.
Sería hasta el 13 de febrero de 2016 que habría de sucederse una nueva visita por parte de un máximo líder católico, cuando el Papa Francisco acudió a una reunión con todos los obispos de las diócesis de México.
El sistema de monitoreo y protección a la cimentación de la catedral, fue puesto a prueba durante el terremoto del 19 de septiembre de 2017, y en efecto respondió de manera positiva; sin embargo no ocurrió lo mismo para interiores y exteriores del recinto, que por primera vez sufrieron daños que, si bien eran superficiales y estéticos, evidenciaron desgastes y degradación de las estructuras no ligadas a la cimentación, sino al valor patrimonial del templo. 
Entre los daños más significativos estuvo la caída de la escultura de la «Esperanza» del conjunto escultórico de las virtudes teologales en el remate de la fachada principal; el derrumbe de la cruz de la torre oriente (que a la vez perforó una bóveda del Sagrario Metropolitano); grietas en la bóvedas, desfasamiento de dovelas en los arcos y desprendimiento de aplanados.
En 2019 inició el proyecto más exhaustivo de intervención a la catedral desde el rescate de los años 1990. En una primera etapa de atención, a cargo de la Dirección General de Sitios y Monumentos del Patrimonio Cultural, con el acompañamiento del Instituto Nacional de Antropología e Historia (INAH), y del Instituto de Ingeniería de la Universidad Nacional Autónoma de México, se realizaron trabajos de mantenimiento al sistema de pilotes de control, erradicación de flora parásita, calafateo de grietas, y rehabilitación de instalación eléctrica y sistema de pararrayos; trabajos que tuvieron una inversión de 20 millones de pesos y una duración de dos años.
La segunda etapa de la restauración, enmarcada en el proyecto nacional de reconstrucción del gobierno federal, inició el 7 de septiembre de 2022. En esta ocasión se intervendrían, con un costo de 84 millones de pesos, las torres, la cúpula, la fachada principal y la bóveda central del Sagrario. Las dos torres fueron cubiertas con gigantescos andamios para trabajos de consolidación de su estructura y soporte, esto a través de la inyección de una sustancia semilíquida para anclar la grietas y fisuras; al tiempo que se hicieron trabajos de mantenimiento a los campanarios y las piezas ornamentales o escultóricas de ambos soportes, entre ellos la reposición de la cruz caída en 2017; en el caso de la bóvedas se realizó un cosido de grietas con piezas de mampostería; en tanto la cúpula, así como su linternilla recibieron trabajos de limpieza, eliminación de flora nociva, apuntalamiento y consolidación; finalmente, la fachada principal recibió trabajos de limpieza y restauración de elementos perdidos en el sismo de 2017. Esta segunda etapa concluyó en enero de 2023.
La tercera etapa (y última) de esta intervención tuvo como finalidad la reinstalación de las tres esculturas de las "Virtudes teologales", retiradas después del sismo del 2017, esta concluyó el 27 de febrero de 2024. La primera de ellas, "La Esperanza", la única que cayó a causa del terremoto, fue restaurada completamente, en tanto "La Fe" y "La Caridad" tuvieron únicamente trabajos de reparación superficial y limpieza; a las tres se les recolocaron elementos ornamentales perdidos a lo largo de dos siglos y finalmente serían fijadas definitivamente, recordando que originalmente solo estaban superpuestas.

## Composición y organización

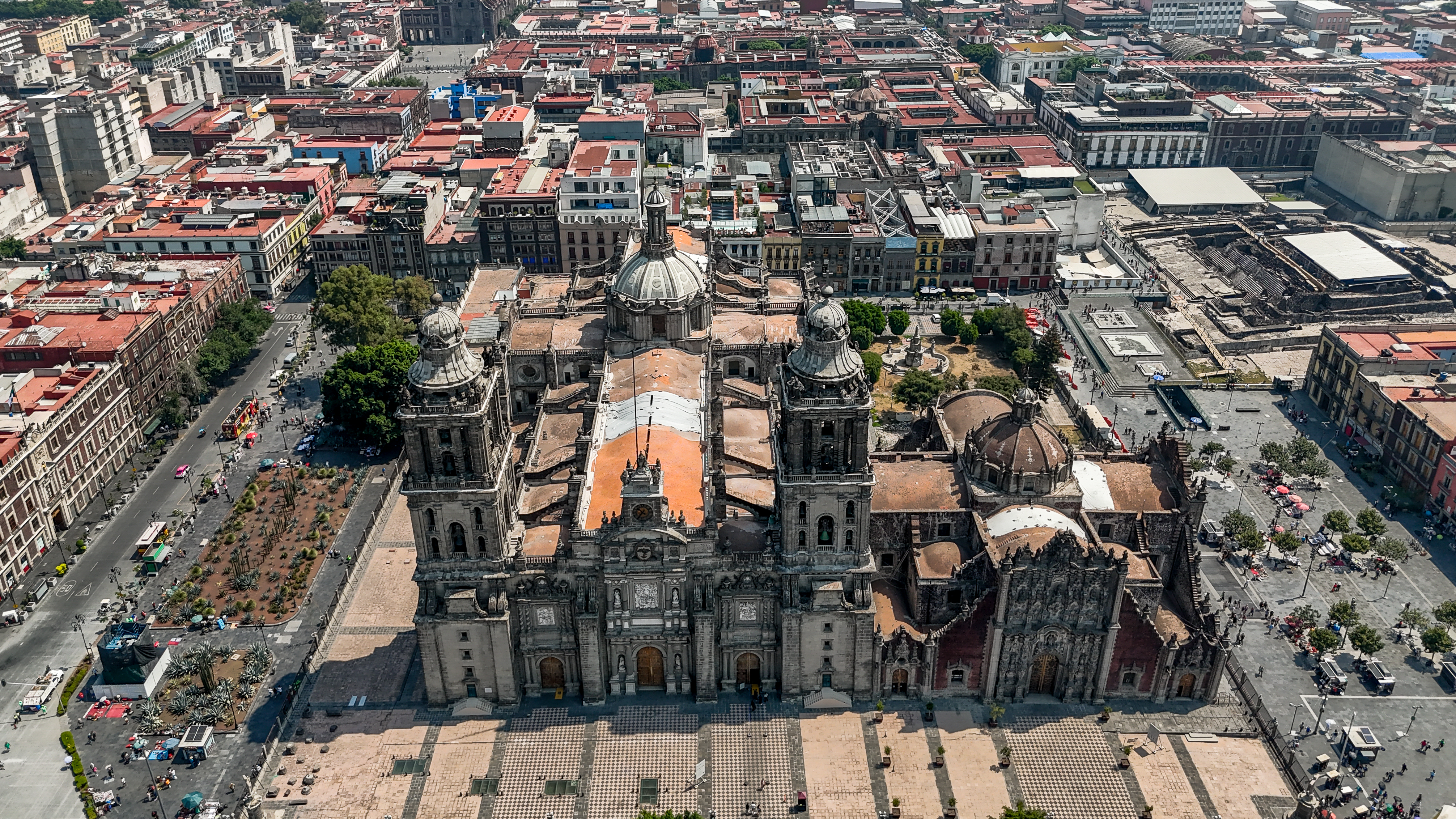
Vista aérea de la catedral en 2024.

La Catedral es la sede oficial de la Arquidiócesis Primada de México, esta fue, desde la segunda mitad del siglo XX y hasta 2019 (cuando cedió parte de su territorio para la formación de tres nuevas diócesis), la más grande del mundo católico. Aquí se realizan los más importantes actos religiosos de la arquidiócesis y los actos protocolarios del Arzobispo de México, tales como la toma de posesión de este, la recepción del nuncio apostólico y la apertura del Sínodo de los obispos.
En virtud de lo establecido por el marco normativo que componen la «Ley de Asociaciones Religiosas y Culto Público», la «Ley General de Bienes Nacionales» y la «Ley Federal Sobre Monumentos y Zonas Arqueológicos, Artísticos e Históricos», la Catedral es un «Bien propiedad de la nación» registrado como «Monumento histórico», por lo que es propiedad del Gobierno federal, no obstante está depositada en comodato a una asociación religiosa denominada «Catedral Metropolitana de México DF AR», dependiente de otra, que es la Arquidiócesis de México.
La administración y resguardo del edificio se realiza en conjunto de diversas áreas del gobierno federal, local y autoridades eclesiásticas, por las implicaciones tanto patrimoniales, históricas, religiosas y culturales del complejo arquitectónico. De acuerdo al marco normativo lo anterior se distribuye así:
- Cabildo Metropolitano — Dependencia de la Arquidiócesis de México, que administra los recursos, planes, proyectos y programas vinculados a la operación, conservación y habilitación de la Catedral. Coordinando a las distintas áreas que tiene injerencia sobre cada zona; es decir, el directo responsable del edificio. También son los responsables de normar y dirigir las actividades religiosas del recinto. Constituido como un órgano colegiado, está compuesto por 20 clérigos denominados «canónigos»:[67]
  - Deán es el cargo más alto, y por ende rector de la Catedral.
  - Arcediano, segundo al mando dentro de la estructura y reemplazo inmediato del deán.
  - Canónigo teólogo, encargado de la formación y preparación del cabildo, así como de la doctrina impartida.
  - Canónigo penitenciario, responsable de la absolución.
  - Secretario, custodio y responsable del archivo y documentación del templo.
  - Ecónomo, responsable de las finanzas y recursos del templo.
  - Bibliotecario, encargado del archivo general (biblioteca, hemeroteca, etc.).
  - Capellanes, sacerdotes asistentes de la práctica religiosa, y responsables del personal laico que opera en la Catedral.
- Dirección General de Sitios y Monumentos del Patrimonio Cultural — Dependencia de la Secretaría de Cultura, que se encarga de la conservación del patrimonio artístico, histórico y arquitectónico del inmueble.

A estas dos se añaden el Instituto Nacional de Antropología e Historia y la «Autoridad del Centro Histórico» (dependencia del Gobierno de la Ciudad de México), que intervienen en la preservación y difusión del patrimonio del inmueble en el primer caso, y en las adecuaciones al entorno del edificio para su correcto uso, en el segundo caso. Si bien, por ley su seguridad es responsabilidad del gobierno federal, el cabildo está facultado para emplear personal de seguridad privada y de la policía local.
El complejo arquitectónico se compone de un conjunto de edificios semindependientes, estos son: el núcleo central que integra la planta basilical, la catedral como tal; el «Sagrario Metropolitano»; el «Edificio de la Curia»; y la «Capilla de las Ánimas».

## Exterior

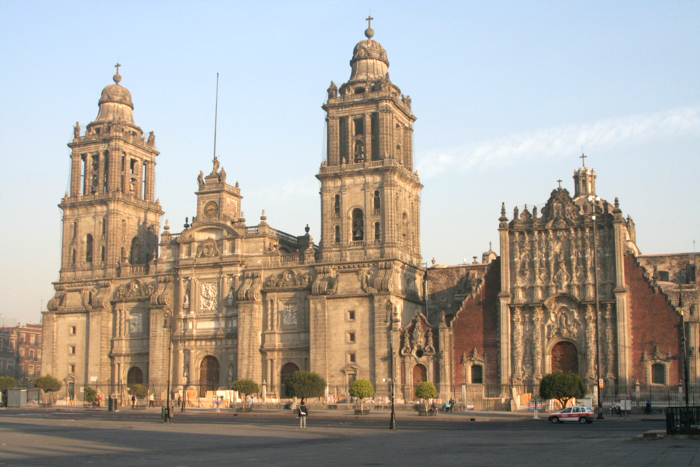
Fachada principal.

### Portadas
La fachada principal comprende el frente sur del edificio, sobre el tramo vial del Zócalo que conecta la calle «5 de mayo» con la esquina de las calles «Seminario» y «Moneda». Está compuesta de cinco cuerpos delimitados por las entrecalles de los seis contrafuertes que la sostienen, estos son de base cuadrada rematados por enormes roleos; los dos cuerpos de mayor volumen corresponden a las esquinas y bases de las torres del campanario, están recubiertos de cantera chiluca y cuenta cada uno con un acceso a las torres, y tres ventanas; los escalones de las puertas se han modificado constantemente, al ser los elementos del conjunto que más exhiben el hundimiento diferencial. Los otros tres cuerpos corresponden a las portadas monumentales, siendo la central de mayor tamaño que las laterales, ya que la primera, además de mayor altitud, cuenta con un remate más amplio.
La portada central presenta en su primer nivel, a cada lado de la puerta, dos parejas de columnas doricas separadas por hornacinas, en las que se encuentran las esculturas de san Pedro y san Pablo (obras del escultor Miguel Jiménez en 1687), arriba de ellas tienen una decoración de estilo celosía; la parte superior a las columnas (trabes) se encuentra decorada con triglifos y metopas. En el segundo nivel, sobre la puerta, se encuentra un altorrelieve en mármol blanco de la Asunción de la Virgen María, inspirado en una obra del pintor flamenco Pedro Pablo Rubens; está flanqueado por parejas de columnas tritóstilas con capitel jónico, en cuyas hornacinas se encuentran las esculturas de san Andrés y Santiago el Mayor (del mismo autor de las anteriores esculturas), arriba de ellas hay una decoración de cantera labrada en forma de rombo; debajo del relieve yace una placa de mármol con la inscripción en latín de la dedicación del templo. En el remate, se encuentra la figura labrada por Luis Rodríguez Alconedo a principios del siglo XIX, que representa al emblema iconográfico de la ciudad, el mito fundacional de México-Tenochtitlan, el águila con las alas extendidas, parada sobre un nopal, devorando una serpiente, esta imagen es idéntica al posteriormente empleado escudo de México, en su versión de 1823-1846; el blasón está dentro de un óvalo flanqueado por guirnaldas, y originalmente las figuras dentro del medallón estaban recubiertas con oro, pero la mayor parte del tono dorado se ha desvanecido. El conjunto lo culmina el cubo del reloj, sobre el cual se encuentran las esculturas de las «Virtudes teologales», que representan a la fe, la esperanza y la caridad, obras del escultor Manuel Tolsá. El cubo sostiene también un asta bandera.
La portada lateral izquierda o poniente muestra un remate con la tiara papal, dentro de un medallón adornado con guirnaldas, en los costados dos copones sostenidos por ángeles, todos estos elementos elaborados en cantera; el segundo nivel tiene un relieve de mármol blanco flanqueado por columnas salomónicas, este representa la escena alegórica en la que Jesucristo entrega la llaves del cielo a San Pedro, rodeados de los apóstoles y con un arco triunfal de fondo.
La portada lateral derecha u oriente presenta un remate idéntico a la otra lateral, con la tiara papal; flanqueado por columnas salomónicas, se encuentra un relieve en mármol blanco con la imagen alegórica de «la nave de la iglesia», este simbolismo es una reminiscencia del arte paleocristiano, que representaba a la iglesia como una barca que conduce al puerto eterno; en la imagen del relieve aparecen, Jesucristo como capitán, los doce apóstoles y los cuatro evangelistas.
Las tres portadas cuentan con puertas de madera labrada, siendo también la más grande, la puerta central, y la única acompañada de iconografía en el labrado; como ocurre con todas las catedrales católicas, la puerta principal es denominada «Puerta Santa», que en el caso de este recinto, solo puede abrirse en cuatro situaciones: el funeral de un arzobispo, la toma de posesión de un nuevo arzobispo, la visita de un sumo pontífice y cada 25 años en un denominado «año jubilar»; no obstante fue abierta en situaciones especiales, como la coronación de Agustín de Iturbide en 1822, en el recibimiento de los restos fúnebres de los héroes de la independencia en 1825, los funerales de estado para el propio Iturbide en 1838, la recepción de los emperadores Maximiliano y Carlota en 1864, y en 1925 cuando fueron exhumados los restos de los próceres insurgentes, para ser llevados al Ángel de la Independencia. La imágenes talladas en la puerta santa son cuatro, una por cada cuadrante del portón, enmarcadas en rectángulos en cada centro de las secciones; en la parte alta a la izquierda, San José con el niño Jesús; a la derecha Santa Rosa de Lima; en la parte baja, a ambos lados, el Arcángel Miguel derrotando al diablo.

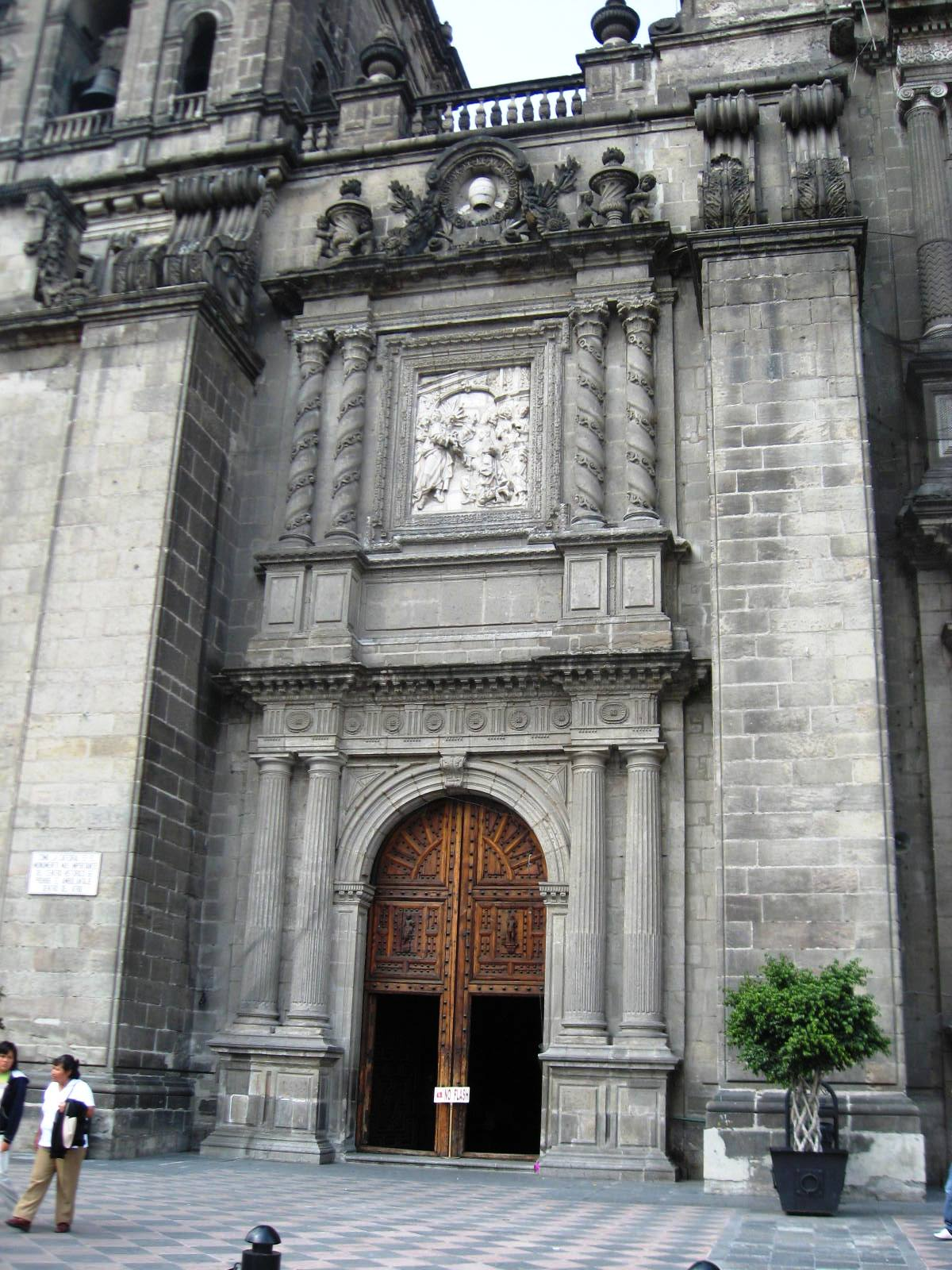
Portada izquierda de la fachada principal
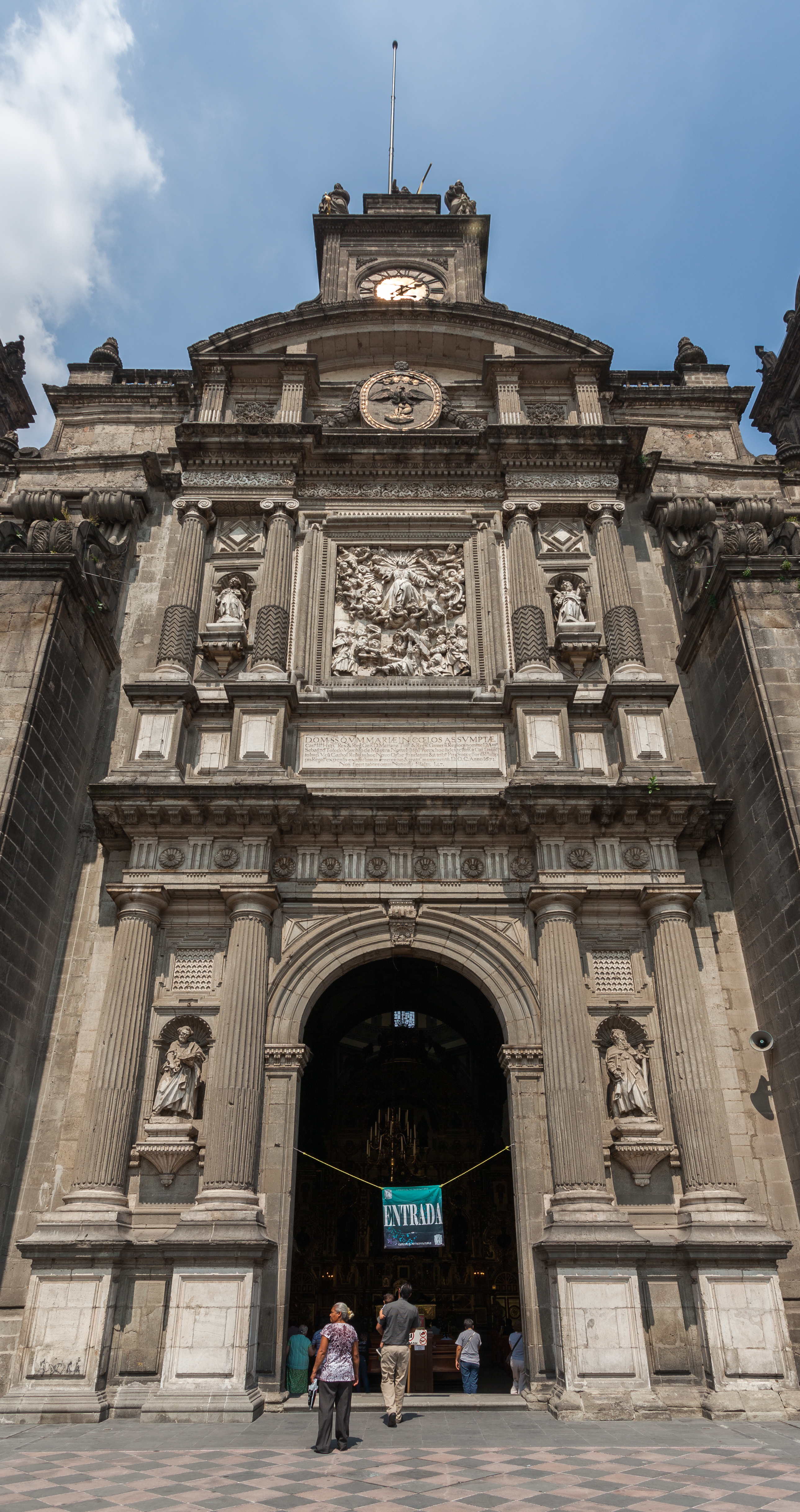
Portada central de la fachada principal
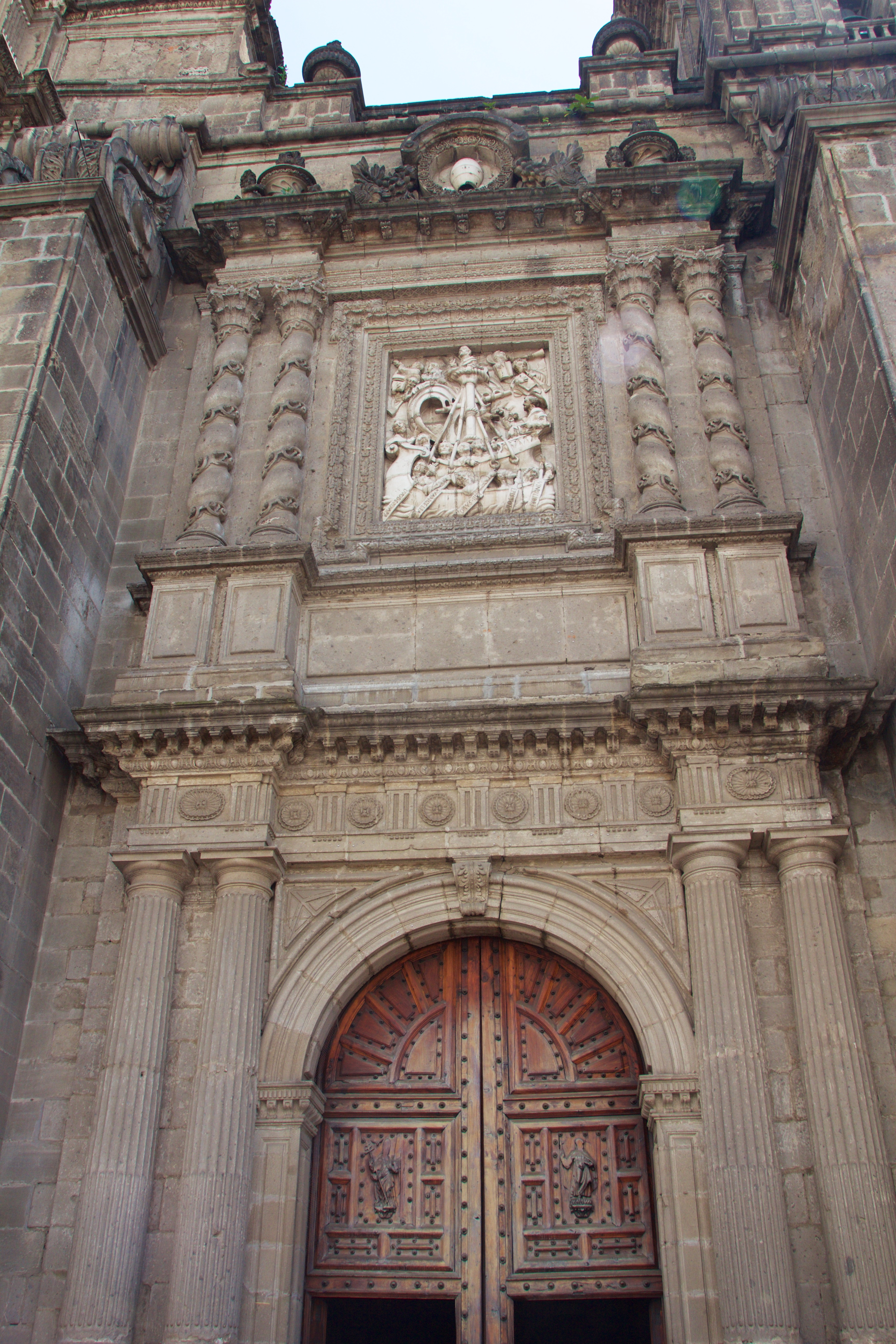
Portada derecha de la fachada principal
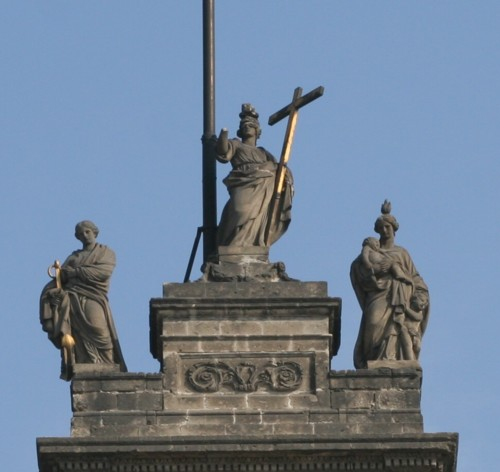
Esculturas de las tres virtudes teologales: Fe, Esperanza y Caridad
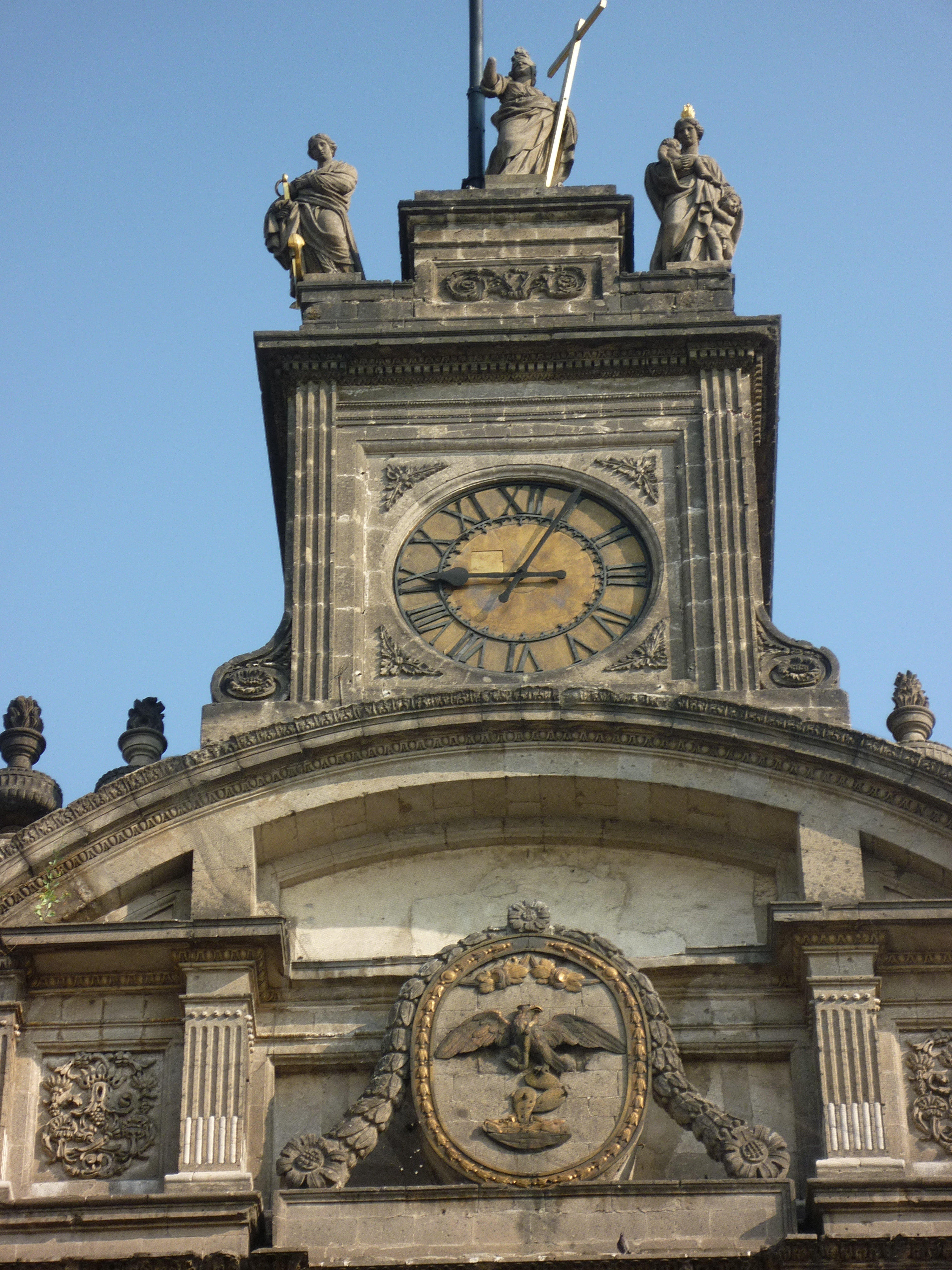
Cubo del reloj, conjunto escultórico y escudo nacional en el remate de la fachada principal.

La fachada poniente se extiende a lo largo de la calle «Monte de Piedad», fue construida en 1688 y reconstruida en 1804. Presenta una portada dividida en tres secciones. La primera en la parte baja, tiene las esculturas de Santo Tomás y San Mateo; ambas estatuas se encuentran en hornacinas flanqueadas por columnas dóricas; las trabes entre los niveles tienen una placa de mármol con la inscripción en latín que hace referencia a la construcción e inauguración de la portada. El segundo nivel, tiene tres ventanas adornadas con vitrales de Mathias Goeritz, realizados en el siglo XX; las ventanas laterales están acompañadas, cada una, de columnas tritóstilas con capitel jónico. En el remate, yacen las esculturas de Simón el apóstol y San Judas Tadeo, y al centro un vitral del mismo autor, flanqueado por dos columnas salomónicas con capitel corintio. La explanada de esta fachada es de acceso público y su puerta de madera labrada es la entrada secundaria o emergente a la catedral. En su explanada se encuentran los basamentos de columnas de la antigua catedral y una escultura de Juan Pablo II hecha en la década de 2000, de llaves fundidas donadas por la población. 
La fachada oriente abarca el tramo de la antigua calle de «Seminario», y es de acceso restringido. Esta se compone únicamente de una portada de dos niveles y un remate; en el primero se encuentran las esculturas de San Bartolomé y San Juan el apóstol, flanqueados cada uno, por una pareja de columnas dóricas; en el segundo nivel se encuentran tres ventanas adornadas con vitrales de Mathias Goeritz, realizados en el siglo XX; las ventanas laterales están acompañadas, cada una, de columnas tritóstilas con capitel jónico. En el remate, al centro hay un vitral del mismo autor, flanqueado por dos columnas salomónicas con capitel corintio, y al lado de estas, las esculturas de San Felipe y Santiago el Menor. En las trabes entre el primer y segundo nivel, se encuentra una placa de mármol con la inscripción en latín que refiere a la construcción e inauguración de la portada. La explanada de esta portada también es de acceso restringido; en ella se encuentra la fuente con la escultura de Bartolomé de las Casas, un pequeño jardín, material de cantería para las reparaciones y la entrada a los vestigios arqueológicos debajo de la catedral; así como los restos de la célebre «Cruz de Mañozca», en el muro que corresponde a la fachada trasera del Sagrario. En el extremo norte de la fachada se encuentra una puerta de madera labrada sin portada, que da acceso a la sacristía.
La fachada norte abarca el tramo de la calle «República de Guatemala», fue construida en el siglo XVI en estilo herreriano, es la parte más antigua de la catedral y la de menor altura. Está cubierta de tezontle y tiene a su centro una hornacina con un relieve alegórico al «Cordero del apocalipsis». Este espacio exterior, se corresponde a la parte trasera del «Altar de los Reyes» al interior, por ende es el ábside de la catedral; a sus costados tiene dos puertas de madera labrada que sirvieron de acceso norte a la catedral durante más de un siglo, pero fueron clausuradas cuando en la parte interior se colocaron, a manera de capillas, dos retablos del Colegio jesuita de San Pedro y San Pablo, cuando este fue cerrado en 1767.

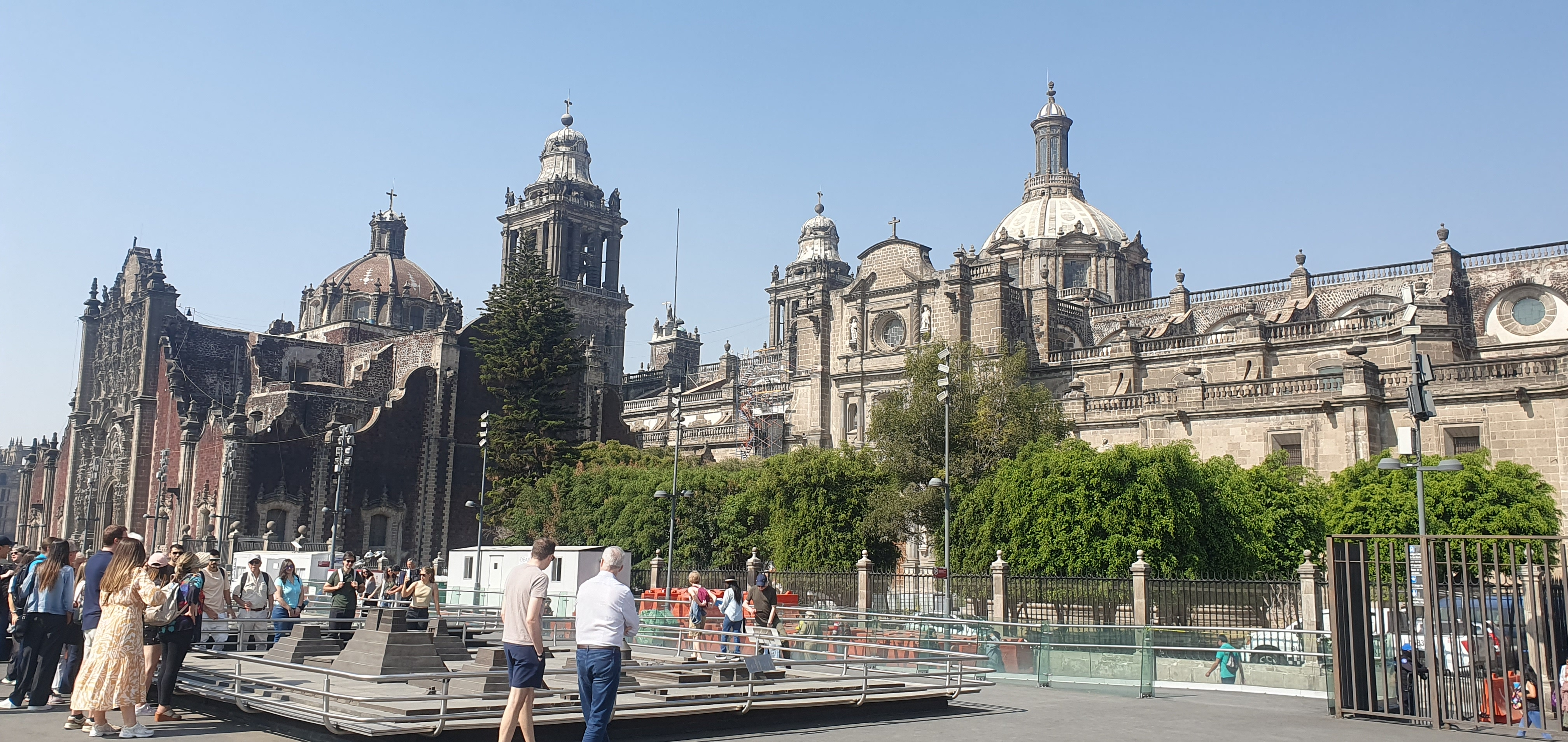
Fachada este u oriente.
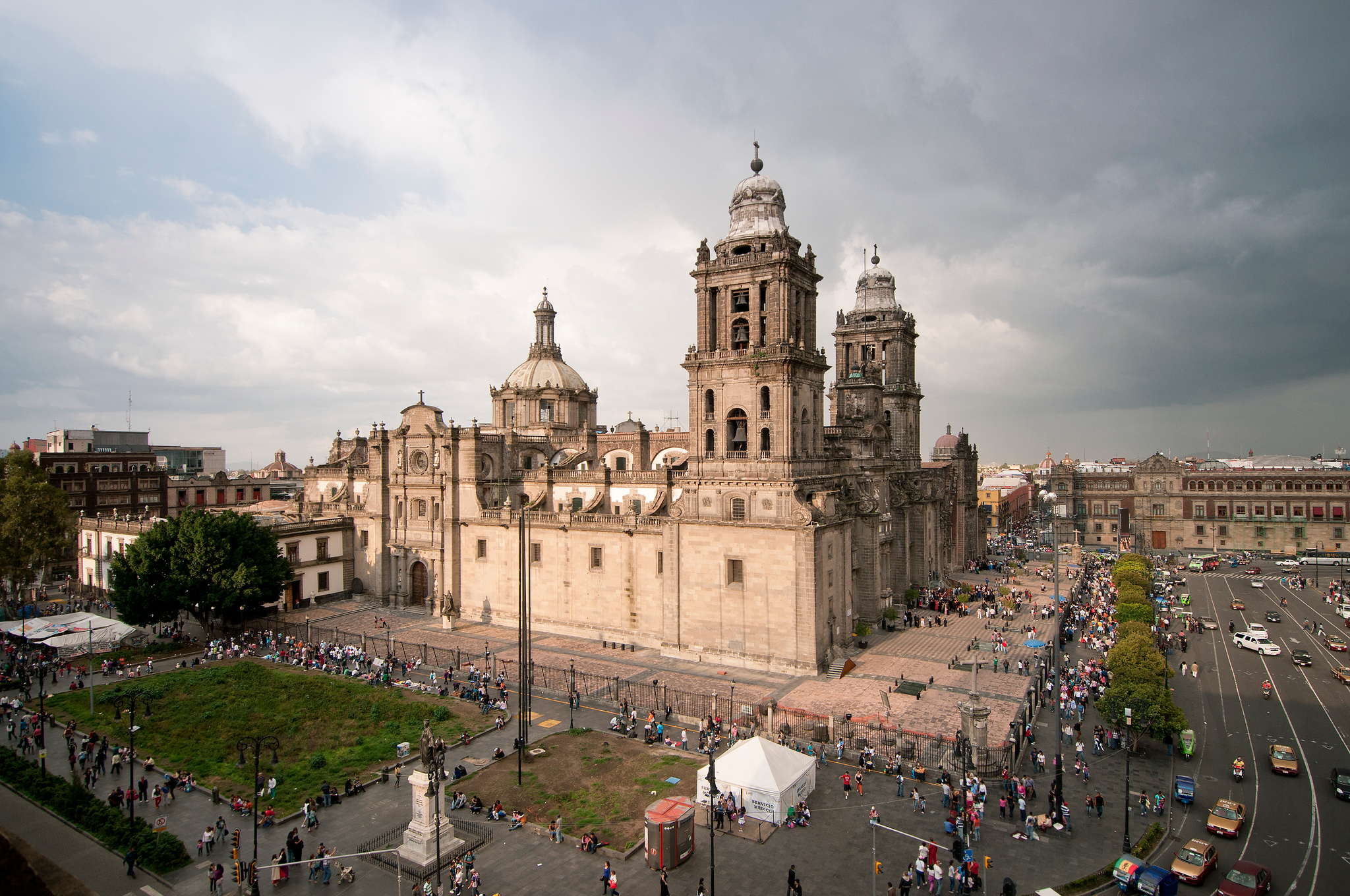
Fachada oeste o poniente.
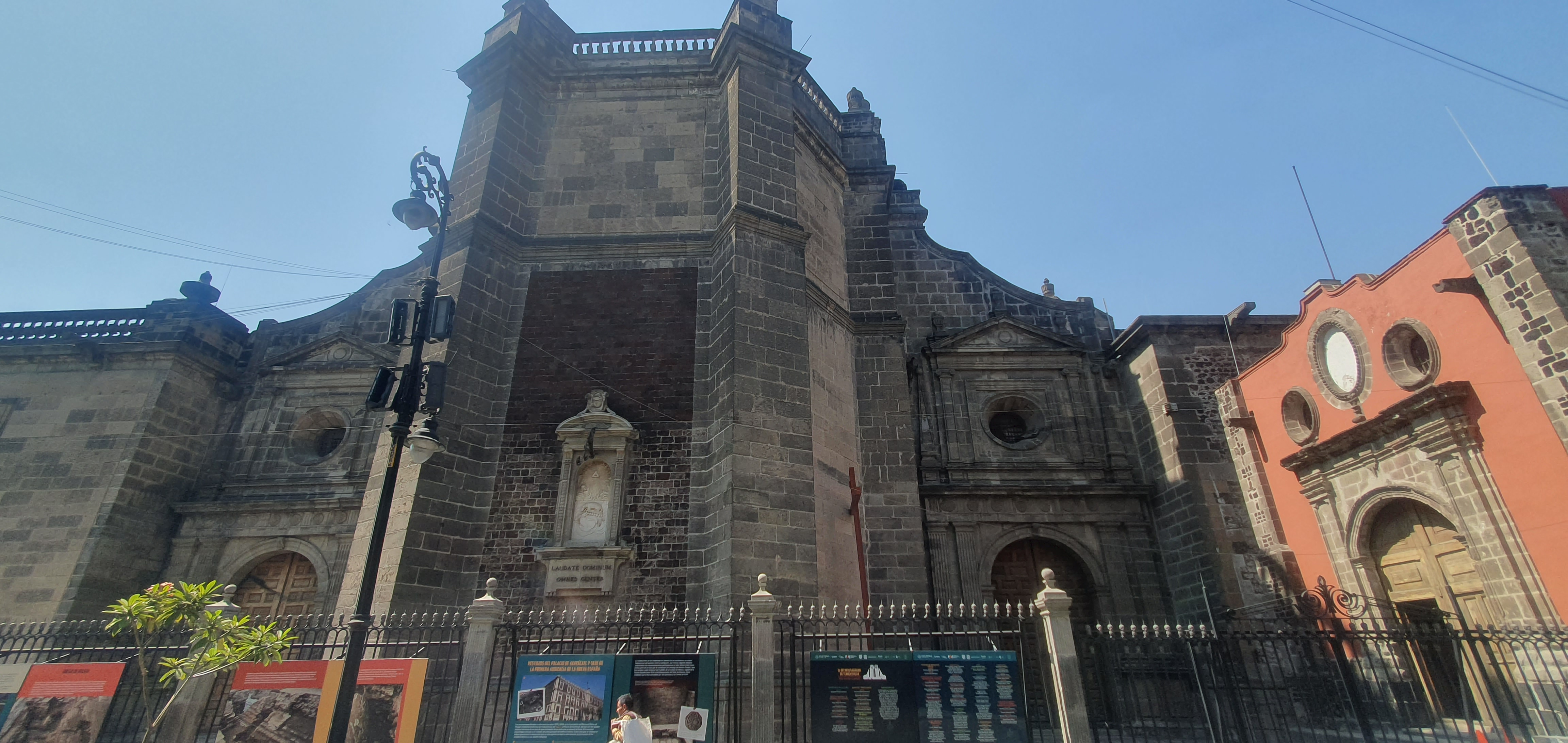
Fachada norte.

### Campanarios

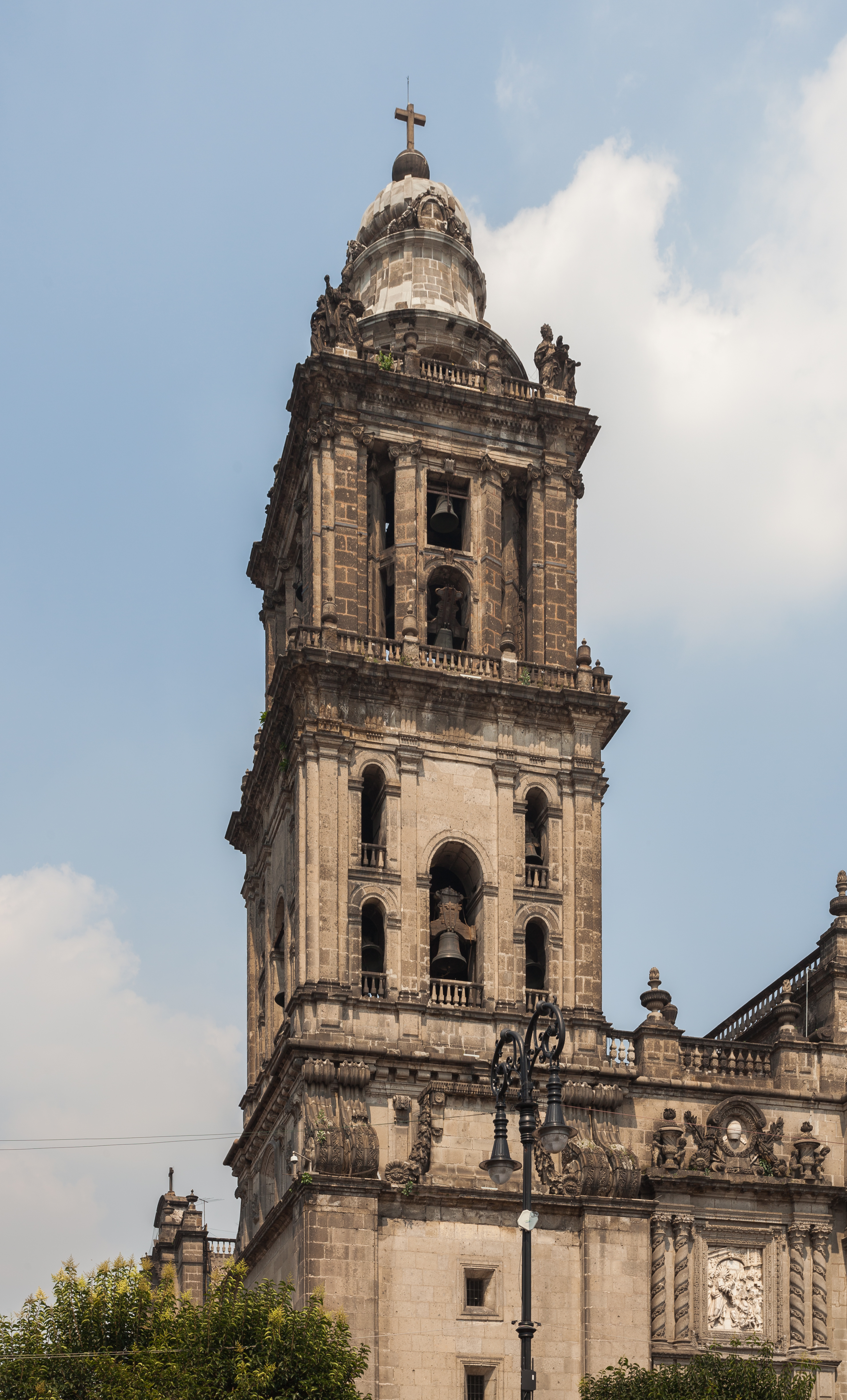
Torre poniente del Campanario

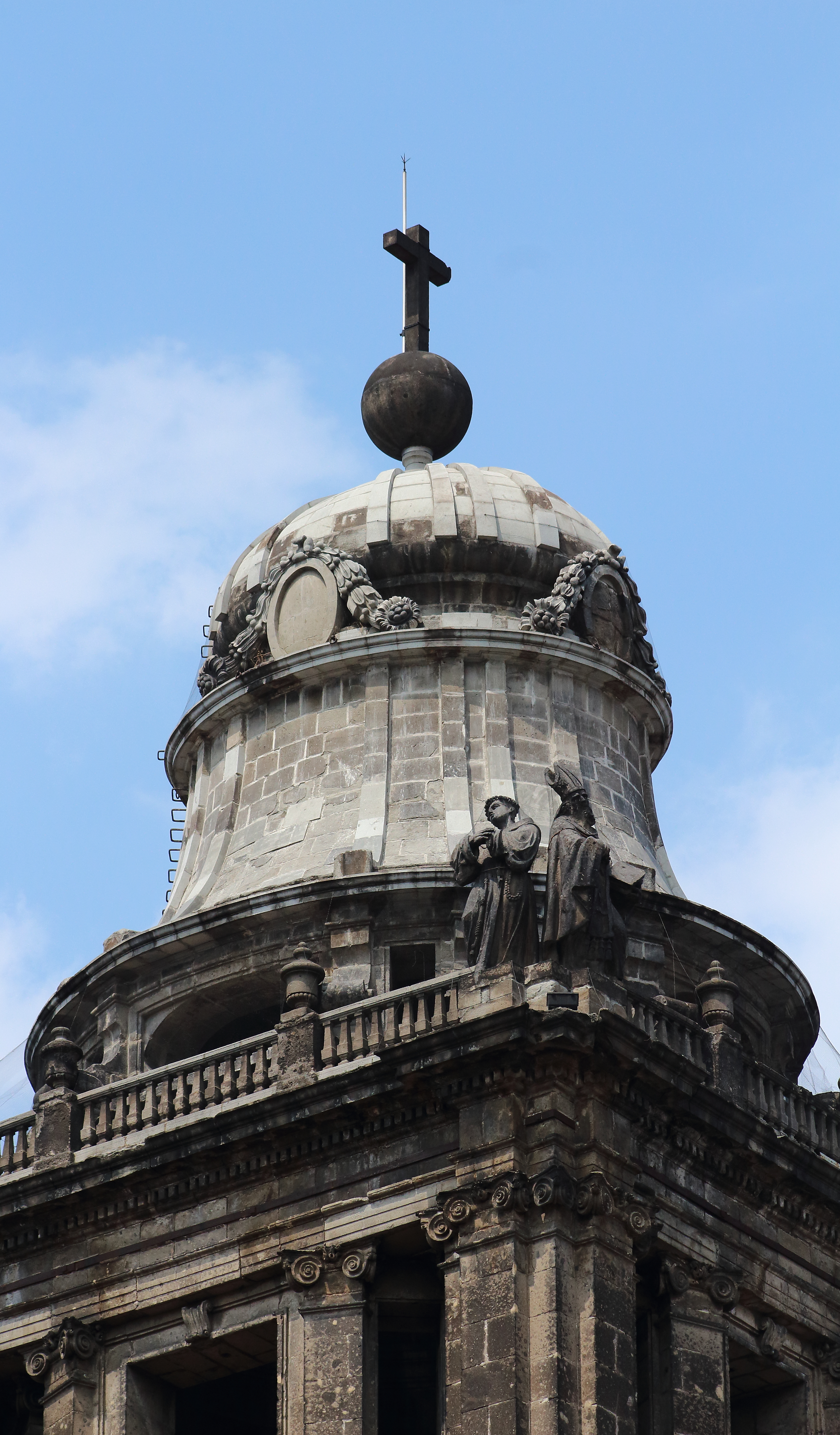
Remate del campanario

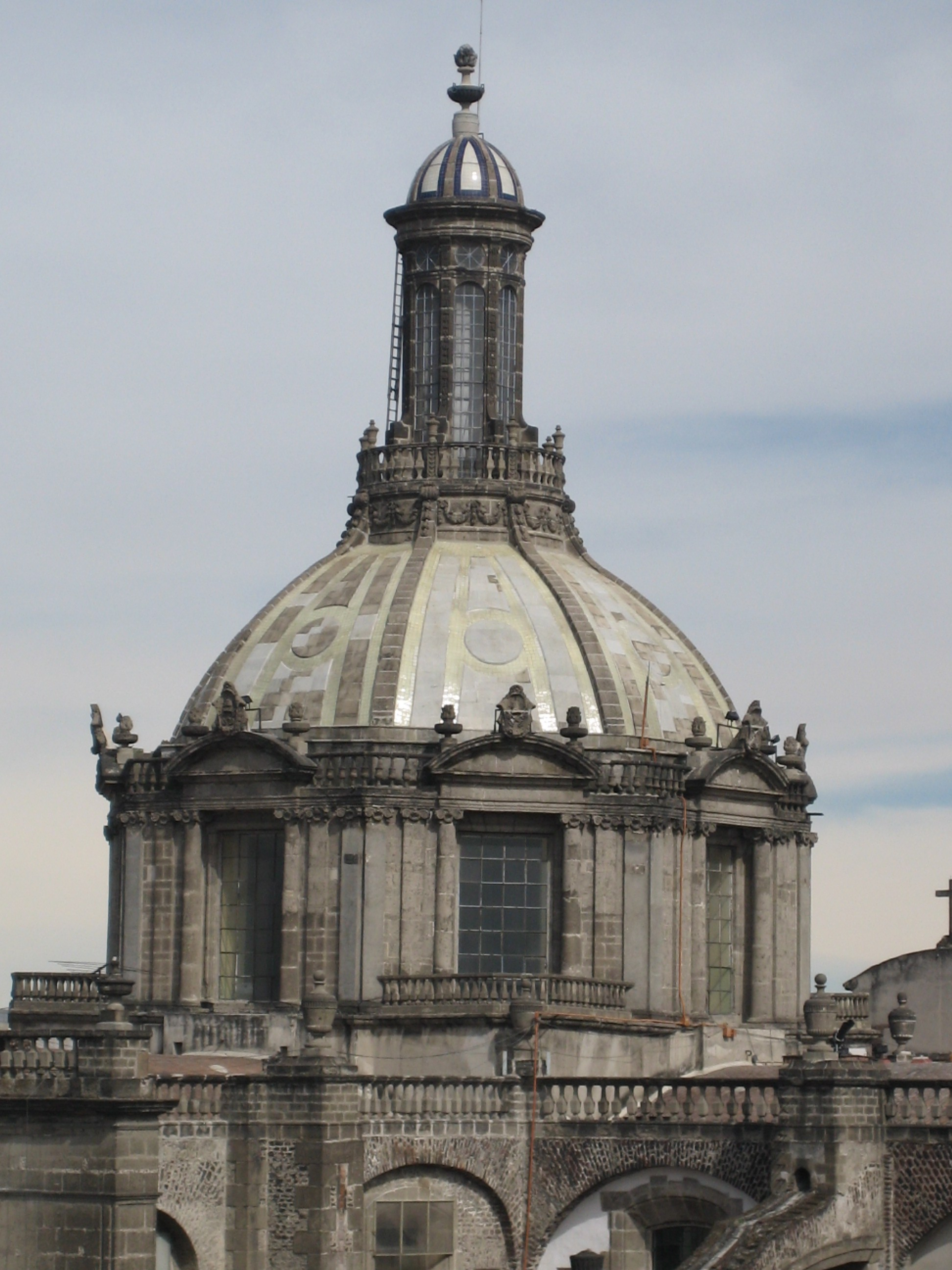
La cúpula sostenida sobre un cimborrio octagonal.

Las torres fueron construidas entre 1787 y 1791, no obstante entre 1642 y 1672 se construyó la base y primer cuerpo de la torre oriental. Las obras estuvieron a cargo del arquitecto José Damián Ortiz de Castro; estas presentan una altura de entre 64 y 67 metros cuyo acceso interior se realiza mediante unas escaleras elipsoidales construidas en madera.
Las torres de planta cuadrada se conforman por tres cuerpos: el primero es recto con un pequeño acceso y tres ventanas cuadradas sobre éste; en el segundo se observa un vano central y dos de menores dimensiones en cada lado, con cerramiento de medio punto; en esta sección también se encuentra parte de las campanas; el tercer cuerpo tiene dos vanos al centro, uno con cerramiento de medio punto y otro de forma cuadrada, y en cada lado un gran vano rectangular que abarca la altura de los dos centrales. Remata una cubierta en forma de una gran campana de planta elíptica y cubierta semiovoide coronada por una esfera de piedra y cruz de hierro.
Cada torre tiene ocho esculturas representativas de santos protectores de la ciudad, siendo cuatro de doctores de la Iglesia occidental y las otras cuatro de doctores de la Iglesia en España. Las esculturas de la torre occidental son obra de José Zacarías Cora, y representan a Agustín de Hipona, Gregorio Magno, Leandro de Sevilla, San Braulio, santa Rosa de Lima, san Francisco Javier, San Emigdio y santa Bárbara. Por su parte, las de la torre oriental fueron esculpidas por Santiago Cristóbal de Sandoval y representan a san Ambrosio, san Jerónimo, san Isidro Labrador, san Ildefonso, san Felipe de Jesús, san Hipólito, San Casiano y San Gregorio Taumaturgo.
Las dos torres cuentan con espacio para albergar 56 campanas, aunque, a día de hoy existen 35, ubicándose 23 en la torre oriental, 11 en la occidental, y una más fuera de las dos torres que se ubica bajo un nicho cerca del coro. La campana de mayor tamaño de todas tiene el nombre de «Santa María de Guadalupe», fue fundida por Salvador de la Vega en 1791 y colocada en 1793, pesa alrededor de trece toneladas. La campana más antigua se fundió en 1578, y es conocida como «Santa María de la Asunción» o «Doña María», tiene un peso aproximado de siete toneladas y fue colocada en 1653, al igual que «La Ronca», conocida así por su tono grave. La más moderna es del año 2002, fue colocada con motivo de la canonización de Juan Diego Cuauhtlatoatzin y fue bendecida por el papa Juan Pablo II.
Las campanas de la catedral han repicado en momentos importantes en la historia de México, así, convocaron al pueblo al recate de El Parián en 1682; repicaron en la coronación del emperador Agustín de Iturbide, en su fallecimiento y entierro; convocaron al pueblo a la defensa de la ciudad ante la invasión estadounidense el 14 de septiembre de 1847; y marcaron el inicio de las festividades del centenario de la Independencia nacional el 15 de septiembre de 1910, y del Bicentenario de la Independencia Nacional el 15 de septiembre de 2010. Repican en su totalidad todos los años en la fiesta de Corpus Christi, en la noche del 15 de septiembre, en la noche de Navidad, en la misa de «Año Nuevo» y en la misa de Pascua de resurrección; en el caso de los fallecimientos del arzobispo y el papa, doblan 75 y 100 veces respectivamente; y repican ante el anuncio de la elección de los sucesores de los jerarcas antes mencionados.
La esfera de la torre oriental fue utilizada como cápsula del tiempo, en 2007, durante los trabajos restauración de la catedral, fue abierta y se descubrió en su interior una caja de plomo con medallas religiosas, monedas de la época, un relicario, una cruz de palma, diversas imágenes de santos y oraciones y testimonios autorizados por el cabildo de la catedralicio. Bajo la esfera, en la parte más alta de la torre, se encontró la inscripción «14 de mayo de 1791. Tibursio Cano» tallada en la piedra.

### Cúpula
Se terminó con adaptaciones al proyecto de Ortiz de Castro. En el interior también se representó la Asunción de la Virgen (Rafael Ximeno y Planes, 1810). La cúpula que existe hoy en día, es obra de Manuel Tolsá, y de planta octagonal, que presenta en su tambor pilastras jónicas y entre ellas ventanas de proporción vertical con cerramiento recto, rematadas por un frontón curvo. La cúpula tiene gran peralte y se divide en ocho secciones decoradas con molduras geométricas realizadas con mosaicos, que llegan a la parte más alta de la base de una esbelta linternilla, cuyo cupulín se corona por un gran flamero. Las actuales ventanas son de Matías Goeritz. En el incendio de 1967, ocasionado por un corto circuito en el Altar del Perdón, la pintura de la Asunción se consumió.

## Interior

### Altar de los Reyes

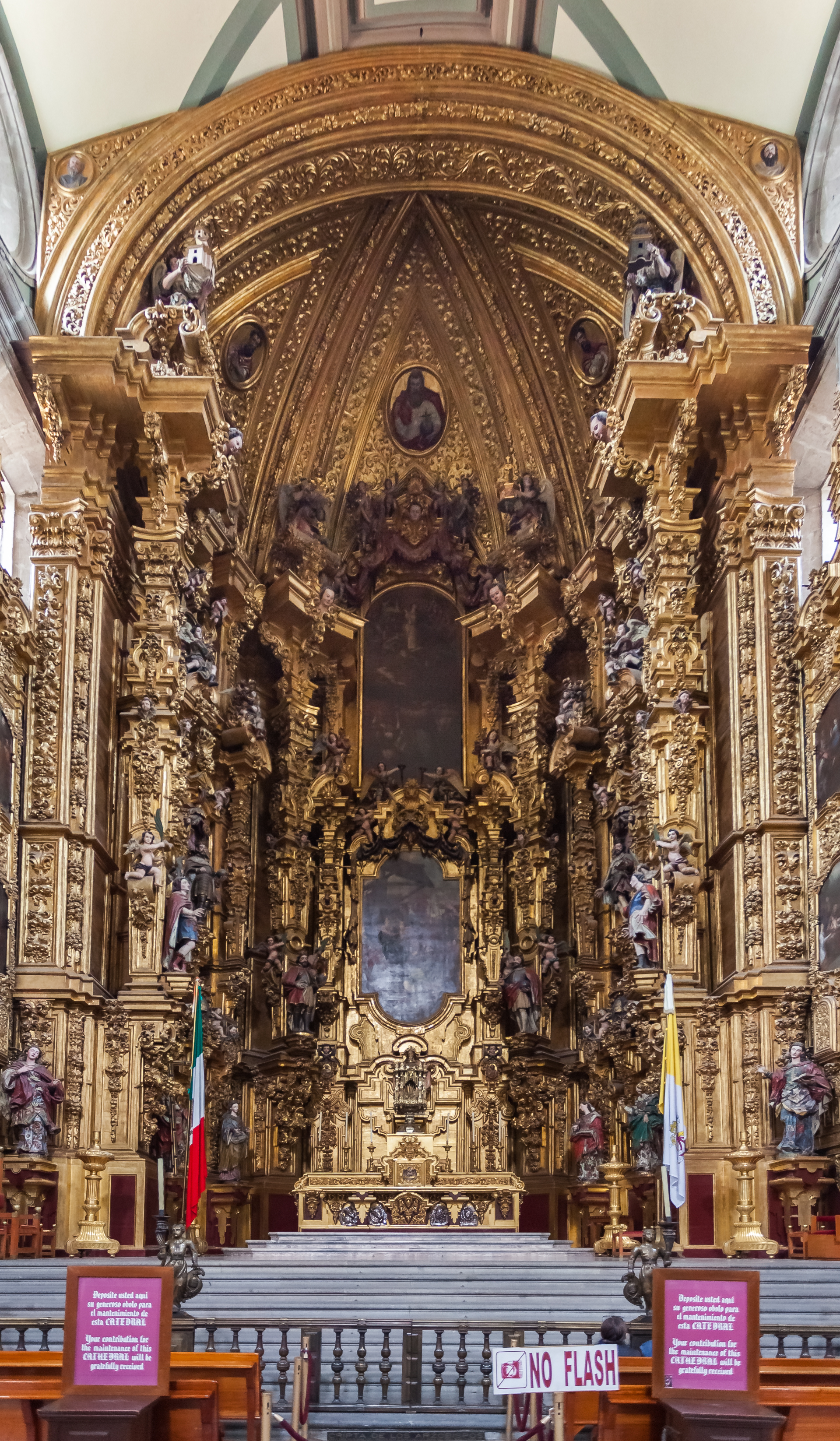
Altar de los Reyes

El Altar de los Reyes es el principal retablo de la Catedral, se encuentra en el ábside del templo, detrás del «Altar Mayor», construido sobre una bóveda de horno. Es obra de Jerónimo de Balbás, autor entre otros, del «Altar del Perdón» de esta misma catedral, y del desaparecido «Altar Mayor» de la iglesia del Sagrario de la catedral de Sevilla. Su construcción se inició en 1718, está realizado en estilo churrigueresco en madera de cedro blanco y ayacahuite dorada, teniendo como elemento característico de decoración las columnas y pilastras estípites, método innovador introducido a la Nueva España por el autor del retablo; su construcción terminó en 1725, pero debido al prolongado proceso de dorado, realizado por Francisco Martínez, fue dedicado hasta 1737 cuando terminó dicha ornamentación; esto lo convierte en la obra churrigueresca más antigua de México. Ha tenido distintas restauraciones, especialmente después del incendio de 1967, siendo la más amplia la de 2003. 
Mide 25 metros de altura, 13.75 m de ancho y 7.5 m de profundidad, debido a estas dimensiones es conocido como «la cueva dorada»; se divide en tres calles verticales, presentando una abundante composición de pilastras, columnas, follaje, guirnaldas y querubines. El espacio del altar se halla limitado en ambos costados por enormes pilastrones, que sirven de antas a grandes estípites que sostienen la cornisa volada, que se prolonga a manera de imposta por todo el perímetro; otros dos estípites sostienen la bóveda esquifada, No existen registros de la existencia de un retablo que lo antecediera, por lo que dicho espacio de la construcción estuvo vacío durante casi sesenta años, hasta el proyecto de Jerónimo de Balbás. Los retablos de las paredes laterales fuera de la bóveda, fueron hechos hacia 1778 por Isidro Vicente de Balbás.
Existen dos versiones respecto a su nombre, la primera indica que, tal como ocurría con distintas catedrales de las colonias españolas en América, el espacio del ábside era reservado como «Capilla o Altar real», para uso exclusivo de los monarcas, contemplando probables visitas de estos a sus posesiones fuera de la península; esta versión está respaldada por la existencia de varios retablos principales llamados «Altar de los Reyes» y de una costumbre entre las catedrales españolas, que reservaban este espacio en el ábside como mausoleos para miembros de la realeza.
Sin embargo, la versión más difundida, es que toma su nombre de las tallas de santos pertenecientes a la realeza, que forman parte de su decoración. En la parte inferior, de izquierda a derecha, aparecen seis reinas canonizadas: Margarita de Escocia, Helena de Constantinopla, Isabel de Hungría, Isabel de Portugal, Cunegunda de Luxemburgo y Edith de Wilton. En el centro del altar se encuentran seis reyes canonizados: Hermenegildo, Enrique II del Sacro Imperio Romano Germánico, Eduardo el Confesor y Casimiro de Polonia, ubicados en una posición inferior, y Luis IX de Francia y Fernando III de Castilla, ubicados en una posición superior a los cuatro anteriores.
En el centro de estos reyes se encuentra una pintura al óleo de la «Adoración de los Reyes» de Juan Rodríguez Juárez que muestra al niño Jesús sostenido por la virgen María, siendo adorado por los Reyes Magos en medio del pesebre. La parte superior cuenta con una pintura de la «Asunción de la Virgen», del mismo autor, como reina celeste siendo elevada a los cielos ante la mirada de los apóstoles. La pintura de asunción está flanqueada por dos bajorrelieves ovalados que representan a «San José con el niño Jesús» y a «Santa Teresa de Ávila» con una pluma en la mano y el Espíritu Santo, que la inspira a escribir, por encima de ella. El retablo se completa con las tallas de ángeles que portan atributos de alabanzas a la virgen como «Fuente Sellada», «Casa de Oro», «Pozo de Agua Viva» y «Torre de David». El conjunto está coronado por una doble bóveda dorada en la que aparece la imagen de Dios Padre sosteniendo el mundo en el centro, y a sus costados medallones con las imágenes de San Pedro y San Pablo.

### Altar Mayor

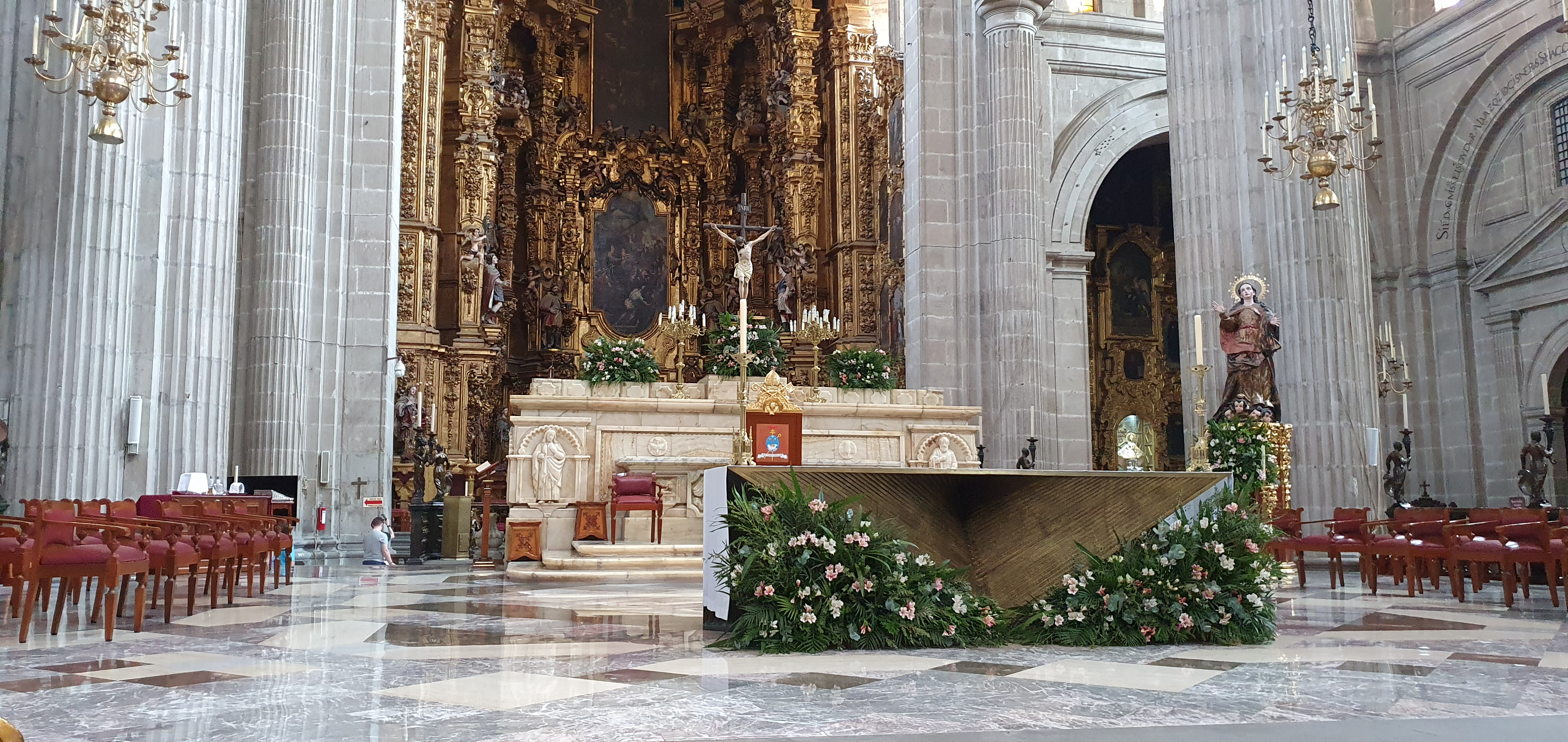
Frente del Altar Mayor.

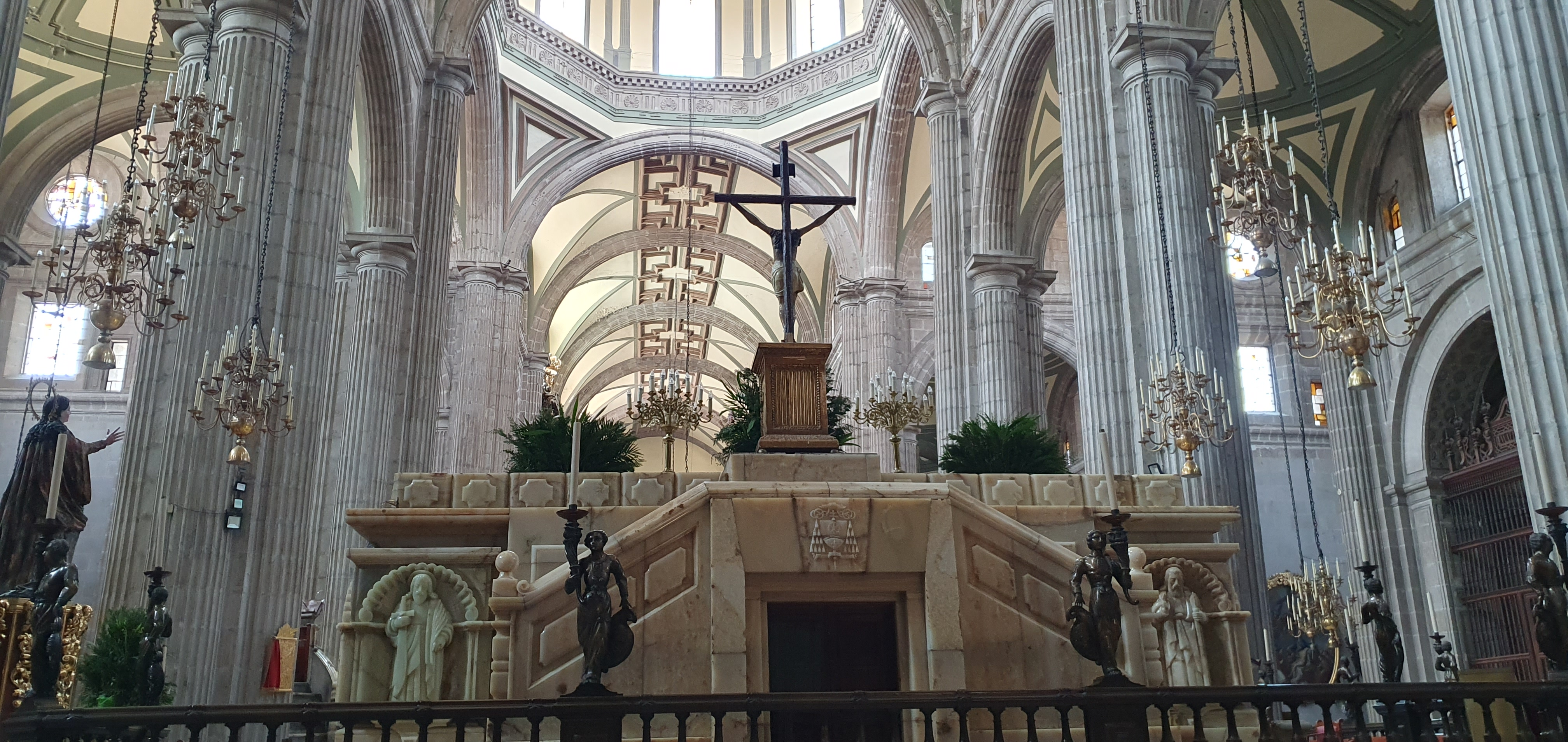
Parte posterior del Altar Mayor.

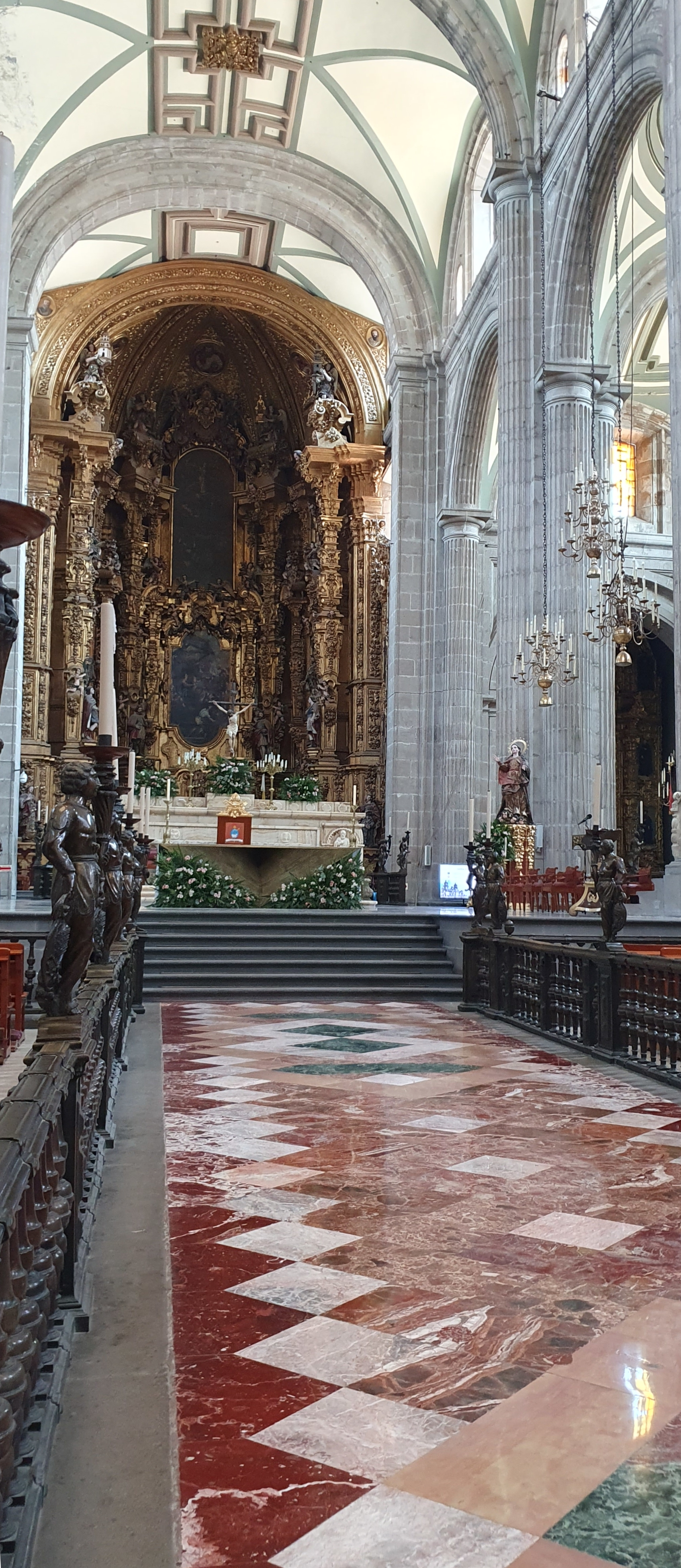
Pasillo de la nave central viendo de frente a los altares mayor y de los reyes.

La Catedral Metropolitana ha tenido a lo largo de su historia cuatro altares mayores, los tres primeros, con forma de tabernáculo exento de los muros, de modo que este podía rodearse y colocar altares en sus caras principales. El primero fue elaborado en el s. XVI del que no se conocen muchos datos; este fue sustituido en el s. XVIII por un ciprés barroco de madera, en la modalidad estípite realizado por Jerónimo de Balbás, tenía un pinar (pilar en forma de pino), un tabernáculo de plata de hechura tosca, que lleva otro, más pequeño, al interior elaborado con oro; el cambio de gusto en la moda artística, su débil estructura y las costosas reparaciones llevaron a su desmantelamiento, hoy solo se conserva una escultura de la Asunción de María. 
En 1848 fue reemplazado por un ciprés de estilo neoclásico, obra de Lorenzo de la Hidalga; tenía tres cuerpos con columnas de estilo corintio, las esculturas de ángeles y santos, la de Cristo Rey y la de la «Asunción de María» en el remate, fueron elaboradas por Francisco Terrazas; parte de su financiamiento fue costeado con la fundición de una escultura de oro de la «Asunción» de 1610 y una lámpara de plata de nueve metros de circunferencia que colgaba frente al «Altar de los Reyes»; este ciprés fue demolido en 1943, solo se conservan algunas esculturas, la mayoría distribuidas en los muros de acceso a la catedral y otras en el edificio de la curia. 
Después del retiro del anterior ciprés, las autoridades de la catedral plantearon la construcción de un nuevo «Altar Mayor», pero de una altitud menor para evitar que se obstruyera la vista del «Altar de los Reyes». El nuevo, y actual altar, se instaló en 1950 con el patrocinio de la «Comisión de orden y decoro»; el diseño es obra del arquitecto Antonio Muñoz García y fue realizado por el escultor Ernesto Tamariz; está hecho de jaspe de tecali, material ya empleado en los ambones. Es de planta rectangular y solo tiene un nivel, aunque con un intermedio saliente de frente, a manera de plataforma o mesa; sus relieves representan a ocho apóstoles y algunos signos litúrgicos: en el costado izquierdo Simón y Andrés; al frente del lado izquierdo Juan, y del lado derecho Pedro; en el costado derecho Santiago el Menor y Felipe; en la parte trasera izquierda Bartolomé y del lado derecho Tomás. 
Entre los elementos litúrgicos de adorno se encuentra un incensario en la parte inferior del frente, un corazón flameante sobre un nimbo que está a la vez sobre una cruz, la mano señalando de Dios Padre sobre una cruz, la paloma del Espíritu Santo también sobre una cruz, y bajo la mesa del altar, dos ángeles adorando el nombre de Jesús con el monograma compuesto de las letras «J, H y S» con una cruz; a su derecha el «Cordero del apocalipsis» y a su izquierda las «Tablas de Moisés» y el «Arca de la Alianza». La parte trasera también tiene una doble escalera lateral del mismo material, usada para subir la custodia de la eucaristía; al centro de la escalinata una puerta de metal sobre la que está el escudo del entonces arzobispo Miguel Darío Miranda Gómez. Sobre la parte superior del altar yace un crucifijo de madera y cuatro custodias u ostensorios que forman parte del conjunto de la custodia monumental.
En 1962, el Concilio Vaticano II prohibió que el sacerdote oficiara la misa de espaldas a los fieles, por lo que la mesa del altar mayor dejó de emplearse. Frente a ella, y para poder impartir las ceremonias de culto, se colocó una mesa de madera provisional, decorada con motivos geométricos y de tono dorado, que no obstante sirvió durante 40 años, excepto durante la misa de Juan Pablo II en 1979 cuando se usó una de mayor ornamentación, que actualmente se encuentra en la «Sala Capitular», junto a la cátedra usada por el sumo pontífice en aquella ocasión.
Con motivo del Jubileo del año 2000, se realizó una nueva mesa del altar mayor para sustituir a la anterior. Esta fue construida en estilo modernista por el arquitecto Ernesto Gómez Gallardo Argüelles y se estrenó en la misa de Nochebuena. Está hecho de bronce, pesa una tonelada, y el diseño consiste en un juego de triángulos esféricos en movimientos, que generan volúmenes curvados en tensión, los dos triángulos, uno al frente y otro atrás, simbolizan el misterio de la redención, al ser uno descendente y otro ascendente. Entre el altar y la mesa se ubica la cátedra del arzobispo, que consiste en una silla de roble, tapizada de cuero con el escudo de la arquidiócesis en el respaldo, y sobre este, como remate, una talla metálica de la mitra arzobispal con las «Llaves de san Pedro» cruzadas y sobre ellas el palio diocesano.

### Coro
El coro se ubica en un espacio cerrado en medio de la nave central, entre el «Altar del perdón» y el pasillo procesional hacia el «Altar mayor», esto a la usanza de las catedrales españolas; consta de un hemiciclo con dos hileras de sitiales; los cincuenta y nueve de la parte alta están separados por columnillas salomónicas rodeadas de vides que enmarcan esculturas en relieve de madera dorada, es de uso exclusivo de los canónigos y el arzobispo, mientras que los 45 de abajo son para seises y sochantres. En la parte superior presenta 59 relieves que incluyen a los doce apóstoles, los cuatro evangelistas, los cuatro padres de la iglesia occidental, los fundadores de las órdenes religiosas y diversos santos y mártires de la iglesia; todos están realizados en caoba, nogal, cedro y tepehuaje, originalmente las tallas estaban cubiertas de oro, pero la mayoría, 47 de 59, fue destruida en el incendio de 1967, por los que las nuevas no contenían este elemento. La sillería del coro fue realizada por Juan de Rojas entre 1696 y 1697. 
En el centro del coro, entre la reja y la sillería, está un facistol hecho de ébano, tindalo y marquetería de bálsamo, adornado con figuras de marfil, que incluyen a la Asunción de María, los cuatro evangelistas, los cuatro doctores de la iglesia y un crucifijo que corona toda la obra. Está sostenido por una base cuadrangular y un eje adosado con volutas en cada ángulo. Fue obsequiado por el obispo de Manila Manuel Antonio Rojo del Río en 1762 y es obra del escultor José de Núñez, siendo instalado en 1766. Se usa para sostener los libros de canto, y está conformado por tres cuerpos.
La portada del coro y la crujía fueron realizadas según el diseño del pintor Nicolás Rodríguez Juárez bajo la supervisión del sangley Quiauló. La reja del coro fue realizada en 1722 por Sangley Queaulo; se construyó en Macao, China, (cuando esta ciudad portuaria era colonia portuguesa) utilizando tumbaga, material producto de la aleación de oro y cobre. A su llegada a la Nueva España fue instalada por jerónimo de Balbás; se estrenó en 1730 sustituyendo a una anterior de madera; la reja está flanqueada por dos columnas en las que se construyeron tribunas superiores adosadas con relives dorados de ángeles. En el remate de la portada en la reja se encuentra un ovalo con la figura de la «Asunción de María», coronado con un crucifijo, que se complementa con dos más a los costados para representar la escena del calvario.
Del lado opuesto, justo detrás del «Altar del Perdón», un retablo a manera de telón con dosel, corona un conjunto compuesto por dos columnas con ángeles en los capiteles, custodiando una imagen de la virgen de Guadalupe, y debajo de ella una pintura alegórica en la Jesucristo bendice a un grupo de ángeles músicos, mientras dos de ellos le ofrecen una corona, esta es obra de Cristóbal de Villalpando, y sustituyó a una de Juan Correa que se quemó en el incendio de 1967. En la parte baja del muro, ya en el conjunto de madera tallada, se encuentra un nicho al centro con una cruz, dando comienzo al orden de la sillería, estando en primer lugar la imagen de San Pedro.

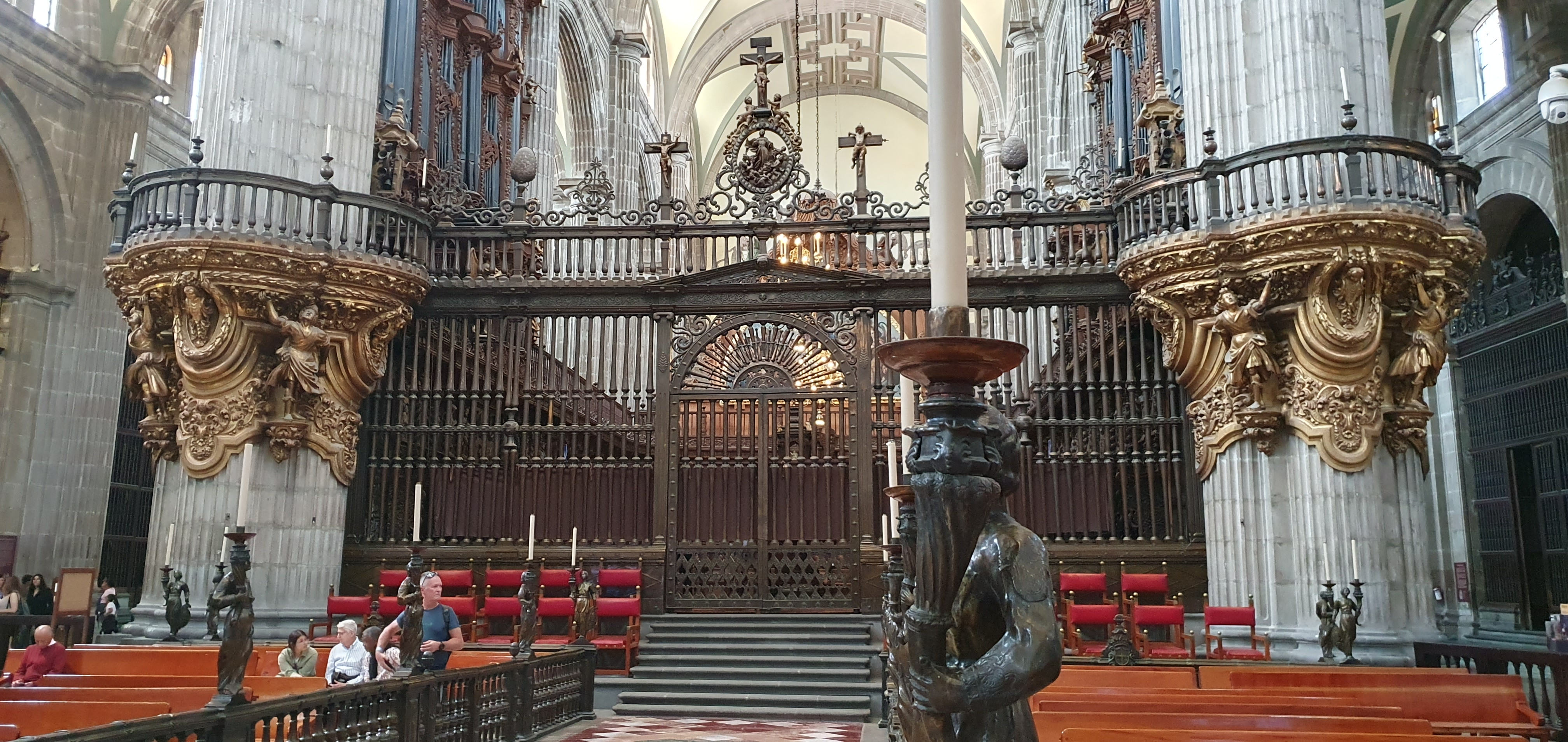
Reja del coro flanqueada por las tribunas superiores.
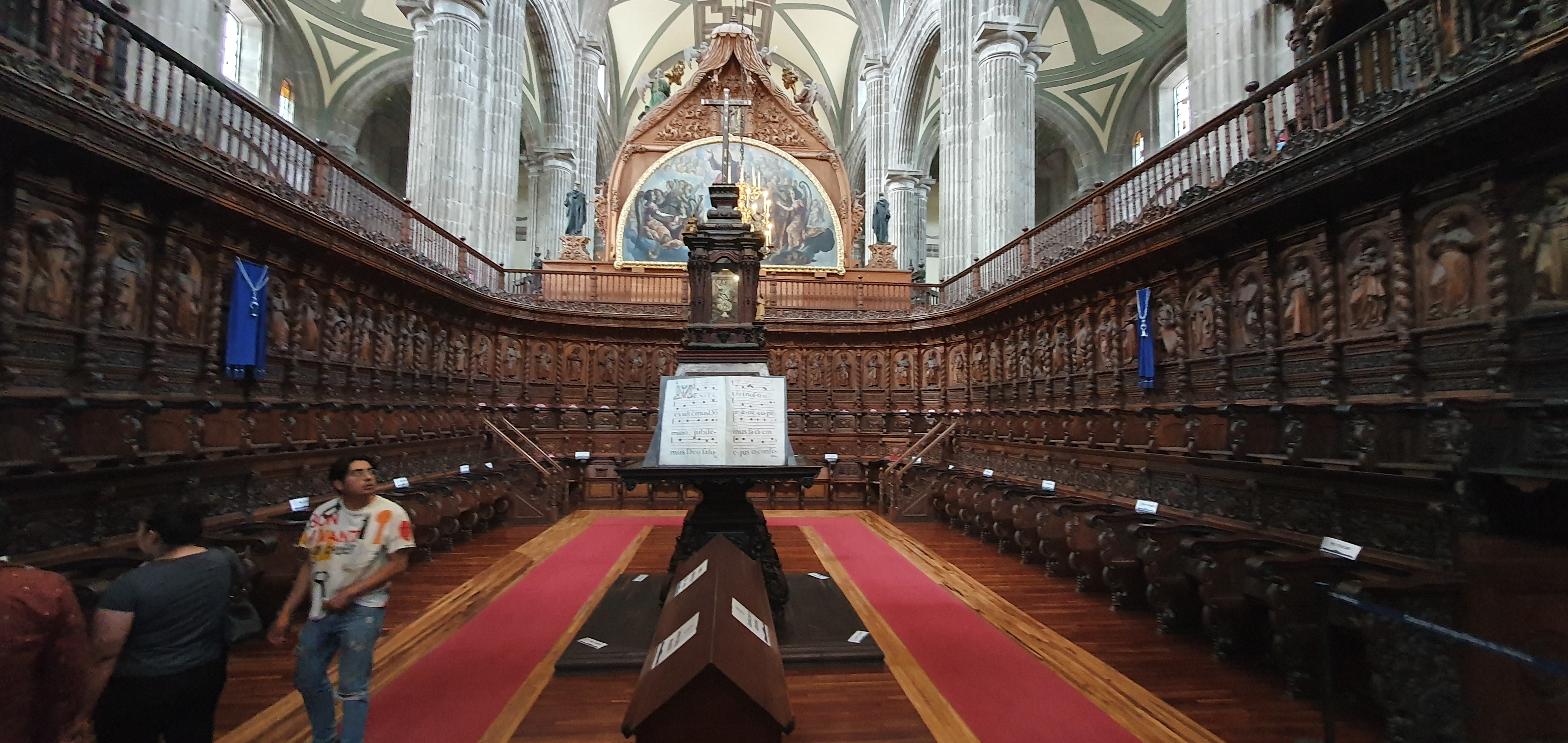
Conjunto de la sillería en el coro y facistol.

### Órganos
La catedral ha tenido varios órganos en su historia. La primera vez que consta de su existencia es un informe por escrito al rey de España en 1530, aunque no aparecen detalles del mismo. En 1655, Diego de Sebaldos construyó un órgano. El primer gran órgano, que es el órgano de la Epístola (lado derecho) lo construyó Jorge de Sesma en Madrid en 1690 y fue instalado en la catedral por Tiburcio Sanz en 1695. Los dos órganos actuales de la catedral fueron construidos en México por el español José Nassarre entre 1734 y 1736. En el órgano del Evangelio, Nassarre reutilizó elementos del órgano de Jorge de Sesma. En el incendio de 1967 sufrieron importantes daños, por lo que fueron restaurados en 1978 por la compañía organera Flentrop y posteriormente restaurados entre 2008 y 2014 por Gerhard Grenzing.
Se ubican entre las columnas que delimitan el coro, sostenidos por los muros laterales de este, donde se encuentran los accesos secundarios. Miden 15 metros de alto, nueve ancho y 2.80 de profundidad. Su decoración incluye efigies de ángeles en tonos dorados, portando instrumentos musicales, relives en la madera con motivos vegetales y florales, y coronas reales en los remates, sostenidas por ángeles.

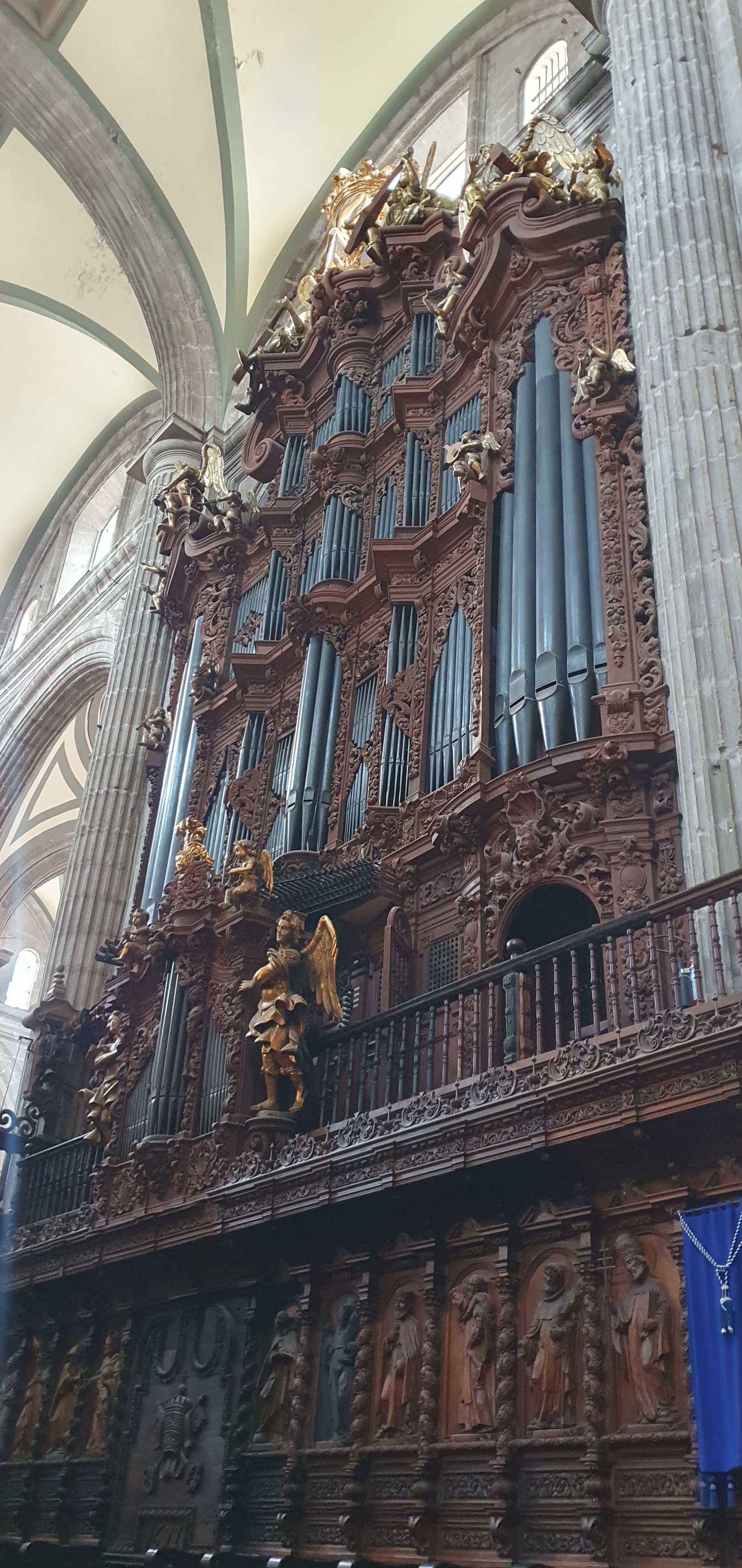
Vista interior en el coro del órgano derecho
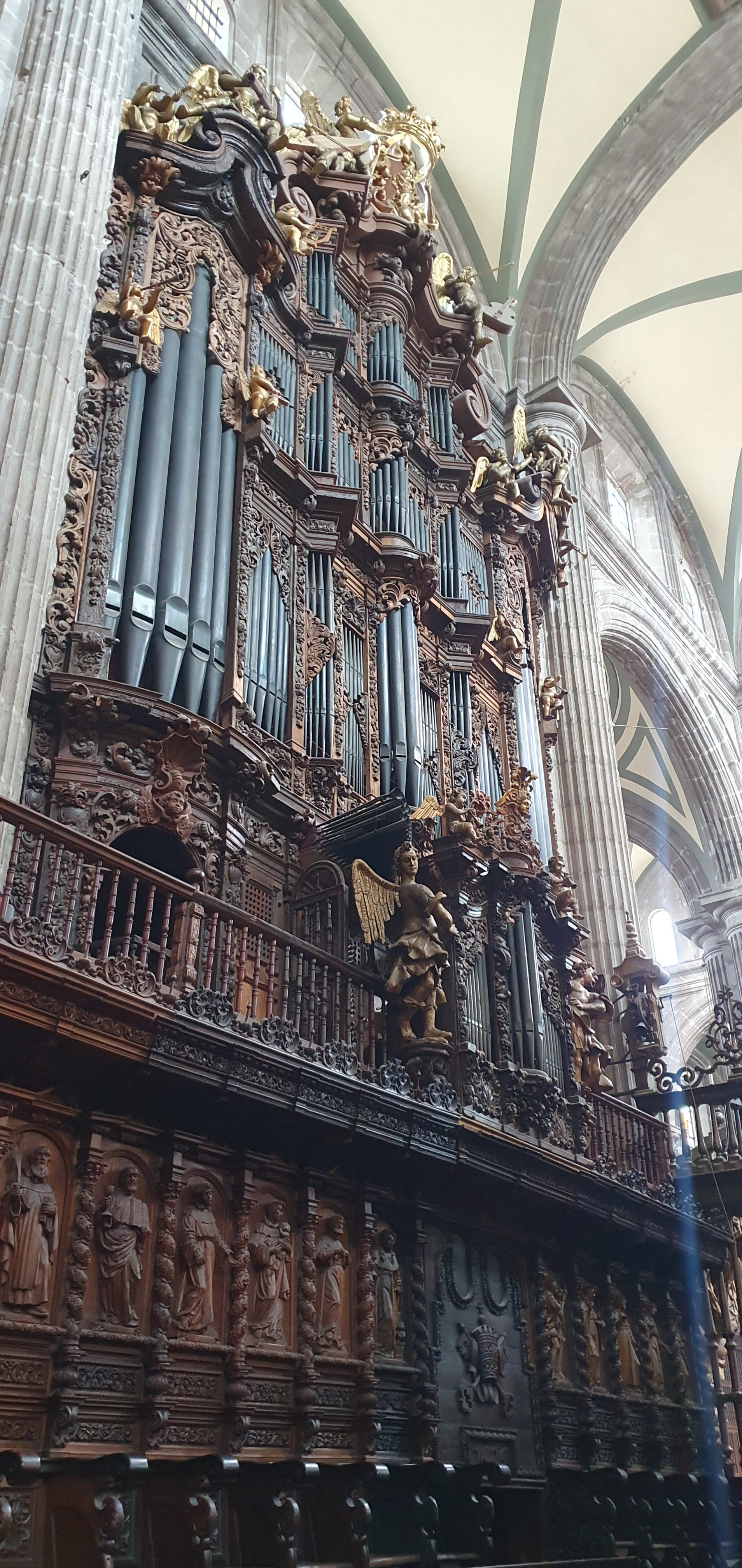
Vista interior en el coro del órgano izquierdo

### Altar del Perdón

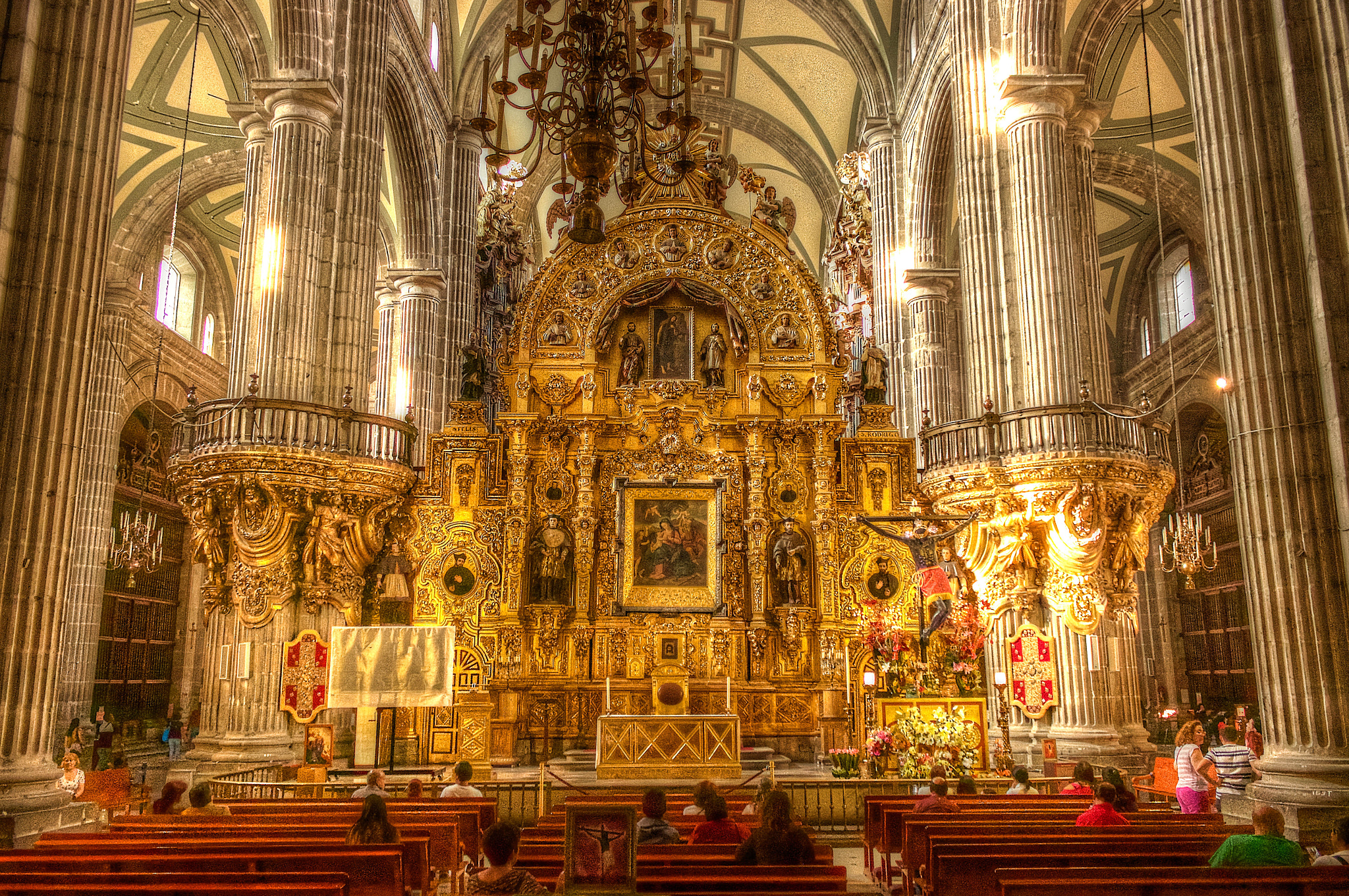
Altar del Perdón, en donde se aprecia al Señor del Veneno a la derecha

Se ubica en el trascoro, en la parte delantera de la nave central. El retablo fue realizado por el arquitecto español Jerónimo de Balbás en 1735, siendo una de sus obras más importantes. Es barroco de un solo cuerpo, acabado en pan de oro, representa el primer uso del estípite en América, en el cual, las columnas representan el cuerpo humano; el remate es semicircular y en los dos primeros cuerpos se exhiben medallones con imágenes en relieve; el diseño se integra de manera destacada con las tribunas superiores traseras del coro, adosadas en los tonos del altar. A principios de 1967 hubo un incendio en la catedral que dañó el altar. Gracias a la restauración practicada, se puede apreciar el día de hoy.
Se llama así porque se encuentra detrás de la puerta del mismo nombre. Aunque hay otras dos leyendas sobre el origen del nombre, la primera establece que los condenados por la Inquisición eran llevados al altar para pedir perdón antes de su ejecución. La segunda, se refiere al pintor Simon Pereyns, autor de muchas obras en la catedral, que al parecer fue acusado de blasfemia y condenado a prisión, mientras estaba en la cárcel, pintó una bella imagen de la Virgen María, por lo que su crimen fue perdonado.
En este altar se encuentra la imagen de Jesucristo crucificado realizada en pasta de caña de maíz conocida como el «Señor del Veneno». La imagen data del siglo XVIII y originalmente se encontraba en la capilla del Seminario de Porta Coeli de Ciudad de México, pero tras ser clausurada al culto público en 1935, fue trasladada a la Catedral Metropolitana.

### Naves y altares del ábside
La planta arquitectónica de tipo basilical dispone la integración de cinco naves, una central, dos procesionales y dos laterales. La nave central, en la que están los altares «Del Perdón», «Mayor» y «De los Reyes», así como el coro y los órganos; está cubierta con una bóveda de lunetos que surge a partir de una bóveda de cañón, que es la que resulta de la prolongación de un arco de medio punto; las bóvedas están decoradas con molduras de motivos geométricos en tonos verde. Las bóvedas procesionales cuentan con bóvedas baída, cuya forma aparece a partir de la intersección de una cúpula con un cubo, cuya base está inscrita en la base de la cúpula; en este caso las bóvedas fueron decoradas con molduras radiales. Las naves laterales donde se encuentran las capillas tiene distintos tipos de bóveda, como se describe en cada caso. La bóveda de la cúpula de la catedral fue decorada con molduras radiales, luego de la destrucción en 1967 de la pintura que la adornó hasta entonces.
En 1767 luego de la expulsión de la Compañía de Jesús del Imperio Español, el Colegio jesuita de San Pedro y San Pablo dejó de usarse para fines religiosos, por lo que para salvaguardar sus dos retablos monumentales, estos fueron trasladados al «Sagrario Metropolitano» y posteriormente a las dos espacios bajo las bóvedas del extremo norte de las naves procesionales de la Catedral, al lado del «Altar de los Reyes», donde se encontraban las puertas traseras del recinto. 
El primer retablo, en el ala oriente, es el de la «Virgen de Zapopan» de 13 metros de alto por nueve de ancho, los retratos que acompañan a la advocación mariana pertenecen a fundadores de órdenes religiosas como San Francisco de Asís, Santo Domingo, San Ignacio de Loyola, San Juan Bosco, San Felipe Neri, entre otros. Del lado poniente y de dimensiones similares, se colocó un retablo dedicado a Jesucristo y los doce apóstoles, denominado del «Divino Salvador».

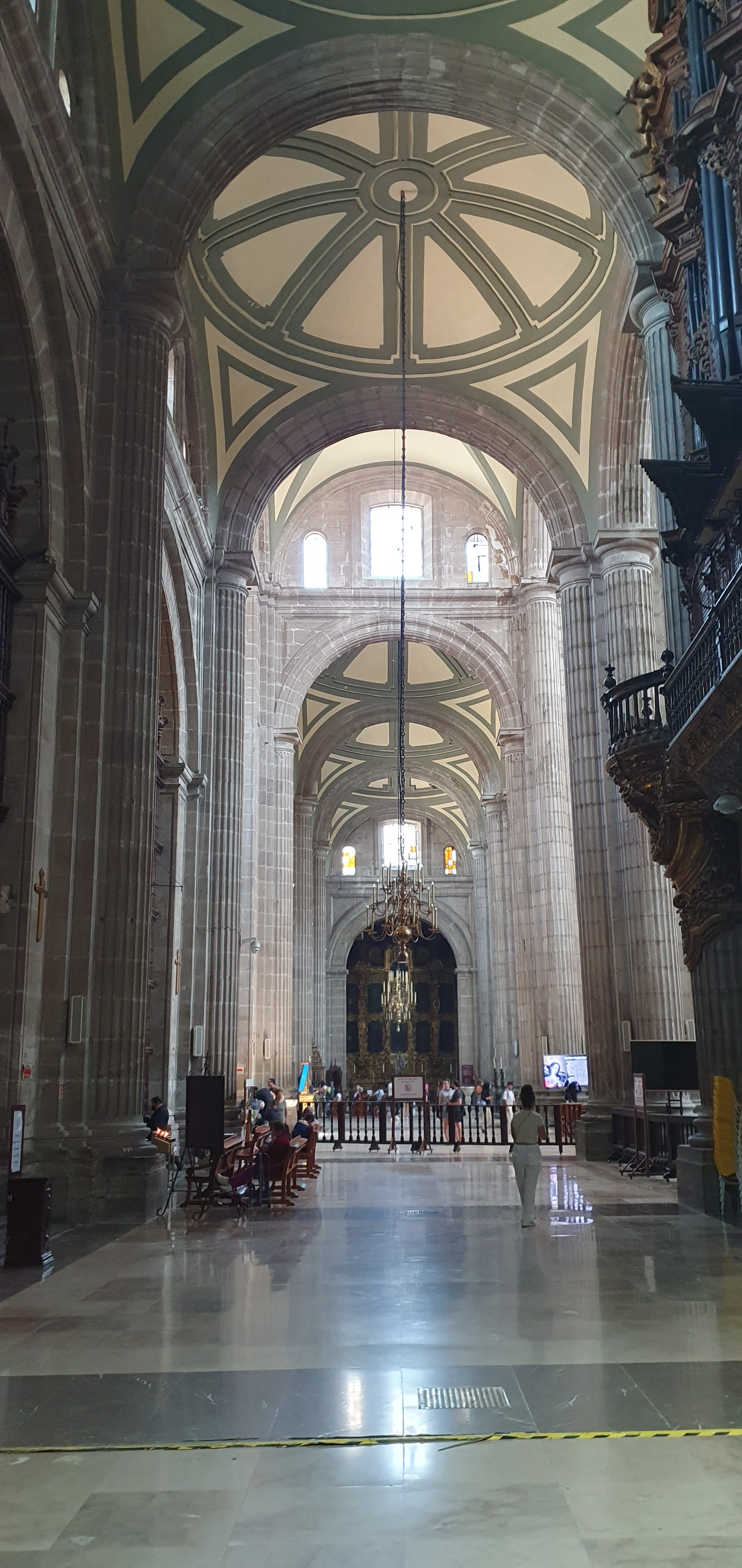
Nave procesional izquierda o poniente.
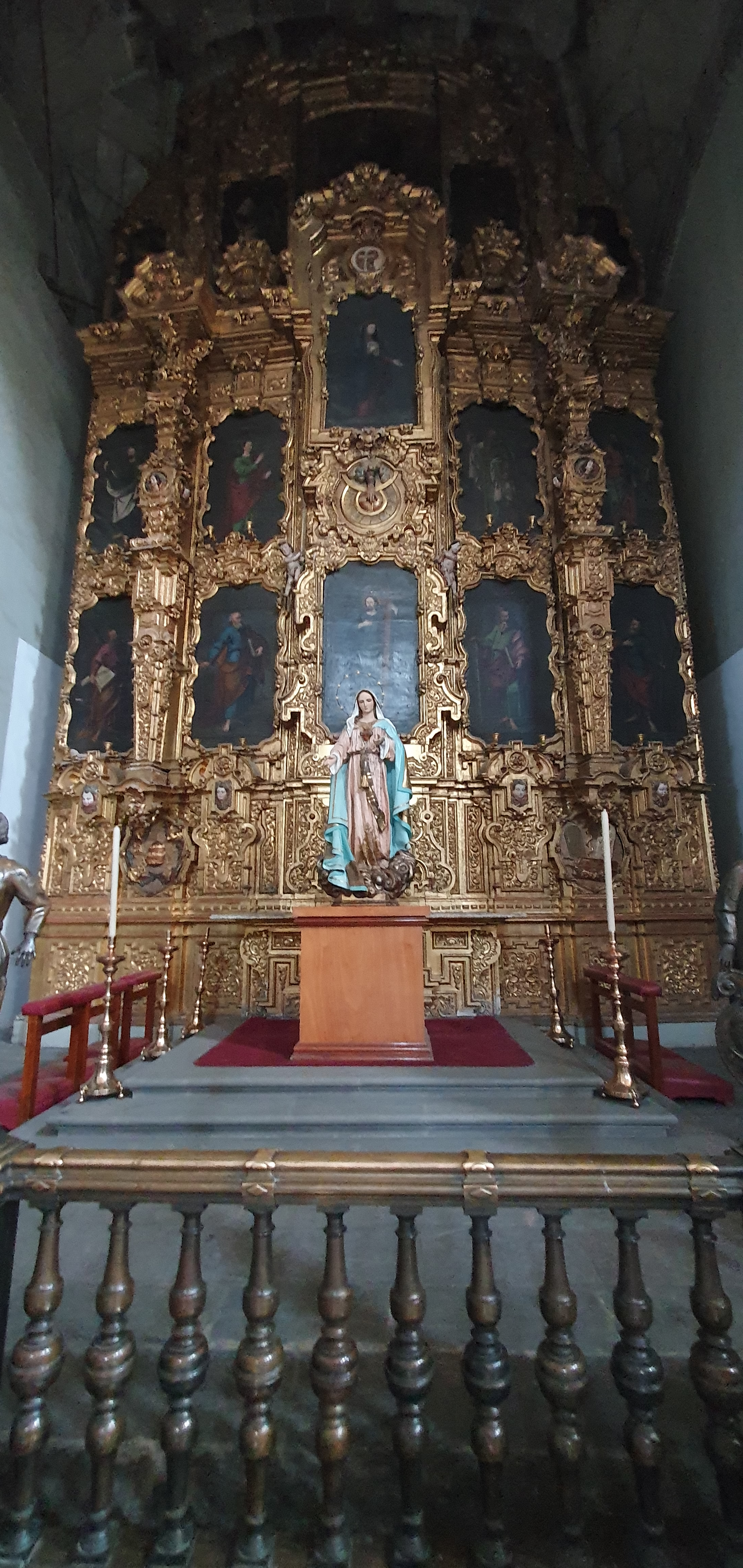
Retablo del Divino Salvador.
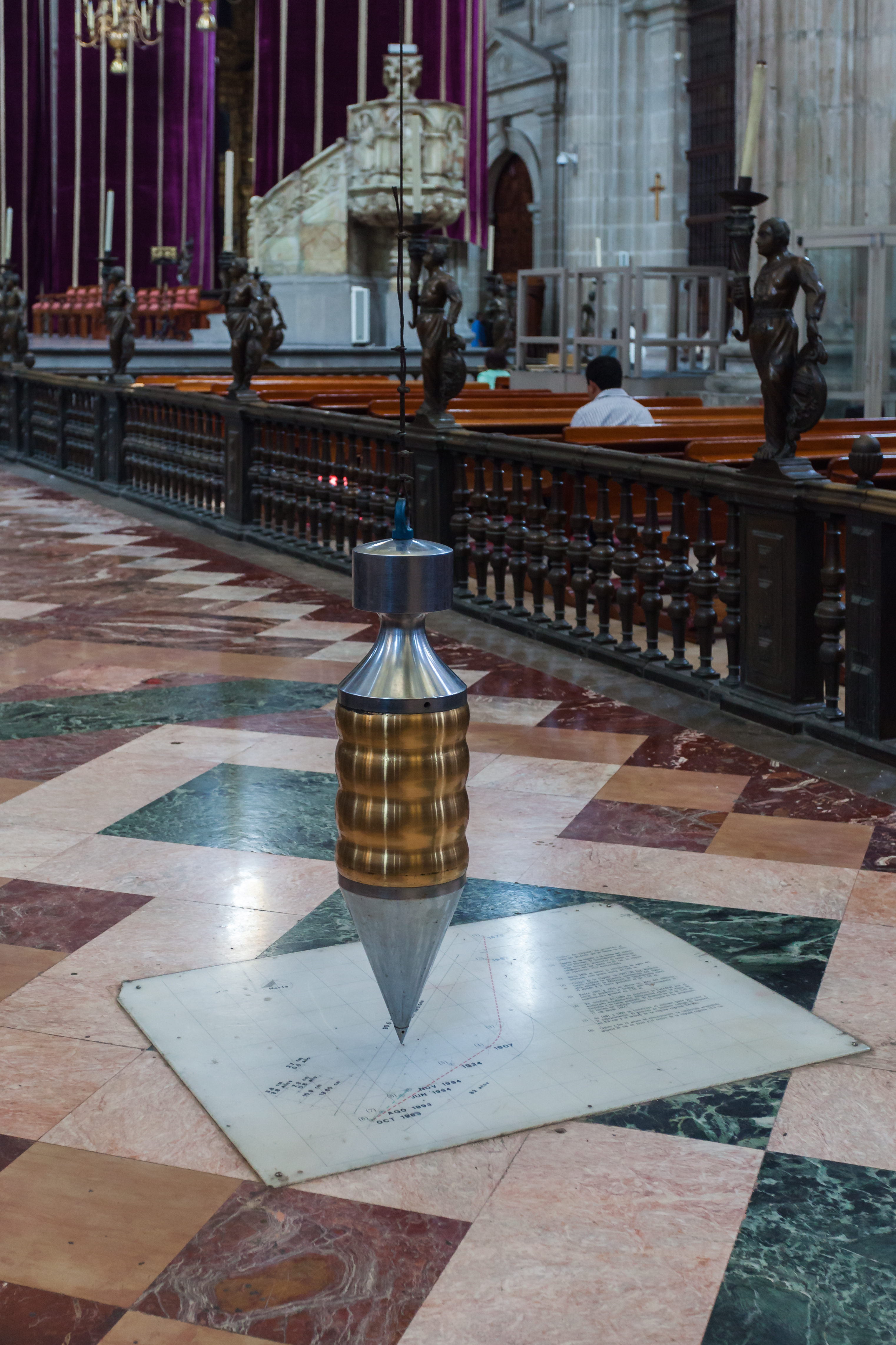
Péndulo que mide el hundimiento de la catedral en la nave central.
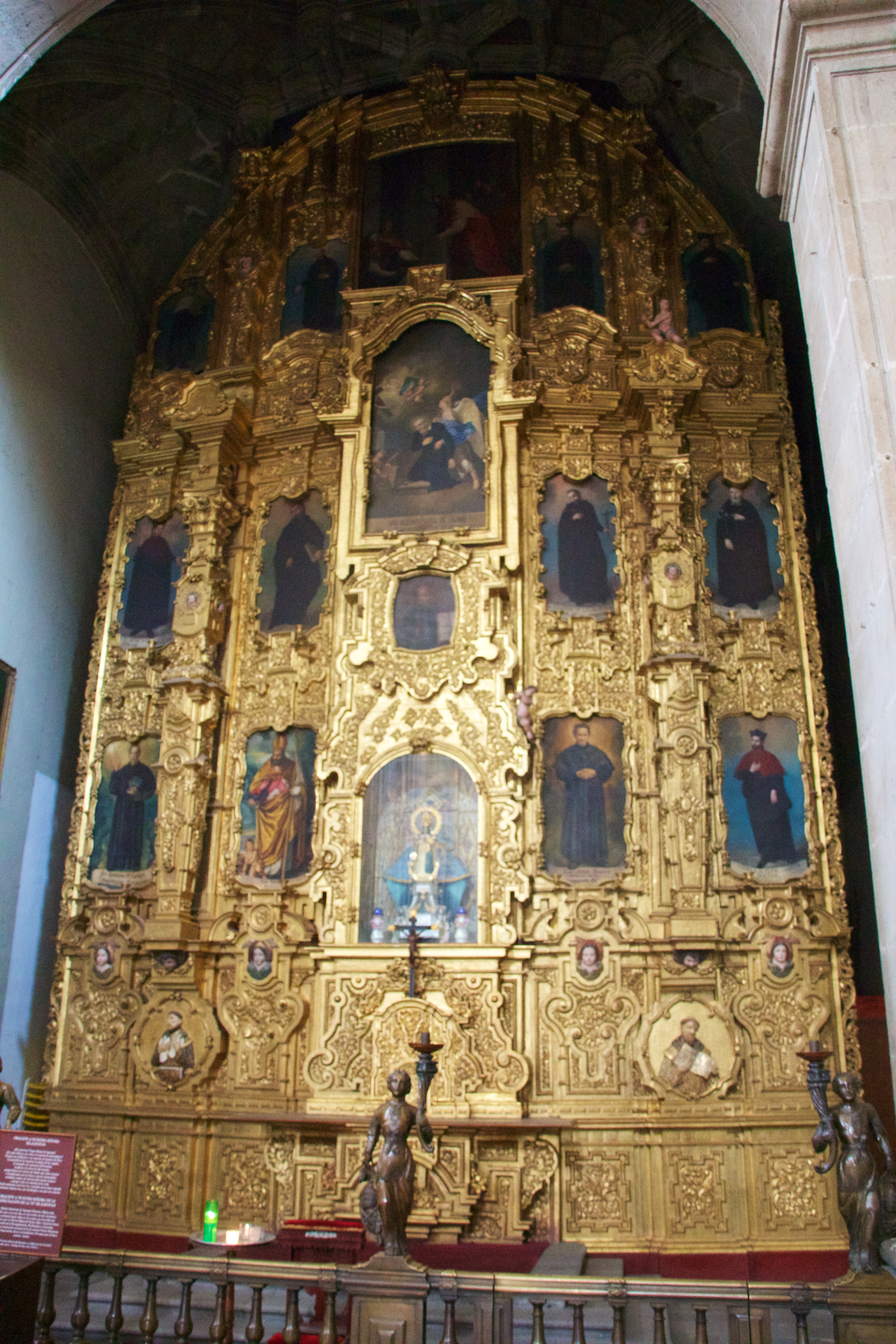
Retablo de la Virgen de Zapopan.
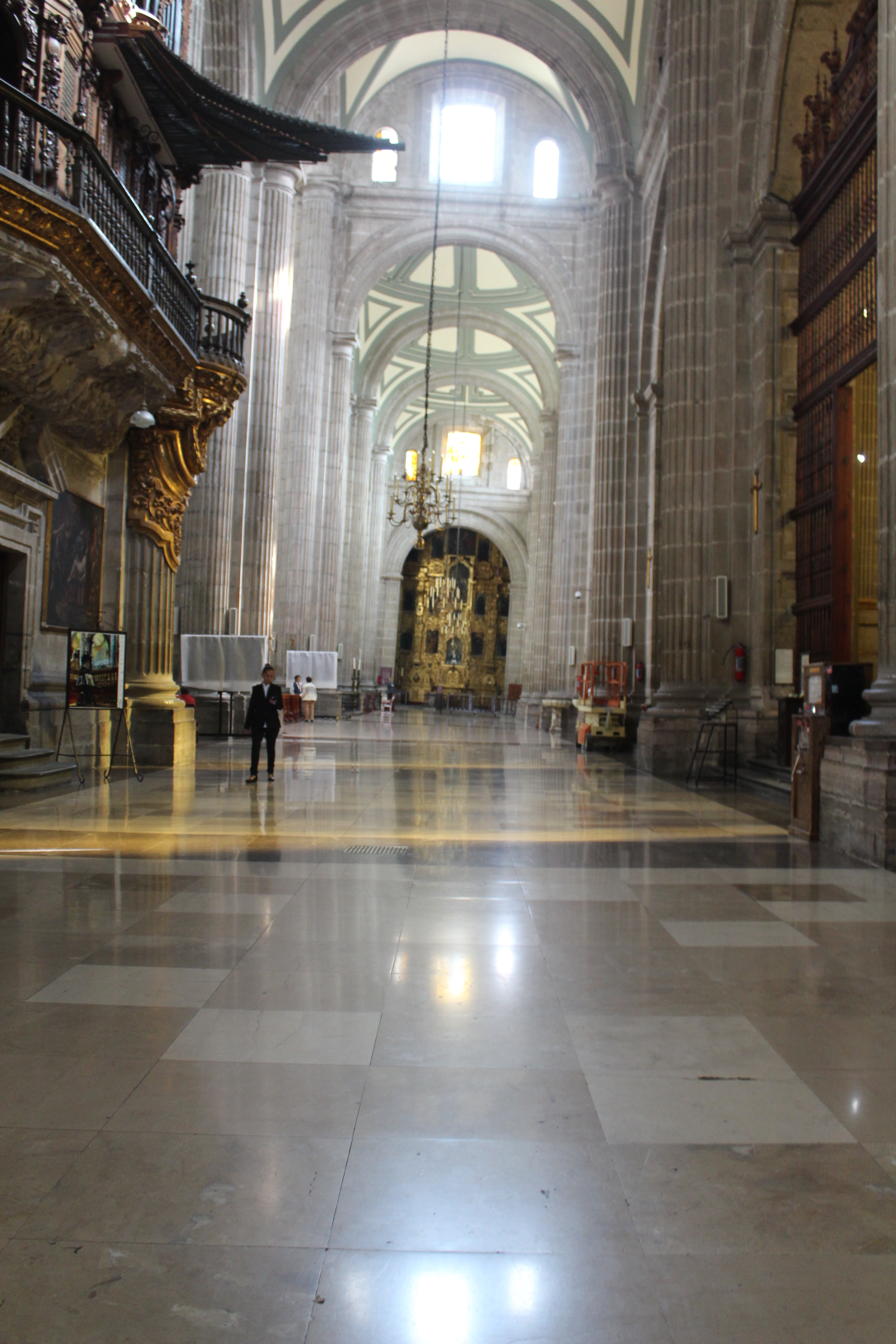
Nave procesional derecha u oriente

### Capillas
Las 14 capillas ubicadas en las naves laterales de la catedral están distribuidas de manera equitativa a ambos lados, todas cuentan con rejas elaboradas de bronce y ornamentadas en el remate, con la inscripción de la advocación, santo o dedicación de esta. Las capillas estuvieron patrocinadas y dedicadas a cofradías y gremios; las primeras fueron prohibidas por las Leyes de Reforma; los segundos pertenecieron a oficios y labores que desaparecieron con el paso del tiempo, porque dejaron de ser necesarios a los enseres de la capilla o porque se convirtieron en trabajos profesionales alejados de los vínculos religiosos.

#### Capilla de los Ángeles

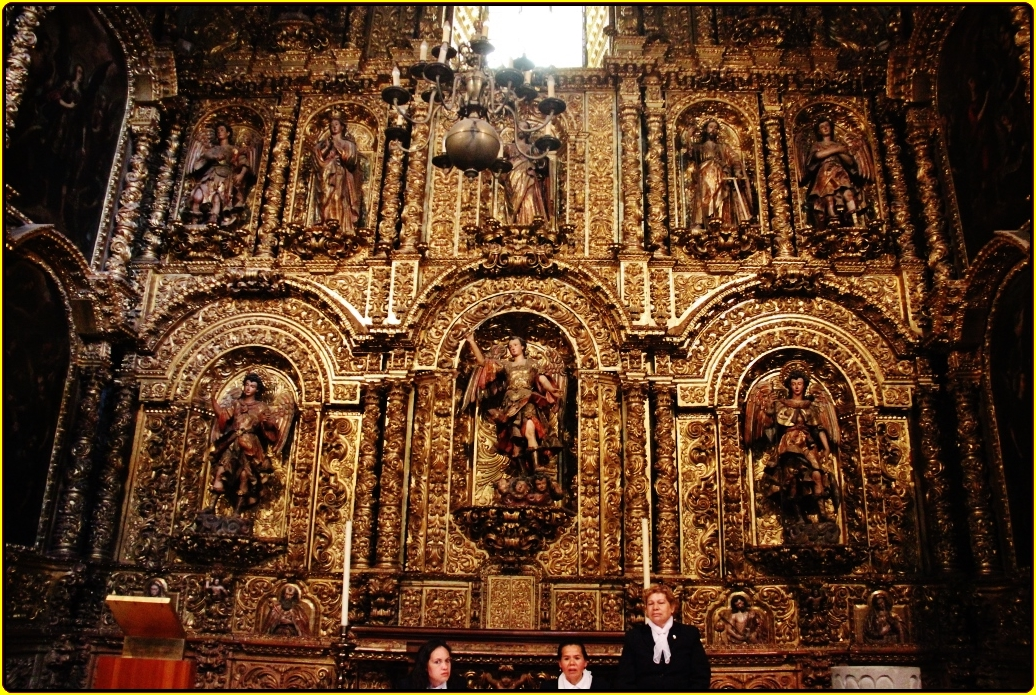
Capilla de los Ángeles.

Se encuentra en el basamento de la torre occidental, por lo que es la primera capilla del ala poniente del conjunto, partiendo de la fachada principal, y fue concluida entre 1653 y 1660; está cubierta por una bóveda estrellada, propia del gótico tardío. Esta primera capilla fue destruida por un incendio en 1711, por lo que fue inmediatamente sustituida por la actual, finalizada en 1713. 
Los tres retablos son de estilo barroco salomónico, con esculturas estofadas y policromadas, obras de Manuel de Nava, que representan a los siete arcángeles (Miguel, Gabriel, Rafael, Uriel, Jofiel, Camael y Zadkiel), todos ellos en el retablo central, representando la alegoría del «Coro de los Ángeles»; este retablo está rematado con una efigie de Dios Padre sosteniendo un orbe con crucifijo, mientras en el dintel de la ventana se encuentra una paloma como símbolo del espíritu santo, y abajo de esta ventana Jesucristo, también sosteniendo un robe con crucifijo; la alineación vertical de las tres figuras representa a la «Santísima Trinidad». 
El retablo de la derecha contiene pinturas de otros ángeles representando la «Angelología» o jerarquías de los coros celestiales (serafines, querubines, tronos, dominaciones, virtudes, potestades y principados), así como una pintura de la Virgen María; en tanto el retablo de la izquierda, además de los seres celestiales (entre los que destaca el célebre «Ángel de la guarda»), contiene una pintura de San José que, complementado con el Cristo del retablo central, simbolizan la alegoría de «la Sagrada Familia»; las pinturas son obra de Juan Correa. Salvo por la escultura de San Miguel y el mobiliario de la capilla, la mayor parte del conjunto es el original reinaugurado en 1713, por lo que es una de los espacios mejor conservados de la catedral.

#### Capilla de San Cosme y San Damián

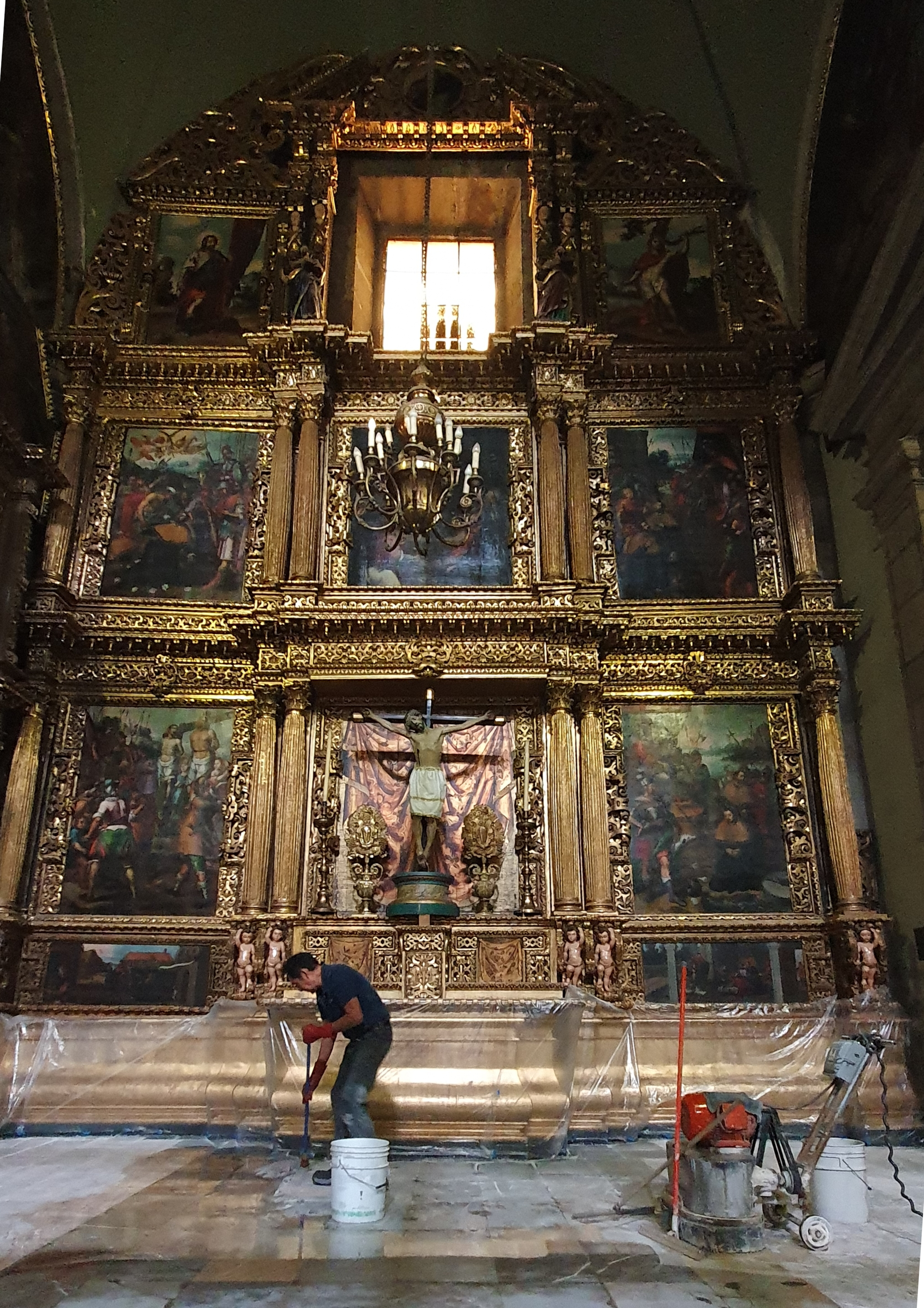
Capilla de San Cosme y San Damián, en labores de conservación.

Es la segunda capilla del ala poniente, su cubierta es una bóveda de arista. Los retablos fueron elaborados alrededor de 1650 en estilo barroco con reminiscencias del manierismo, contiene diez pinturas, además de la que sirve de fondo al «Señor de la Salud»; las obras están enmarcadas por columnas corintias. Entre los retablos que decoran el interior de la capilla, el principal está dedicado a honrar a los santos tutelares de la capilla; consta de dos cuerpos, el remate y tres entrecalles. 
Es uno de los retablos catedralicios del siglo XVII en los que se puede afirmar que tiene un acento manierista y como prueba de ellos están las columnas clasicistas estriadas. El retablo fue concebido para albergar pinturas, las cuales exaltan la vida de los santos médicos Cosme y Damián y se deben al pintor Sebastián López Dávalos. Solo tres de las pinturas no pertenecen al relato biográfico de los mártires, y son, una sobre la escena en la que el papa Nicolás V contempla los restos fúnebres de San Francisco de Asís y presencia un milagro, una de San Hipólito, otra de San Sebastián y una pequeña en el medallón del remate con la imagen de Dios Padre. 
Al centro hay un antiguo crucifijo de madera conocido como el «Señor de la Salud», que es invocado contra enfermedades y se considera protector de la ciudad en casos de epidemias; fue traído de la iglesia de la santísima, donde era la imagen titular de la cofradía de boticarios y cirujanos, por lo que es muy venerados por quienes se dedican a las ciencias de la salud y por los enfermos. La última vez que la imagen fue sacada a la calle en procesión y trasladada al altar del perdón fue en 2009, con ocasión de la epidemia de gripe A (H1N1); la imagen no se sacaba desde 1850, cuando hubo una epidemia de peste en la ciudad. Por su parte, en 2020 la imagen fue expuesta en el «Altar de los Reyes» para pedir por la finalización de la pandemia por coronavirus.
Un pequeño retablo lateral está consagrado al nacimiento de Jesús, y proviene del templo franciscano de Zinacantepec. Esta capilla fue consagrada en 1661 al gremio de gorreros y sederos, es decir fabricantes de sombreros y artesanos de la seda; que tenían su sede en un hospital de la ciudad que estaba dedicado a estos santos, dicha clínica había sido fundada por Juan de Zumárraga, por lo que es probable que a ello se deba la decisión de honrar con una capilla a los santos patronos de médicos, enfermos y gemelos.

#### Capilla de San José

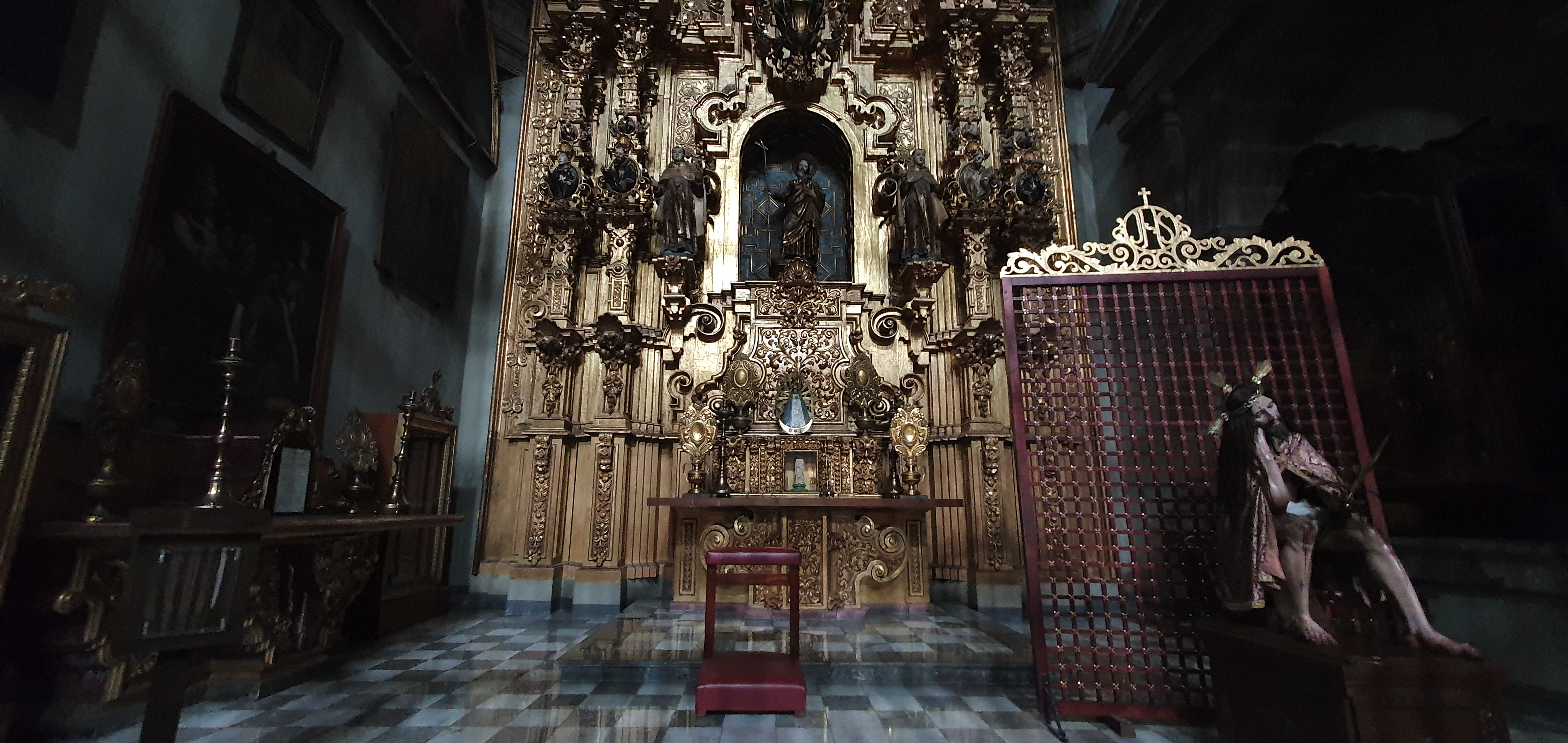
Capilla de San José, retablo y «El Señor del Cacao».

Tercera capilla del ala poniente, su bóveda también es estrellada de estilo gótico, aunque su arco, como el de todas las capillas, es de medio punto (elemento no usado en el gótico); se edificación se ubica entre 1653 y 1660. Su retablo principal es barroco, procedente de la antigua iglesia de «Nuestra Señora de Montserrat» y tiene en el centro la imagen de San José con el niño Jesús, rodeado de santos, entre los que destaca Santa Brígida de Suecia. El retablo lateral es una composición de pinturas barrocas, que consiste en «El triunfo de la Fe», «La transfiguración», «La circuncisión» y «La asunción».
Hay un antiguo Ecce homo sedente, llamado popularmente el «Señor del cacao». Es una escultura mexicana de caña de maíz procedente de la primera catedral, y muy venerada por los indígenas durante la colonia, quienes a falta de monedas depositaban como ofrenda semillas de cacao, que en la época prehispánica se consideraban valiosas piezas de cambio. En la actualidad es común que los niños depositen ofrendas en forma de caramelos.
En esta capilla estuvieron los restos de Miguel Hidalgo, Ignacio Allende, Juan Aldama, Mariano Jiménez, José María Morelos, Francisco Javier Mina, Mariano Matamoros y Hermenegildo Galeana desde el 29 de julio de 1885. Originalmente estaban en la cripta de la catedral desde 1825, pero fueron llevados a la capilla para que fueran honrados por el público; de aquí partieron al Monumento a la Independencia el 16 de septiembre de 1925.

#### Capilla de Nuestra Señora de la Soledad

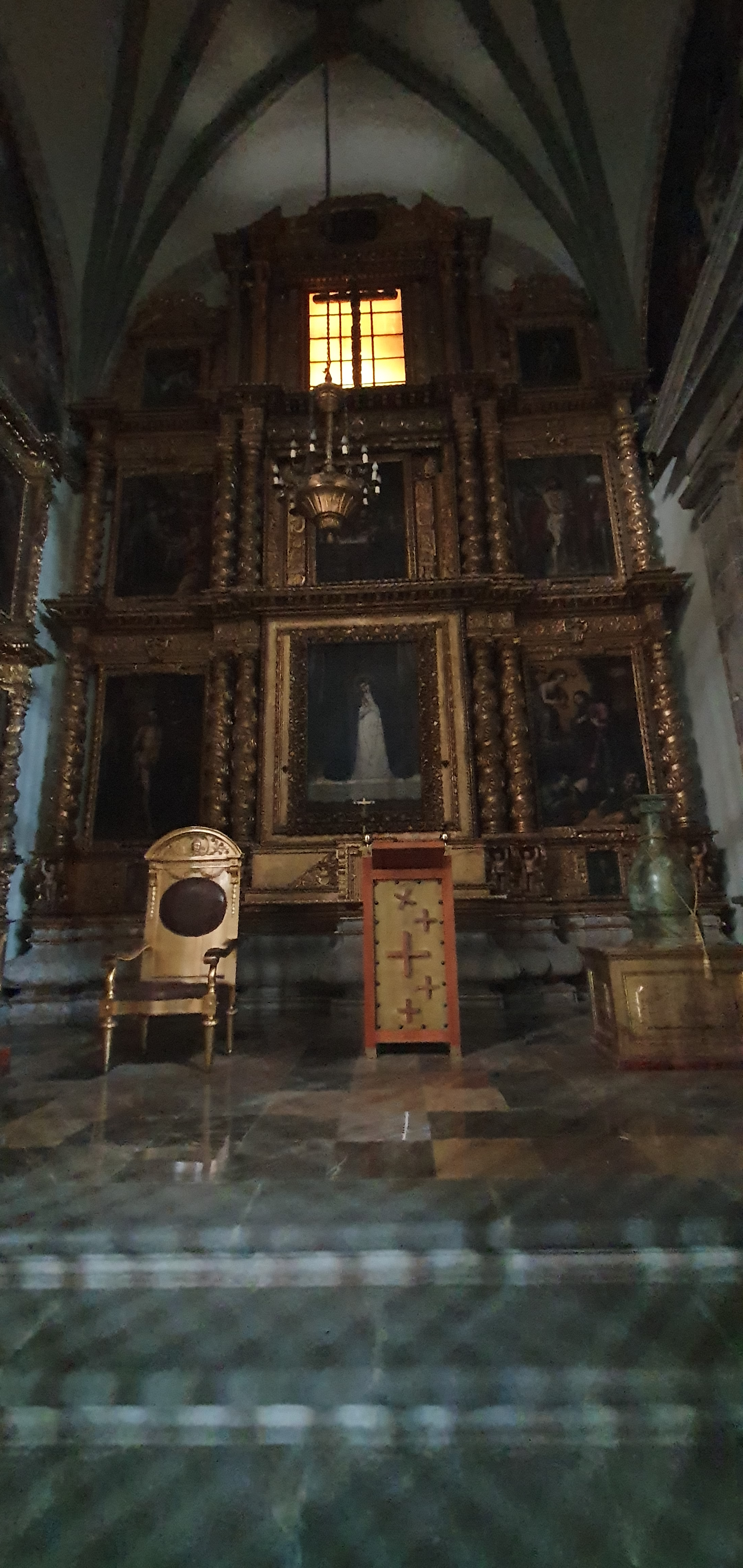
Capilla de Nuestra Señora de La Soledad.

Concluida alrededor de 1660, tiene una bóveda estrellada, que no obstante no formó parte de la estructura original, pues estaba cubierto de madera, al tiempo que la estructura era usada como cimbra en los trabajos de la catedral; la capilla está dedicada a la Virgen de la Soledad. Se encuentra consagrada a la protección de los trabajadores de la construcción que participaron en la edificación de la catedral. El retablo principal está formado por dos cuerpos y un remate, en él se aprecian las columnas salomónicas de capitel corintio que separan las entrecalles. 
La escultura de la «virgen de la Soledad» es copia de una imagen española. El retablo puede ser ubicado en la década de 1670-1680 gracias a las pinturas con el tema de la «Pasión de Cristo» hechas por el pintor Pedro Ramírez. En el retablo lateral izquierdo está una pintura de «Nuestra Señora de Constantinopla»; en el retablo derecho hay pinturas de Andrés de la Concha, José María Vásquez, Luis Suárez, Alonso López de Herrera, José Juárez, Baltazar Echave Rojas y Nicolás Rodríguez Juárez.

#### Capilla del Señor del Buen Despacho

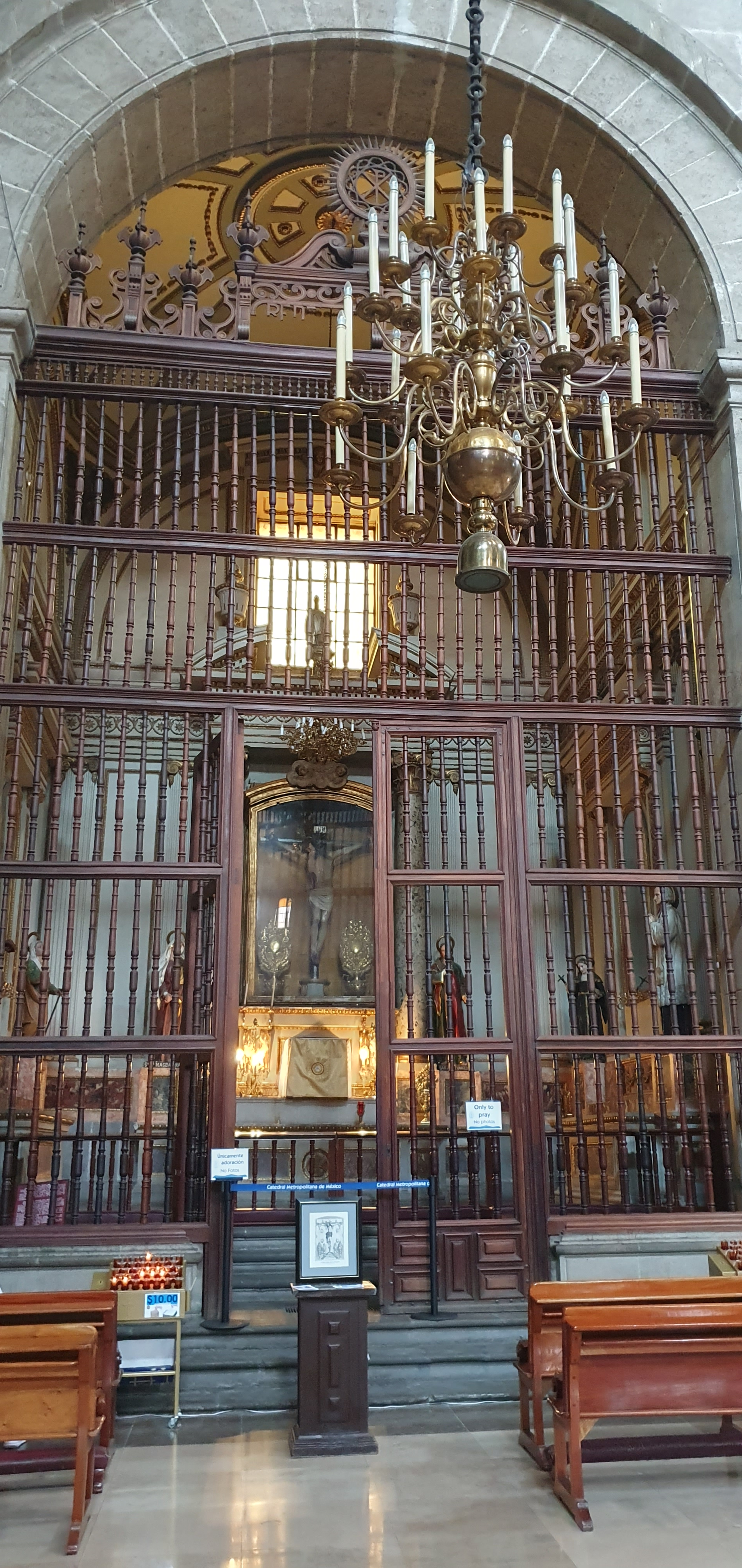
Capilla del Señor del Buen Despacho.

Fue abierta el 8 de diciembre de 1648, estuvo dedicada al gremio de los plateros que colocaron en ella dos imágenes de plata maciza, una de la «Purísima Concepción» y otra de San Eligio o Eloy. Originalmente esta capilla estaba dedicada precisamente a la advocación de la inmaculada concepción, posteriormente cuando la figura de plata se trasladó al altar mayor, tomó la denominación de San Eligio. Finalmente en 1867, tomó el nombre de la advocación de Cristo del «Señor del Buen Despacho», por coincidir la fecha de su inauguración con la de la festividad religiosa de esta denominación, la escultura estaba flanqueando una de las puertas norte de catedral, que se cerraron cuando se colocó en ella el retablo del «Divino Salvador»; no obstante entre 1861 y 1867, sin que hubiera una dedicación oficial, la capilla estuvo presidida en su centro por un óleo del beato Bartolomé Gutiérrez.
Esta es quizá la capilla con mayor cantidad de cambios en su ornamentación, pues los registros históricos indican que, en al menos dos ocasiones, los retablos fueron retirados o modificados completamente; dado que muchos plateros de la ciudad ofrecían regalos a la catedral que se depositaban en su capilla honoraria, de este lugar salieron la mayoría de las piezas que fueron vendidas o fundidas para financiar adecuaciones de la catedral o asuntos políticos de la curia durante el siglo XIX. 
Está cubierta por una bóveda vaída, similar a las de las naves laterales y central, aunque con una distribución diferente en las molduras; carece de retablos, pues su decoración es de estilo neoclásico, y pertenece a la segunda mitad del siglo XIX; en lugar de ello tiene tres altares en cada muro; en el central el de su dedicación, en el muro izquierdo una imagen atribuida como la «Virgen de las lágrimas», que no obstante solo reemplaza a la original que sí corresponde a esa advocación, y que terminó vendida; está flanqueada por San Joaquín y San Agustín (que reemplaza a una figura extraviada de Santa Ana; mientras en el muro derecho están la Virgen de los Dolores (reemplazando a un «Ecce homo» desaparecido), acompañada de San Antonio de Padua (sustituyendo una figura San José, perdida) y San Juan de la Cruz.

#### Capilla de Nuestra Señora de los Dolores

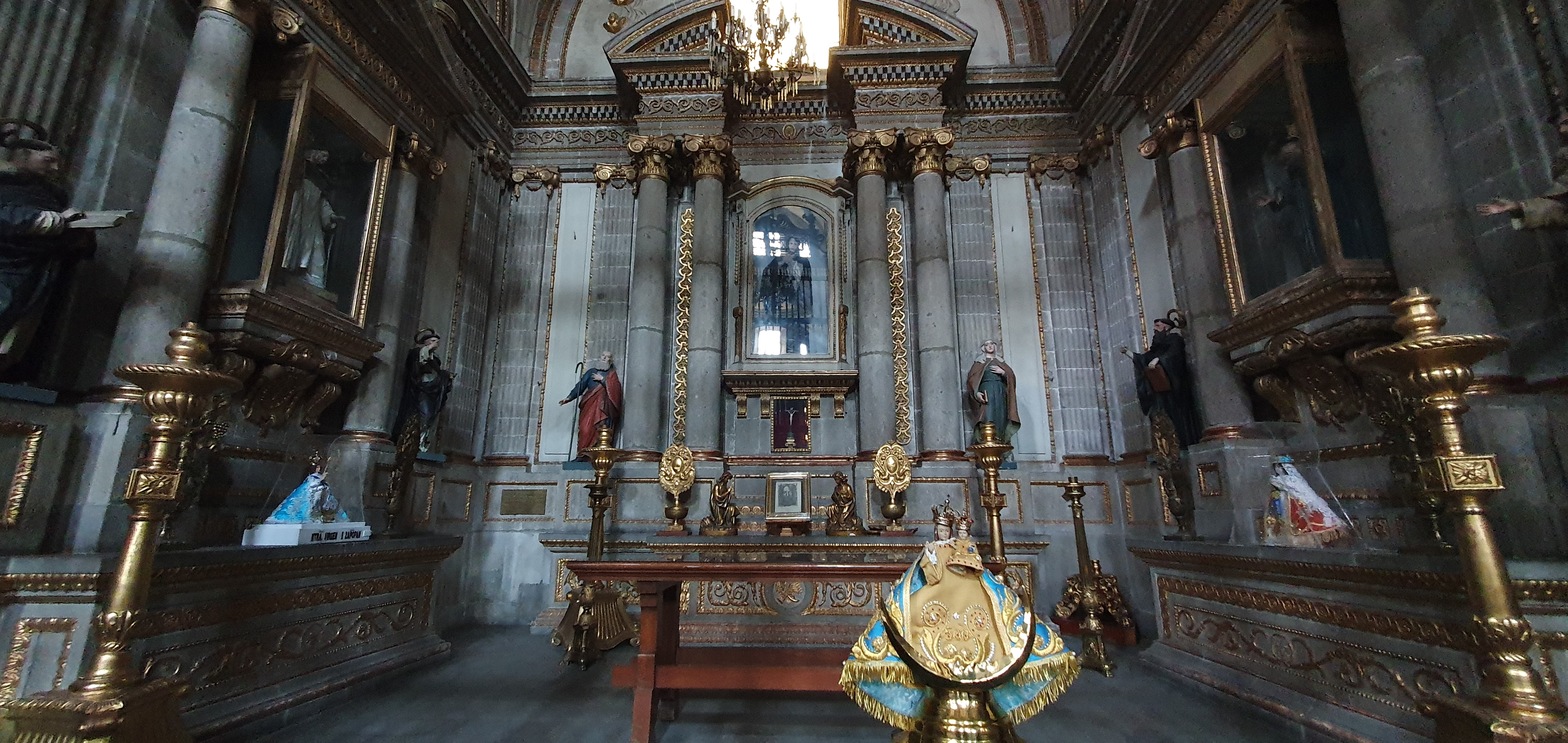
Capilla de Nuestra Señora de los Dolores.

Esta capilla y la anterior, no solo comparte el estilo neoclásico en su decoración, sino que son las capillas que flanquean la puerta de la fachada poniente, que da hacia la calle «Monte de Piedad»; su bóveda estrellada con molduras más complejas que las anteriores similares y parecida a la de la sacristía, denota su antigüedad por encima de la mayoría; no obstante también comparte la singularidad de su constante modificación. Terminada hacia 1600 estuvo dedicada a la archicofradía del Santísimo Sacramento, que la decoró suntuosamente con un retablo pequeño que contenía una pintura de la «La última cena», en 1651 se renovó el retablo por uno aún más grande; se le denominó durante mucho tiempo «Capilla de la Cena» y estuvo sujeta a diversos cambios en su ornamentación, incluso se proyectó recubrirla con cantera labrada en tiempos de Manuel Tolsá, sin embargo, la priorización de su trabajo en el exterior y la falta de dinero llevó a su cancelación. Fue dedicada a la Virgen de los Dolores cuando se colocó en el altar central la escultura, obra de Clemente Terrazas, esta imagen estuvo en la capilla de Palacio Nacional en la época de Maximiliano I de México. Los tres altares de la capilla están flanqueados por columnas corintias y tienen como remate un frontón semicircular entrecortado.

#### Capilla de San Felipe de Jesús

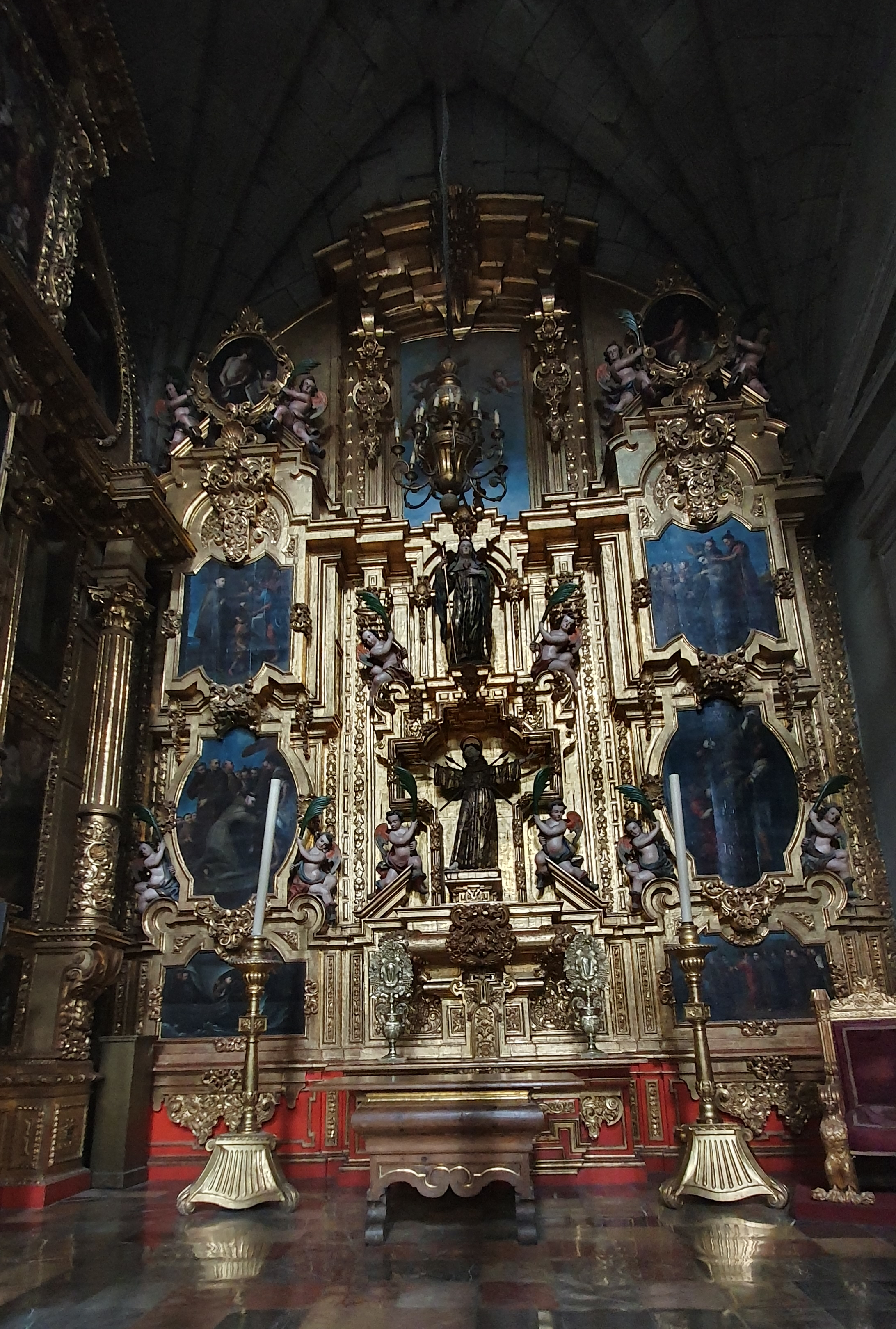
Capilla de San Felipe de Jesús

La Capilla de San Felipe de Jesús se terminó en la primera etapa constructiva de la catedral, en 1615; su bóveda fue cerrada en piedra de cantera con nervaduras al estilo gótico, ya que es una de las techumbres más antiguas del templo. En esta capilla se encuentra una escultura, que data del último tercio del siglo XVII, alusiva al primer santo mexicano: San Felipe de Jesús. Esta obra, a modo de ver de muchos críticos de arte, es la escultura estofada, tallada y policromada mejor elaborada de Iberoamérica. Sin embargo en un inicio este espacio estaba consagrado a otra adoración, pues el mártir novohispano fue beatificado en 1627, y fue hasta 1636 que tuvo su primer espacio de adoración en la «Capilla de la Cena», aunque en la presentación de su talla de madera en el recinto tuvo lugar en el «Altar Mayor». En 1638 luego de varias quejas de algunos fieles y autoridades para regresar el retablo principal de la «Capilla de la Cena» a su lugar, ocasionó que se trasladara la imagen de San Felipe de Jesús a su espacio actual.
La modalidad del retablo es anástila; el muro frontal tiene un cuerpo con cuatro pilastras de capitel mixto, al centro del este en orden de abajo hacia arriba están, un nicho en forma de cruz con la escultura de San Felipe de Jesús, una estatua de la virgen María y una pintura de la «Apoteosis de San Felipe de Jesús», en la que se representa al santo portando una cruz parado sobre un águila, y figuras alegóricas de América y España, la pintura y el remate con frontón curvo resultaron desproporcionados, pues obstruyeron permanentemente la ventana que daba iluminación natural al recinto. En los costados del cuerpo, seis pintura narran la vida, misión y martirio del personaje. En el muro izquierdo se encuentra un retablo con la imagen de Santa Rosa de Lima al centro, rodeada de pinturas que narran su vida.
En el muro derecho estuvo originalmente un retablo dedicado a San Carlos Borromeo, que fue retirado en 1838 para dar cabida a la urna con los restos de Agustín de Iturbide. Posteriormente en 1964, se construyó un pedestal de estilo neoclásico para colocar dicha urna en el nicho, al pie de un retrato del monarca. Entre los elementos resguardados por la capilla está una reliquia con el dedo incorrupto del mártir, el trono usado por Iturbide en su coronación, la pila bautismal en la que recibió dicho sacramento Felipe de Jesús y una urna con el corazón de Anastasio Bustamante.

#### Capilla del Santo Cristo y de las Reliquias

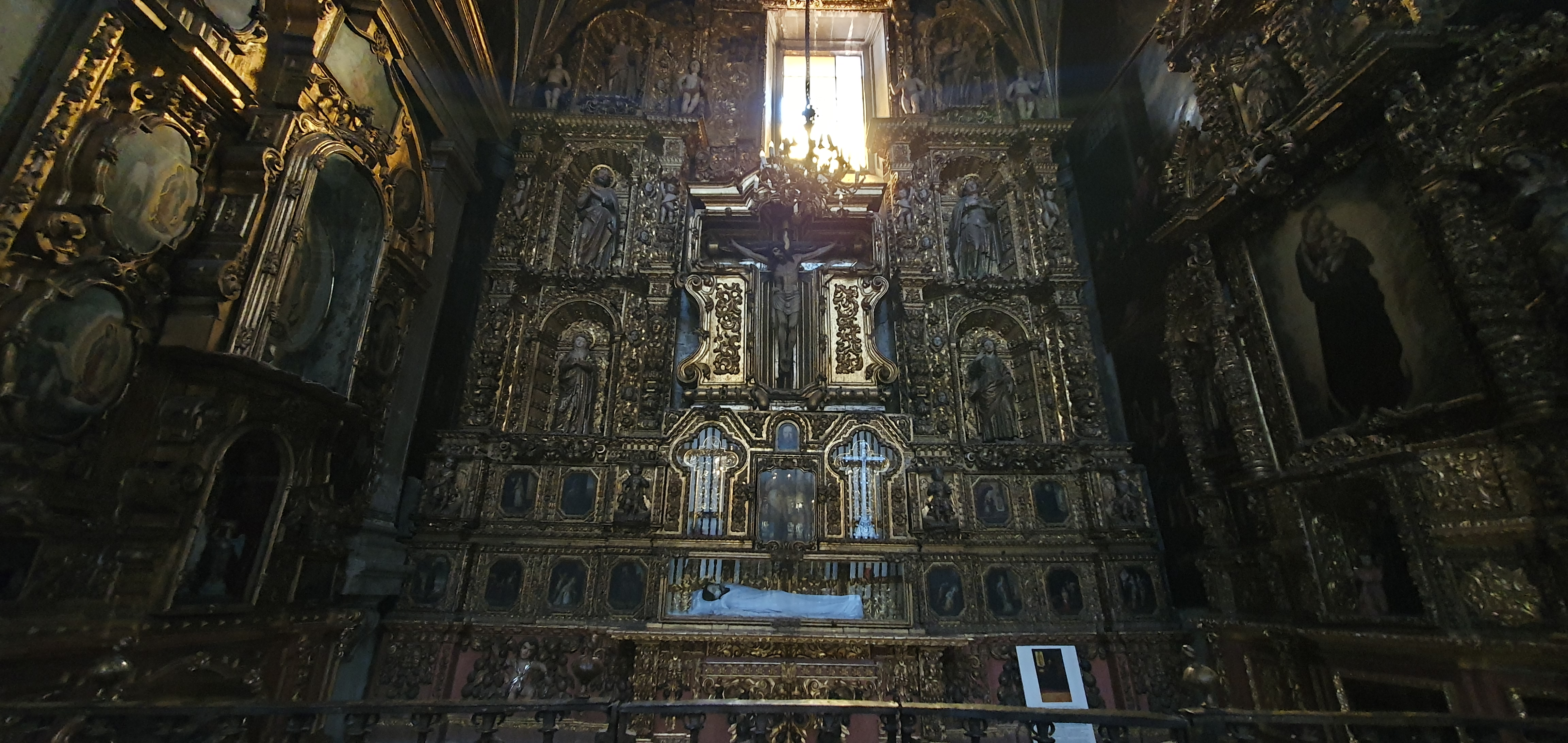
Retablo principal de la capilla de las reliquias, con el Cristo de los Conquistadores y el Santo Entierro

Se construyó entre 1610 y 1615 dedicada al «Santo Cristo de los Conquistadores» con bóveda estrellada y se ubica a un lado de la sacristía, por lo que es la primera capilla del ala oriente de la catedral, partiendo del ábside (la última si se parte de la fachada principal). También recibe el nombre de «Capilla de las reliquias» por los restos y vestigios insignes guardados en los retablos barrocos. Según algunos historiadores la imagen de Cristo crucificado conocida como el "Santo Cristo de los Conquistadores" (s. XVI o XVII) fue un regalo del emperador Carlos V, otros sostienen que se trata de una obra realizada en estas tierras, lo cierto es que ya en la primera catedral recibía gran veneración.
En el retablo central las pinturas y esculturas escenifican momentos de la pasión de Cristo, uniendo a este tema la pasión o tormento de los santos y santas mártires; al centro del conjunto se encuentra en un nicho con forma de cruz el referido Santo Cristo; la escultura del «Santo Entierro», que se encuentra al pie del altar en una urna, es utilizada todos los años en la procesión del Viernes Santo; en los nichos laterales yacen las esculturas de la Dolorosa, Juan el Evangelista, San Pedro y Santa María Magdalena, en los remates se encuentran Santa Verónica y María Salomé; la mayoría de estas esculturas atribuidas a Manuel de Nava. El retablo de la izquierda tiene al centro una Virgen de Guadalupe, de José de Ibarra, ante la que se juró a esta advocación como la «Patrona General y Universal» de todos los reinos de la Nueva España el 4 de diciembre de 1746, y que conserva una reliquia del ayate de Juan Diego Cuauhtlatoatzin; complementan el conjunto, pinturas de la cronología de las apariciones guadalupanas. El retablo de la derecha es de estilo quiteño, al centro tiene una escultura de la virgen María cargando al Niño Jesús, es conocida como «Virgen de la Confianza», sin embargo se ignora el origen de la veneración en esta capilla a dicha advocación, pues no hay referencias de esta en suelo americano; hay dos óleos correspondientes a María Magdalena y Catalina de Alejandría y se complementa con esculturas de San Joaquín, Santa Ana y San José con el Niño Jesús
Las reliquias de esta capilla son de primer grado, es decir, partes del cuerpo o restos de él, y de segundo grado, objetos que estuvieron en contacto con los santos o elemento de Tierra Santa; estas se exponen anualmente el día de todos los santos y el día de los fieles difuntos (1 y 2 de noviembre), ya que la mayor parte del año, muchas de ellas se encuentran detrás de los óleos que cubren el retablo. De acuerdo a la tradición, en esta capilla se custodian reliquias de, entre otros, San Vicente de Zaragoza, San Vito, Santa Úrsula, San Gelasio, San Vital de Milán, así como una astilla de la Vera Cruz y una espina de la corona de Jesús.

#### Capilla de San Pedro

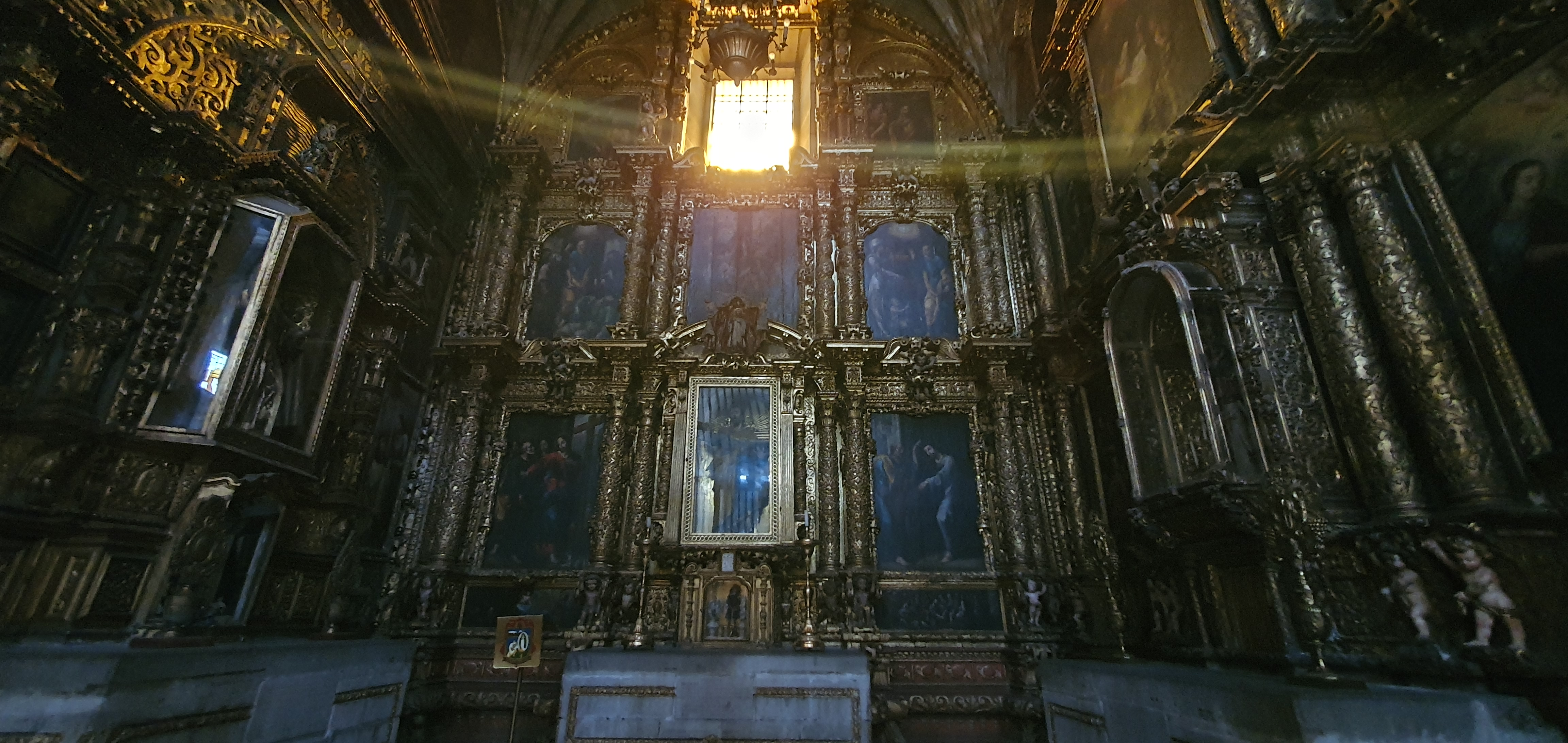
Capilla de San Pedro.

El retablo principal en el centro está dedicado a honrar la vida del santo apóstol y fue edificado hacia 1670. En él se observan ya los lineamientos del barroco temprano en los que aún se observan elementos manieristas como los relieves de lacería, las ménsulas y los pinjantes. El retablo está formado por tres cuerpos, el último de los cuales se integra al espacio arquitectónico dejando al centro el vano de la ventana. El retablo se merece una mención especial por su decoración general en la que sobresalen los variados motivos vegetales e inanimados propios del barroco. En cuanto a las pinturas de este retablo, no se ha podido saber a ciencia cierta quiénes fueron los autores, se trata de obras cuyo tema es la vida de San Pedro, y en un pasaje se recuerda el martirio del apóstol que pidió ser crucificado de cabeza “por no ser digno de morir como su maestro”.
El retablo de la izquierda está dedicada a Santa Teresa, con su escultura al centro y óleos a los costados con la narración de su vida. El retablo de la derecha está dedicado a la «Sagrada Familia». Los tres retablos son del siglo XVIII, sustituyendo a otros de los que no se tiene registro de sus características; entre las características de su ornamentación están las columnas salomónicas y el dorado en los detalles decorativos con motivos florales y vegetales; la mayor parte de las pinturas están atribuidas a Baltazar Echave Rioja.

#### Capilla de Nuestra Señora de La Antigua

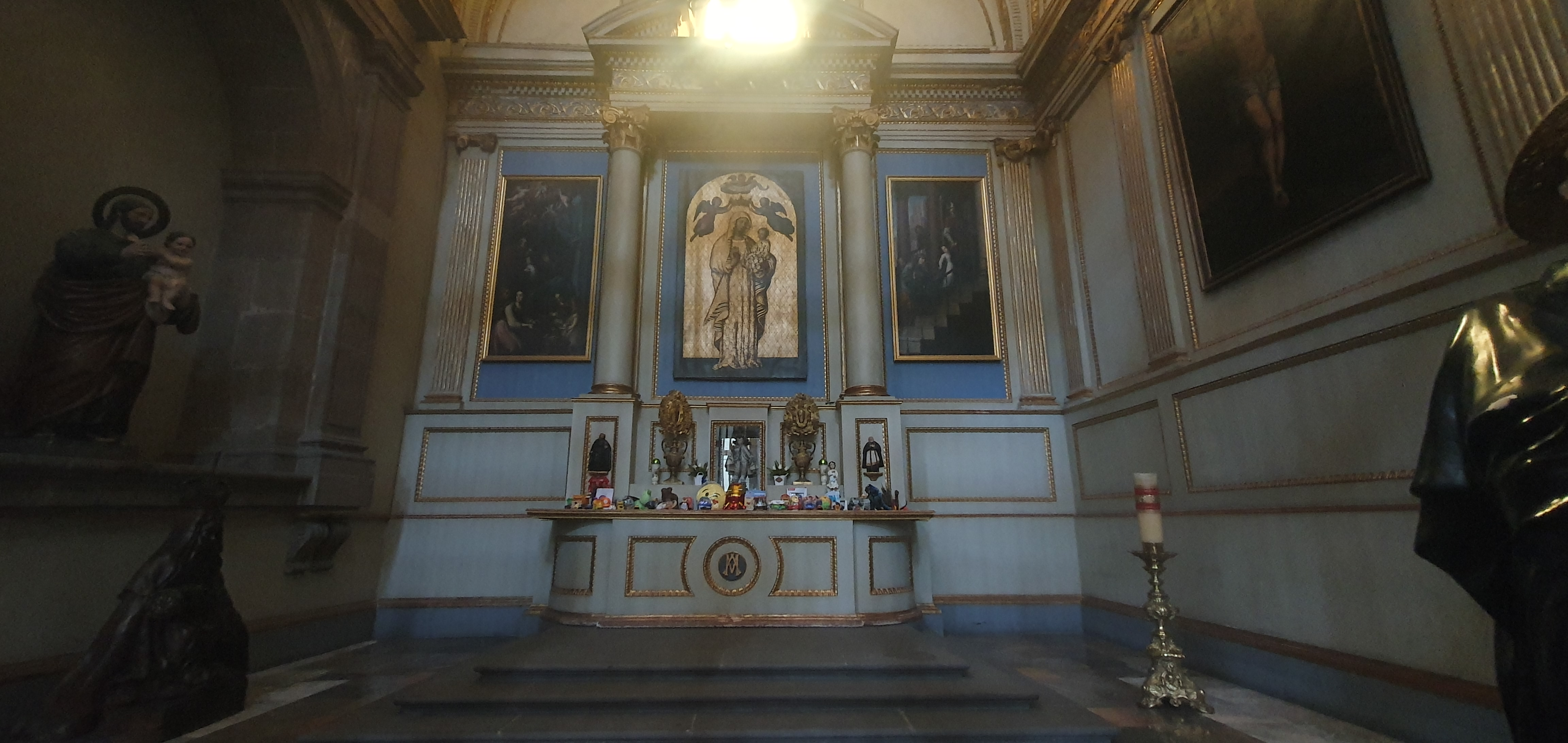
Virgen de la Antigua. Abajo, el Niño Cautivo

Construida entre las décadas de 1640 y 1660, sin una fecha específica de inauguración, tiene una bóveda baída, similar a las naves procesionales; el retablo original de tipo barroco, fue retirado para adecuar la capilla al estilo neoclásico; la poca información que se tiene de ella antes del siglo XVIII, confirma las versiones sobre uso, como bodega o incluso como sala de juntas de la «Archicofradía del Santísimo Sacramento». Está consagrada a la advocación mariana del mismo nombre, y en el altar principal neoclásico, obra de Juan de Rojas (1718), hay una copia de la imagen de la Virgen de la Antigua cuyo original se encuentra en la catedral de Sevilla. Esta imagen de influencia bizantina era muy venerada por la población española de la Ciudad de México durante el período colonial.
Bajo la imagen de la virgen hay una magnífica escultura sevillana del Niño Jesús, original de la primera mitad del siglo XVII y atribuida a Juan Martínez Montañés. Es conocida popularmente como «El Santo Niño Cautivo», debido a que permaneció en Argel junto a Francisco Sandoval de Zapata, racionero de la catedral, quien fue hecho prisionero por piratas del norte de África en 1622, cuando llevaba la escultura hacia México.

#### Capilla de Nuestra Señora de Guadalupe

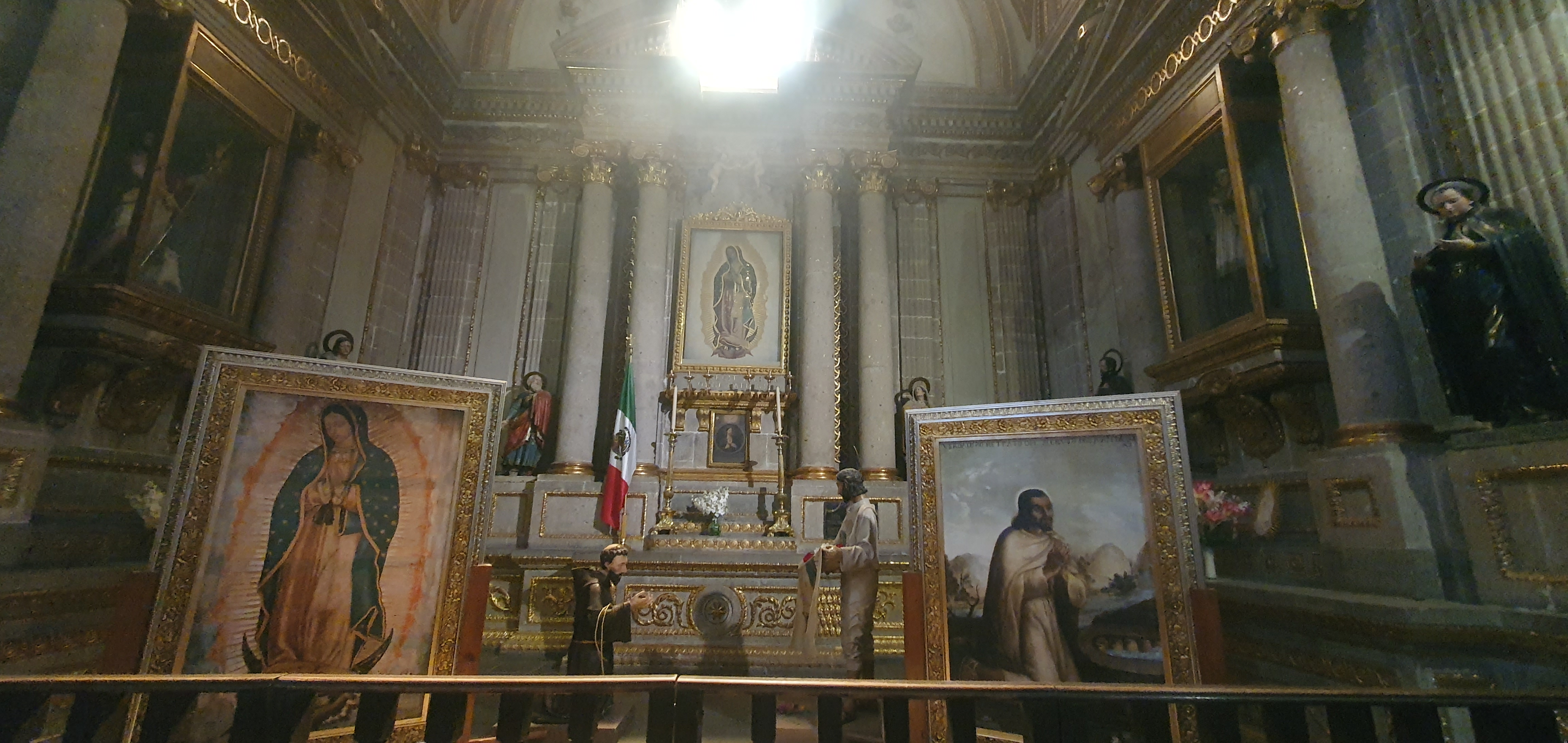
Capilla de Nuestra Señora de Guadalupe

Fue techada en la tercera etapa de cerramiento del edificio, entre 1653 y 1660, y utilizada antes de la segunda consagración catedralicia, primero como bautisterio y después como sala de juntas de la archicofradía del Santísimo Sacramento y de la Caridad.
Contó con retablos del siglo XVII ensamblados entre 1670 y 1675, que fueron renovados en 1754 mediante un contrato entre la archicofradía y José Joaquín de Sáyago, incluyendo el retablo de Guadalupe y los costados dedicados a San Juan Bautista y lienzos de Cristo Nuestro Señor. En 1807 se decide intervenir nuevamente estos retablos en virtud de que el deterioro y antigüedad no eran, a criterio de los responsables de entonces, dignas de la Archicofradía. La obra es realizada entre 1807 y 1809 (conforme al dictamen de la Real Academia de San Carlos), por José Martínez de los Ríos, con la colaboración, para diecisiete esculturas, de Clemente Terrazas.
Fueron trabajados tres altares: el central continuó dedicado a la Guadalupana, flanqueada por San Joaquín y Santa Ana; el izquierdo dedicado a San Juan Bautista, con sus padres San Zacarías y Santa Isabel; y el derecho que cambió de advocación en 1809, antes con lienzos de Cristo vinculado al Santísimo Sacramento y después dedicado a los jesuitas San Luis Gonzaga, San Estanislao Kostka y San Juan Francisco Regis.

#### Capilla de la Inmaculada Concepción

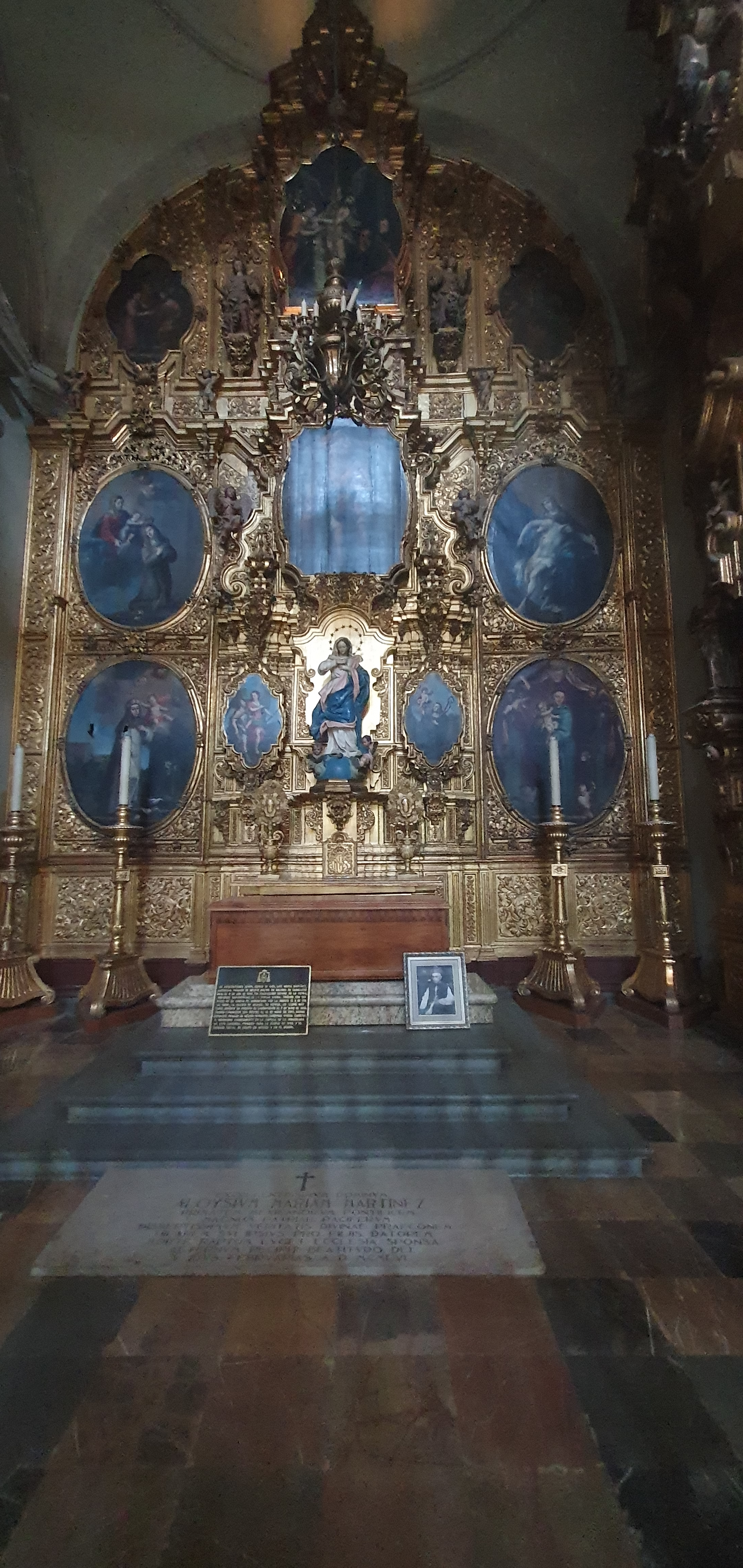
Retablo principal de la capilla de la Inmaculada Concepción

Terminada su bóveda durante el período constructivo de 1624-1648, contó originalmente en su testero con un retablo reticulado, con soportes salomónicos datable en el último tercio del siglo XVII dedicado a Santa Ana y con seis tablas de Juan Sánchez Salmerón. Tan solo se conservan en la iglesia dos pinturas colocadas en la capilla de la Divina Providencia: la «Anunciación a Santa Ana» y «Los desposorios de la Virgen». Las telas dedicadas a «La Purísima con San Joaquín y Santa Ana», «La aparición del Arcángel a San Joaquín» y «El nacimiento de la Virgen» se localizan ahora en el Museo del Virreinato.
El 21 de julio de 1752 el canónigo Joaquín Zorrilla regaló a la capilla una importante lámpara de plata que fue fundida en 1847. El sacristán mayor, bachiller Ventura López, no se quedó atrás y también donó un nicho de vidrios azogados, dentro del cual había dos ceras de Agnus y algunas reliquias; más un «Santo Niño» recostado en una cruz de madera, con dos chapetas de plata sobredorada, además de esmeraldas y perlas finas. No se sabe el destino de estas piezas.
El arzobispo Labastida y Dávalos –quien decidió su nueva advocación- ordenó la primera remodelación de la capilla, colocando un altar neoclásico de alabastro proveniente de la «Hacienda de los Negros» en Guadalajara, y que fue compartido con la Capilla de San José. Finalmente reconstruido fue enviado al templo de la Asunción en la colonia Industrial, donde desapareció en 1985.
En pleno siglo XX la capilla obtuvo nuevamente un retablo barroco de la modalidad anástila (sin columnas), el del Altar de San José localizado primeramente en el muro oriente de la portada norte. Este altar contiene obras de Simón Pereyns, Baltasar de Echave Orio y José de Ibarra.
Desaparecieron de la capilla un medio punto del siglo XVII que representaba a Jesús en gloria y una pintura de la Asunción de la Virgen de José Ibarra, además de las esculturas representativas de Santa Ana, San Joaquín, San Antonio de Padua, San Lorenzo, San Nicolás Tolentino y dos santos niños.
El retablo principal tiene al centro una escultura de la Inmaculada Concepción y diez pinturas de distinta dimensión que narran los episodios del nacimiento y vida de la virgen María.

#### Capilla de San Isidro

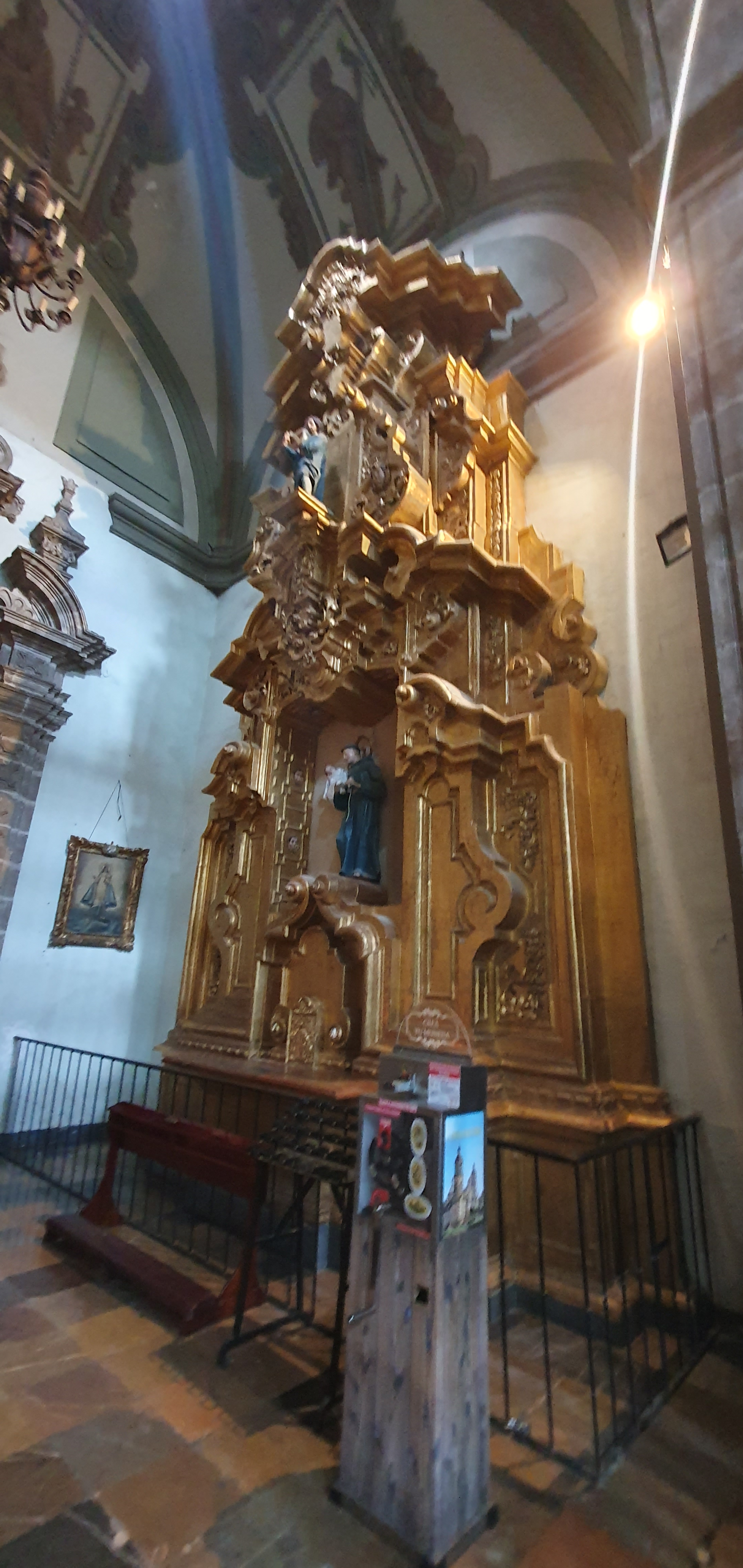
Capilla de San Isidro.

La devoción de la familia real española a San Isidro Labrador, a quien acreditaban un milagro que salvó a Felipe III, permitió que un personaje de reciente santidad tuviera su propia capilla en este recinto. Esta compartía con su vecina la «Capilla de la Virgen de Granada» la dificultad de su construcción, pues el suelo aquí era más inestable que en el resto de los espacios, por ello su elaboración fue en mayor medida con tezontle; también compartía con su vecina un pasadizo, pues en un principio era usada como baptisterio y ambos espacios eran para recibir a los feligreses en la impartición de dicho sacramento.  
Conocida durante muchos años como «capilla del Santo Cristo Negro, El Señor del Veneno», fue terminada entre 1624 y 1627, comunica internamente a la catedral con el «Sagrario Metropolitano», debido a que el Cabildo decidió abrir un acceso que la convirtió en simple pasadizo en 1768. Cuenta con una portada barroca churrigueresca en cantera gris, obra de Lorenzo Rodríguez (de fines de 1767 y principios de 1768); no se tienen registros de que alguna vez existiera un retablo en el muro central, antes de la apertura de la puerta. La referida imagen de Cristo, en torno a la cual giran distintas leyendas y anécdotas por su antigüedad, era una pieza original de la iglesia dominica de Porta Coeli, cerrada en 1935, y llevada a la Catedral en 1945; en 1960 debido a su popularidad, la imagen se colocó en esta Capilla, reemplazando a un lienzo pintado que representaba a la orden de las hermanas de la caridad que estab en el nicho derecho desde el siglo XVIII. Después de concluida la restauración del «Altar del Perdón», en la década de 1980, el señor del veneno fue llevado ahí, que es su ubicación actual.
En el muro derecho, la imagen de San Isidro Labrador yace en la parte superior de un pequeño retablo de estilo barroco anástilo, mientras en la parte baja se encuentra San Antonio de Padua. En el muro izquierdo un altar de estilo neoclásico contiene un nicho con un retablo barroco, en el que está una pintura del «Señor del veneno» recuerda que ese fue su espacio original, y junto a él una escultura de San Ramón Nonato.
La bóveda baída de este espacio es la única con un trabajo de ornamentación ajeno a las molduras de su diseño, pues está revestida con ilustraciones en yesería, que en cada sección representan a «la Fe, la Esperanza, la Caridad y la Justicia».

#### Capilla de Nuestra Señora de las Angustias de Granada

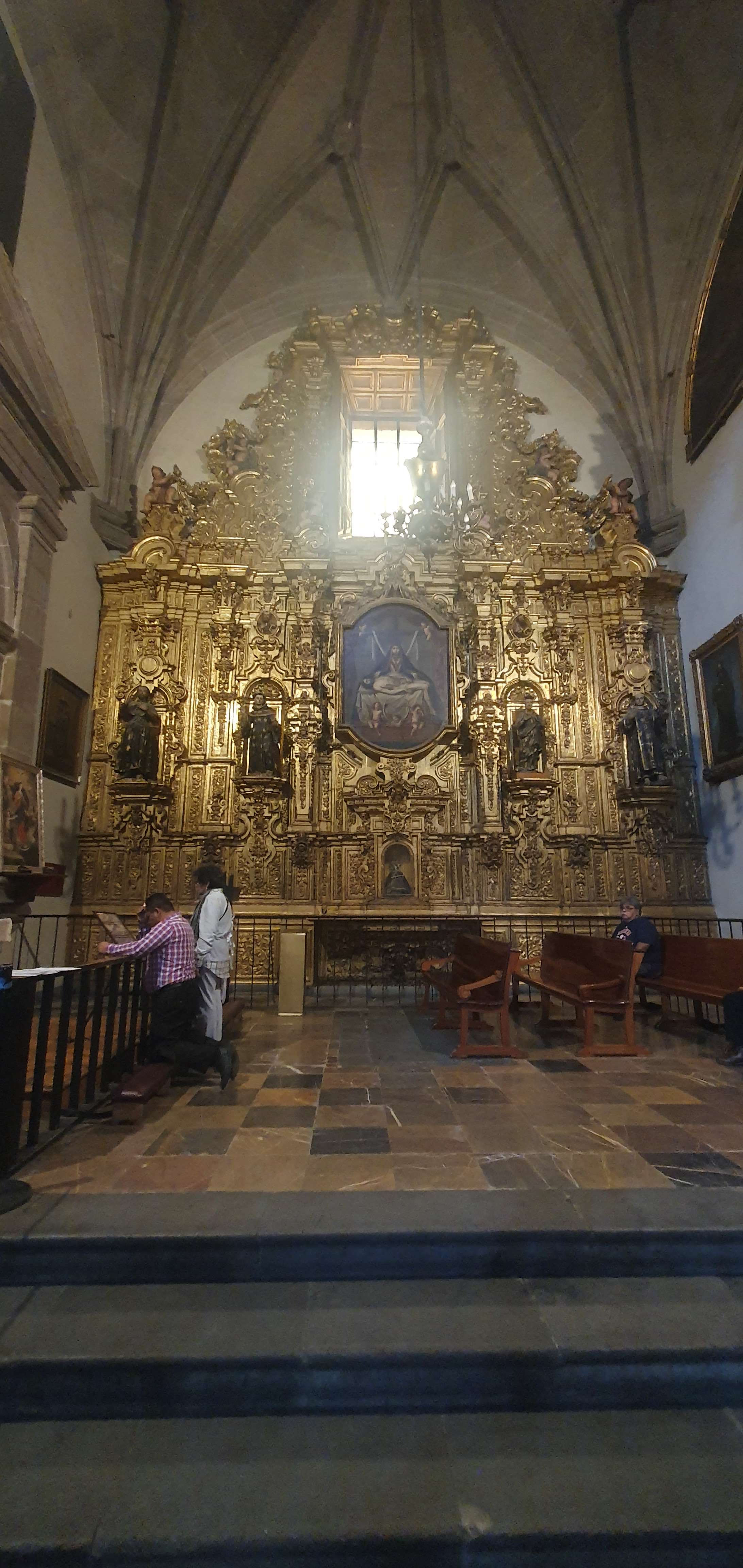
Capilla de Nuestra Señora de las Angustias de Granada

La capilla se ubica bajo el asiento a la torre más antigua del templo, por ende la primera del ala oriente, fue techada entre los años 1624 y 1627, y se utilizó originalmente como sacristía. La capilla presenta un estilo medieval, con la bóveda acanalada y dos retablos de estilo churrigueresco. En su retablo lateral derecho cuenta con una pintura ovalada del siglo XVI, obra del pintor flamenco Martín de Vos, «San Rafael, arcángel y el joven Tobías». En la parte superior de este retablo se encuentra una pintura de la «Virgen del Carmen» y por encima de esta otra pintura de la «Última cena». 
El retablo frontal que preside la capilla, es de estilo churrigueresco, usa los apoyos retabilísticos estípites y pilastras nicho, está presidido por una pintura de la «Virgen de las Angustias de Granada»; presenta cuatro esculturas en  dispuestas en pilastras nicho en su único cuerpo; consta de mesa, banco, sotabanco, y un gran remate. Entre los elementos del retablo hay dos medallones con las figuras de San Pedro y San Pablo; el marco de la ventana, como ocurre en algunas otras capillas, está integrado en la ornamentación.
El altar izquierdo es uno de estilo neoclásico en cuyo nicho hay una imagen del «Señor de la misericordia», flanqueado por una pintura del siglo XVIII de la «Asunción de María» y una escultura de la virgen María cargando al niño Jesús
En el siglo XIX se perdió el banco original del retablo lateral por lo que en 1964 le fue colocado otro elaborado por Miguel Ángel Soto, por encargo de la Comisión Diocesana de Orden y Decoro. El retablo derecho parece integrado al principal, pero fue mutilado en el siglo XX. Una escultura que albergaba de san Felipe de Jesús se encuentra ahora en Tepotzotlán y un lienzo de san Nicolás de Bari se integró a la colección pictórica que se ubicó en el sagrario y que fue posteriormente desmantelada.

### Sacristía

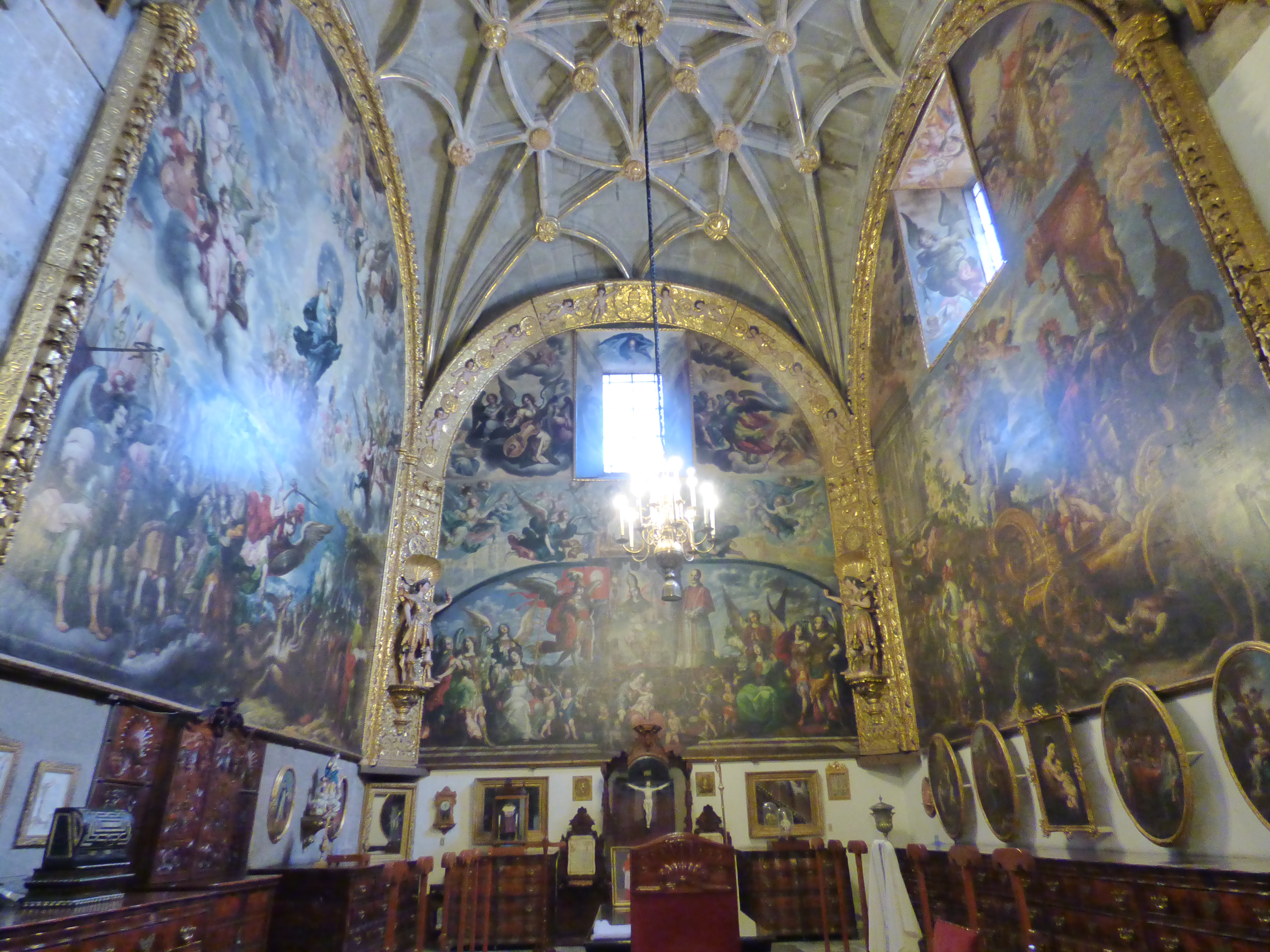
Interior de la sacristía

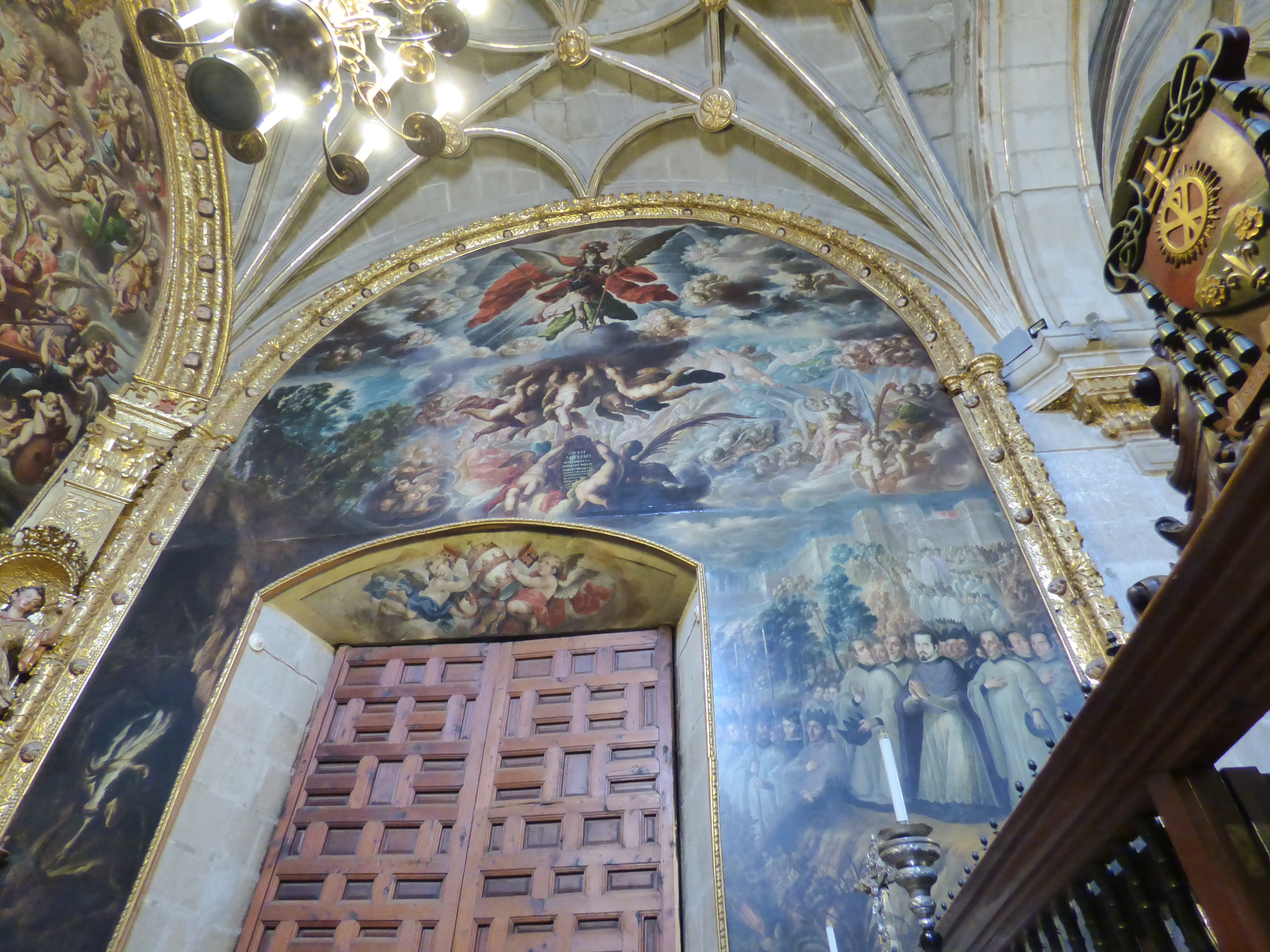
Vista interior de la puerta de acceso

Es el espacio más antiguo de la catedral, está ubicada en el extremo norte del ala oriente del recinto. En 1626, al ordenar el virrey Rodrigo Pacheco y Osorio, marqués de Cerralvo (1624-1635) la demolición del antiguo templo, la sacristía funcionó (hasta 1641) como el lugar donde se celebraban los oficios. Lógicamente ahí fue colocado el altar mayor y según el inventario de 1632, este contaba con dos atriles, uno de hierro dorado y el otro de plata hecho por el maestro Pedro Ceballos. 
Tal como lo establece el canon eclesiástico, este lugar tiene como finalidad el resguardo de los objetos, instrumentos y aditamentos necesarios para la celebración del culto religioso, como los cálices, copones, custodias, incensarios; y también donde los clérigos, especialmente el arzobispo, se revisten de las prendas necesarias para la celebración eucarística, tales como la mitra, el palio, túnica y estola.   
La portada es de estilo herreriano, y sobre el arco de medio punto, tienen una inscripción que registra la conclusión de esta en 1623. La puerta se colocó entre 1684 y 1688, mide 5.65 metros de alto por 3.25 de ancho; está entablerada y labrada, los relieves, además de la tiara papal y las llaves de San Pedro, contienen símbolos marianos, como el arcoíris, la luna, la estrella, la palma y el ciprés. 
Está construida con planta rectangular y su bóveda tiene nervaduras de estilo gótico. Durante la gran inundación entre 1629 y 1634, a manera de ofrenda, aquí estuvo resguardada la célebre «tilma de Juan Diego», con la imagen de la Virgen de Guadalupe. 
En el interior de la sacristía se pueden admirar seis enormes cuadros de los pintores novohispanos Cristóbal de Villalpando y Juan Correa. Los títulos de los cuadros son: «La Iglesia Triunfante y Militante» de 1685 y localizada en el muro poniente; «La oración de San Miguel» de 1686, ubicada en torno al marco y muro de la puerta de entrada; «El Triunfo De La Iglesia» que está del lado derecho de la anterior; y en el extremo opuesto una pintura cuyo nombre tiene dos versiones «La Mujer del Apocalipsis» o «Lucha de San Miguel con el dragón» (Villalpando). «La Asunción» de 1689, localizada en el muro sur; y del lado izquierdo de esta pintura, en el muro oriente y junto a la puerta que comunica el patio de la fachada este, se encuentra «La Entrada De Cristo A Jerusalén» (Correa), el marco de la puerta tiene la pintura de un medallón con la «Asunción de María», en alusión al escudo de la arquidiócesis. El dorador de los marcos fue el escultor Manuel de Nava y realizó su trabajo entre 1685 y 1691. Además de las seis pintura monumentales, en torno a los muros se encuentran otras pinturas, vestimentas litúrgicas, cálices, custodias, relicarios, esculturas y la cruz de plata usada en las procesiones, que complementan la decoración y mobiliario del lugar.
No se cuenta aún con la suficiente documentación para darse idea de la decoración interior que presentaba entre 1641 y 1684, pero en cambio, si se registran abundantes ornamentos y orfebrería en los inventarios de 1632, 1649, 1654 y 1669, dando pistas sobre lo que había.
Los muebles que hoy alberga son del último tercio del siglo XVIII: armarios y cajoneras en madera de bálsamo que se apegan fielmente a los preceptos que al respecto formuló San Carlos Borromeo, cardenal y arzobispo de Milán, en sus instrucciones de la fábrica y del ajuar eclesiásticos de 1577.
Juan de Viera comenta que en las cabeceras de la sacristía había “dos mesas de caoba de China, negras como azabache, donde se ponen los cálices preparados para el sacrificio, siendo sus tableros de una pieza de dos varas de ancho y dos y medio de largo”. Y continúa señalando que la “caxonera” es de maderas “exquisitíssimas de palo de Saongolica y otros, con sus cerrajes dorados y repartidos a proporción, alacenas con puertas de la misma madera... y en la circunferencia... junto a los caxones distantes dos varas, sillas de brazos de la misma caoba”. Dichas cajoneras fueron alteradas en fecha reciente debido, al parecer, a problemas de funcionamiento.
Todavía el libro de Manuel Toussaint de 1948 registra fotográficamente el ajuar de sillas con patas de cabriola y una credenza con cajones de faldones abombados, patas de cabriola y garra, además de relieves fitomorfos.
El armario para cálices, originalmente ubicado en el muro poniente bajo la Virgen del Apocalipsis de Cristóbal de Villalpando, albergaba gran número de cálices de oro y vasos del mismo metal guarnecidos de finísimas piedras y otras vasijas y vasos sagrados, candeleros, pedestales, acheros de plata sobre dorada y cruceros. Solo de custodias de oro y diamantes tiene cinco, sin una nueva que ha costado 116 000 pesos. El inventario de 1662 da cuenta de los aguamaniles, uno de ellos obra del platero Ena.
En 1957 se cambiaron el piso y la tarima perimetrales de madera por otro pétreo escalonado; se colocó una reja gemela a la de la sala Capitular (adaptada por el arquitecto Antonio G. Muñoz) para vestibular el espacio creándose una antesacristía. También Miguel Ángel Soto alteró las proporciones originales de algunas cajoneras, fue cortada la cajonera corrida del muro testero y se colocó al centro un oratorio de caoba de gusto híbrido.
Por último, el lienzo de la Virgen de Guadalupe con donante, obra de Francisco Martínez realizada en 1747 que permaneció largo tiempo en el sótano, ahora preside la sala Guadalupana del antiguo edificio de la Curia de la virgen de guadalupe.

### Sala capitular

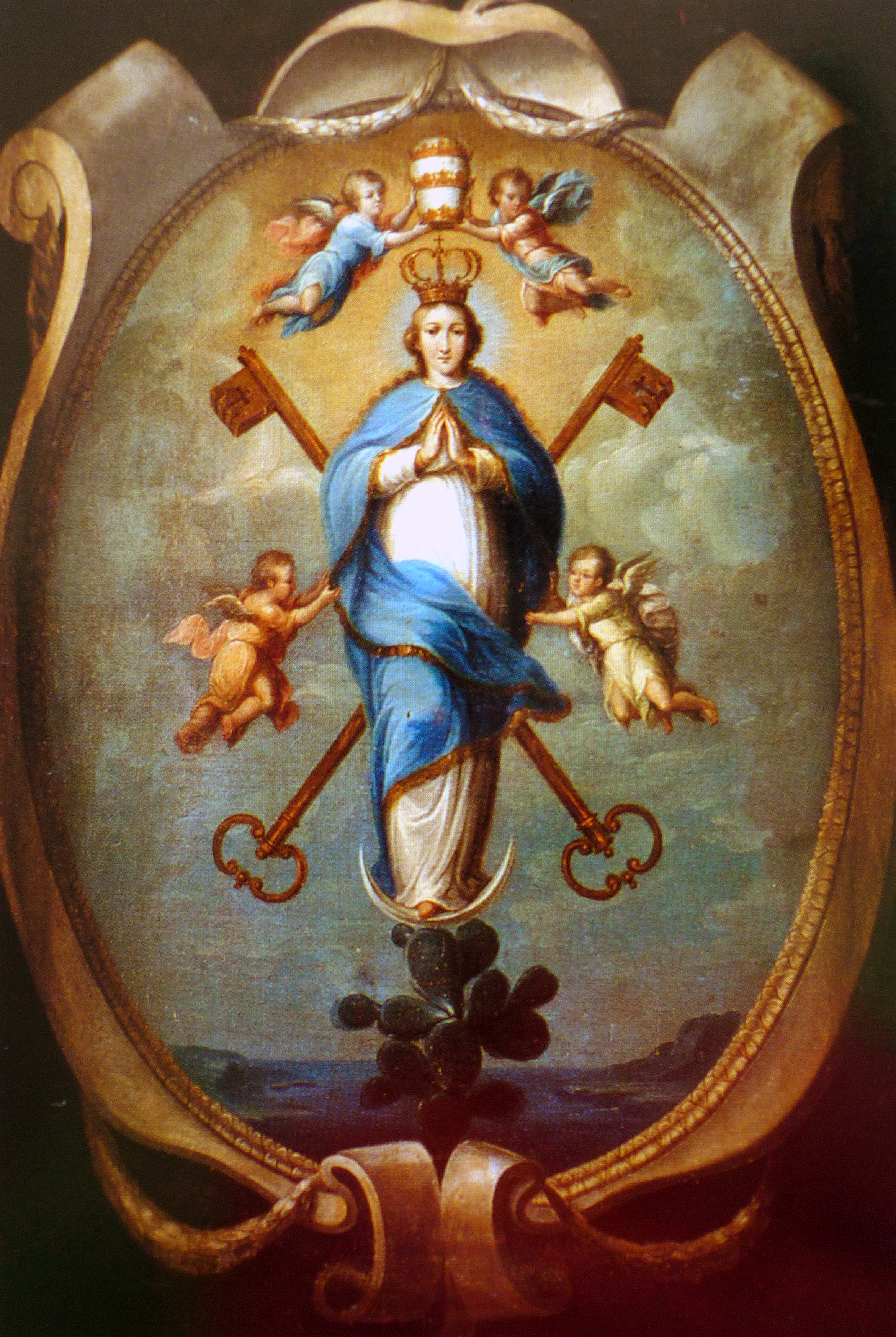
Emblema de la Arquidiócesis de México; una pintura de él se ubica en la Sala Capitular.

De antigüedad similar a la sacristía, está ubicada en el extremo norte del ala poniente del recinto. Es el centro de reunión del «Cabildo metropolitano», el ente rector de la Catedral, integrado por canónigos religiosos y laicos.
La portada al interior de la catedral es de estilo herreriano con un arco de medio punto. La puerta mide 5.65 metros de alto por 3.25 de ancho, está entablerada y labrada, los relieves, además de la tiara papal y las llaves de San Pedro, contienen símbolos marianos, como el arcoíris, la luna, la estrella, la palma y el ciprés. Está construida con planta rectangular y su bóveda tiene nervaduras de estilo gótico. La entrada que daba al exterior, quedó integrada al «Edificio de la Curia» desde 1720; sobre esta puerta se encuentra una pintura de «La Santa Faz» del siglo XVIII. Al igual que en la sacristía una reja de madera divide en dos el espacio, siendo de uso exclusivo para los canónigos la mitad norte.
En el muro frontal se encuentra el trono arzobispal de bronce, mandado a elaborar por el arzobispo Luis María Martínez y Rodríguez, que estuvo en el altar mayor durante el segundo tercio del siglo XX. Está ornamentado en el remate con el escudo de la arquidiócesis, que consiste en una imagen de la «Inmaculada Concepción» parada sobre un nopal, dos llaves cruzadas a sus espaldas, con un par de ángeles flanqueándola y dos más portando la tiara papal. Cuando el trono se sustituyó se trasladó aquí y se usó como marco de una pintura de la virgen de Guadalupe, obra de José de la Cruz de 1680. Frente al trono yace la mesa del altar usada por Juan Pablo II en su misa de 1979. A los lados del trono, de izquierda a derecha, las pinturas «El Cristo de Santa Teresa» y «La Asunción de María», ambas datan de la época colonial.
En los muros laterales, distribuidos en tres niveles, los retratos de 36 de los 43 arzobispos de México; de estos solo siete de ellos se encuentran firmados y la mayoría son de a partir del siglo XVIII, los retratos ausentes corresponden a arzobispos que renunciaron y los que murieron antes de asumir el cargo. El resto de la decoración presenta pinturas de la época colonial con advocaciones marianas y de Jesucristo, un armario del siglo XVIII y una pintura de con la escena del Pentecostés obra de Nicolás Rodríguez Juárez; el óleo se encuentra sobre un banco con una talla de la Inmaculada Concepción y algunos santos. El marco superior de la puerta de acceso a la catedral está coronada por una pintura del escudo de la arquidiócesis.

### Criptas
Bajo el Altar de los Reyes se encuentra la cripta de los arzobispos, en ella se encuentran los restos de la mayoría de los arzobispos de México, desde Fray Juan de Zumárraga hasta el cardenal Ernesto Corripio y Ahumada, cuyos restos fueron depositados en abril de 2008. La entrada se realiza por una gran puerta de madera, situada en la parte trasera del cuerpo del «Altar mayor», tras de la cual, se desciende una escalera de caracol que da acceso a la cripta, realizada por el arquitecto Ernesto Gómez Gallardo Argüelles; la actual conformación y estructura de este recinto funerario, fue producto de los trabajos de cimentación, que logró ganar espacio en las antiguas criptas, suficiente para reunir en un solo conjunto a todos los arzobispos fallecidos. En el centro se encuentra un cenotafio con una escultura a tamaño natural de Zumárraga, en cuya base se encuentra un cráneo tallado en piedra, este era un elemento del Templo Mayor, el monumento le rinde honores a este personaje, puesto que era considerado protector de los indios frente a los abusos de los conquistadores. Detrás de este, existe un altar con otra escultura geométrica prehispánica ubicada en la parte inferior. Los demás arzobispos se encuentran en nichos en las paredes, señalados por placas de bronce en las que aparecen el nombre y el escudo episcopal de cada uno. En el suelo se encuentran losas de mármol que cubren los nichos de otras personas enterradas en la cripta.
La catedral contiene otras criptas y nichos donde están enterrados otras figuras religiosas, incluso en las capillas. Además, cuenta con criptas para los fieles que deseen ser enterrados en la catedral, esta parte tiene como acceso una escalera a un costado de la puerta poniente.

Cripta de los arzobispos de México.
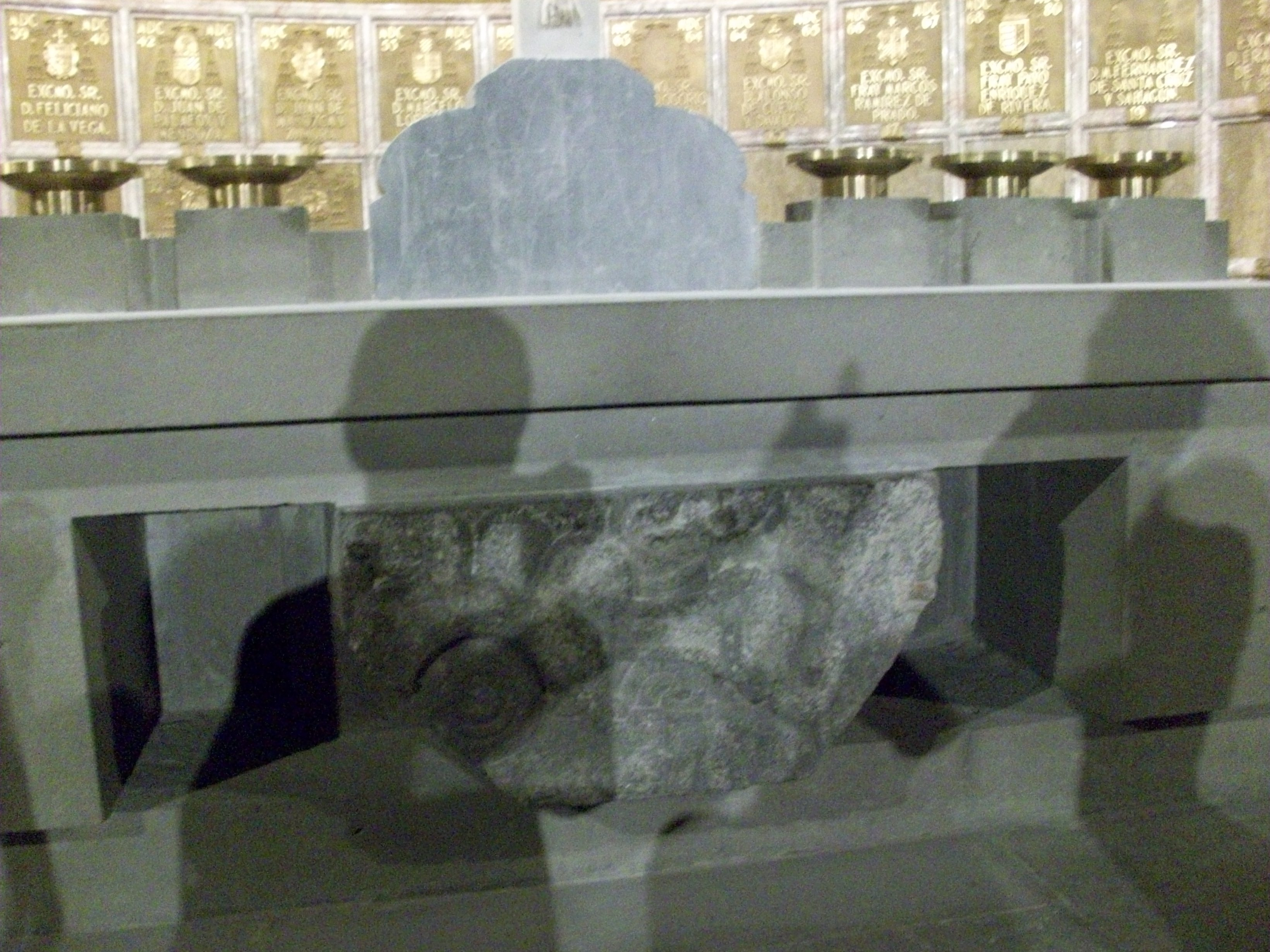
Piedra prehispánica del altar
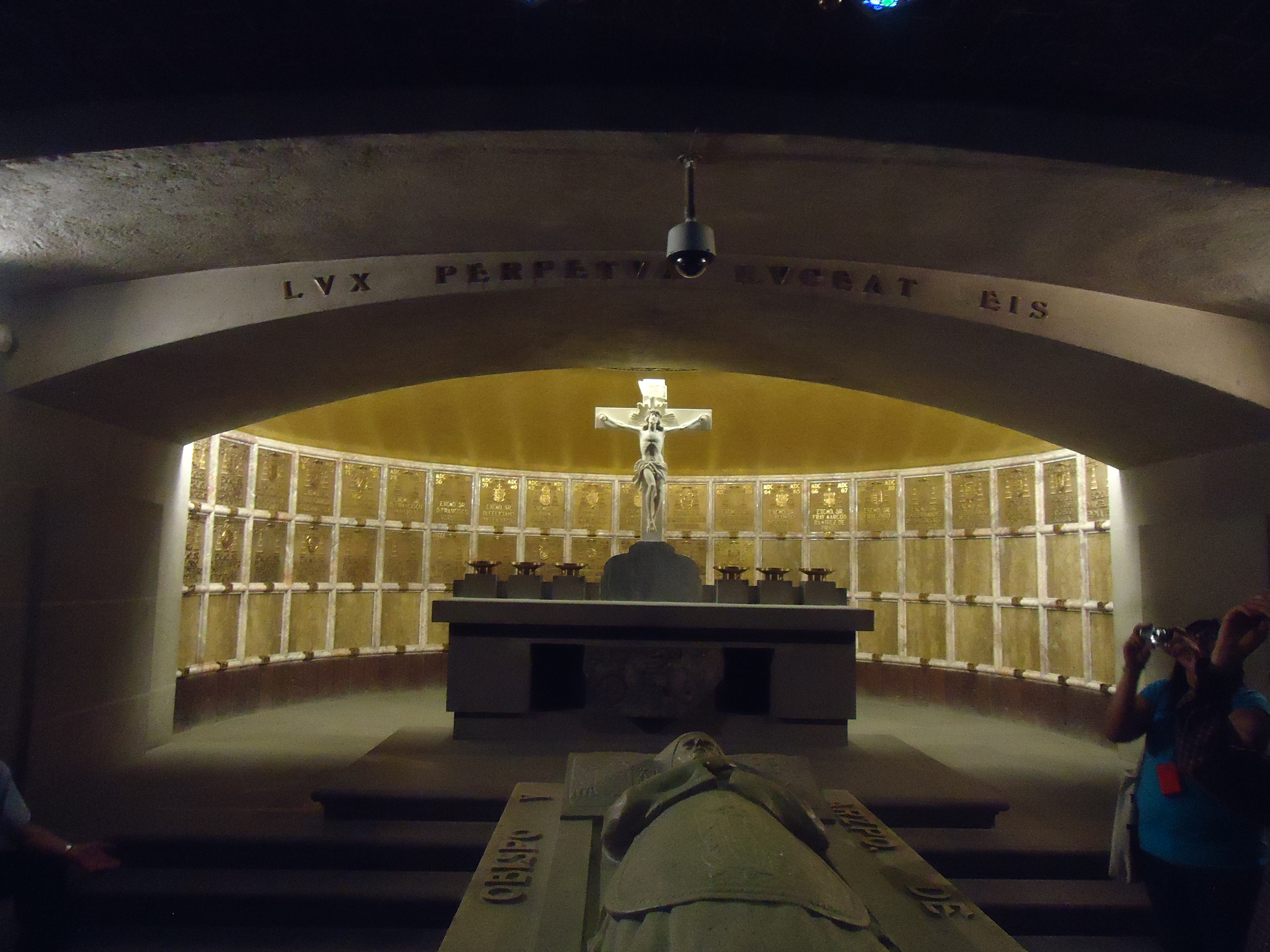
Cripta
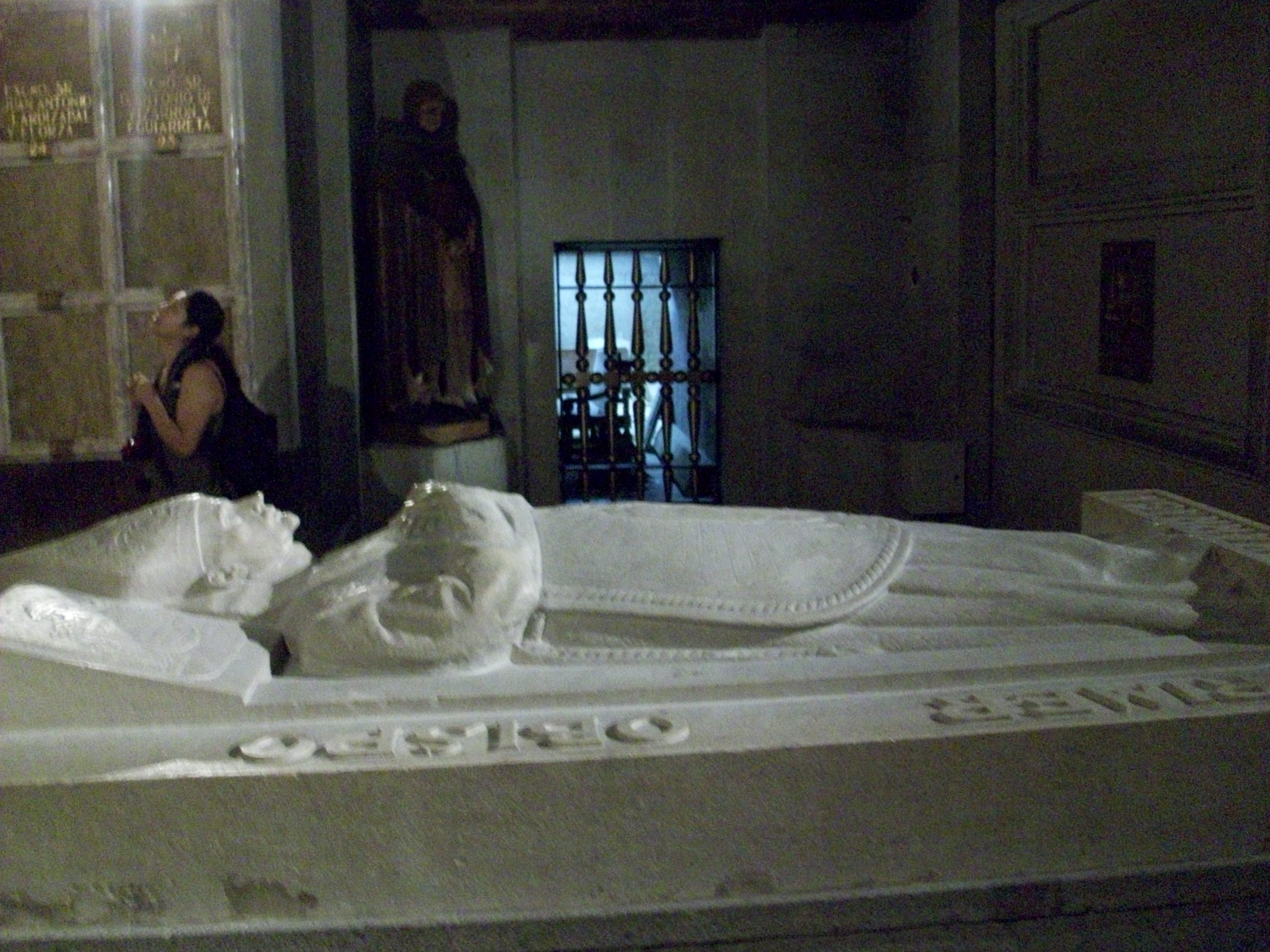
Escultura de Zumárraga
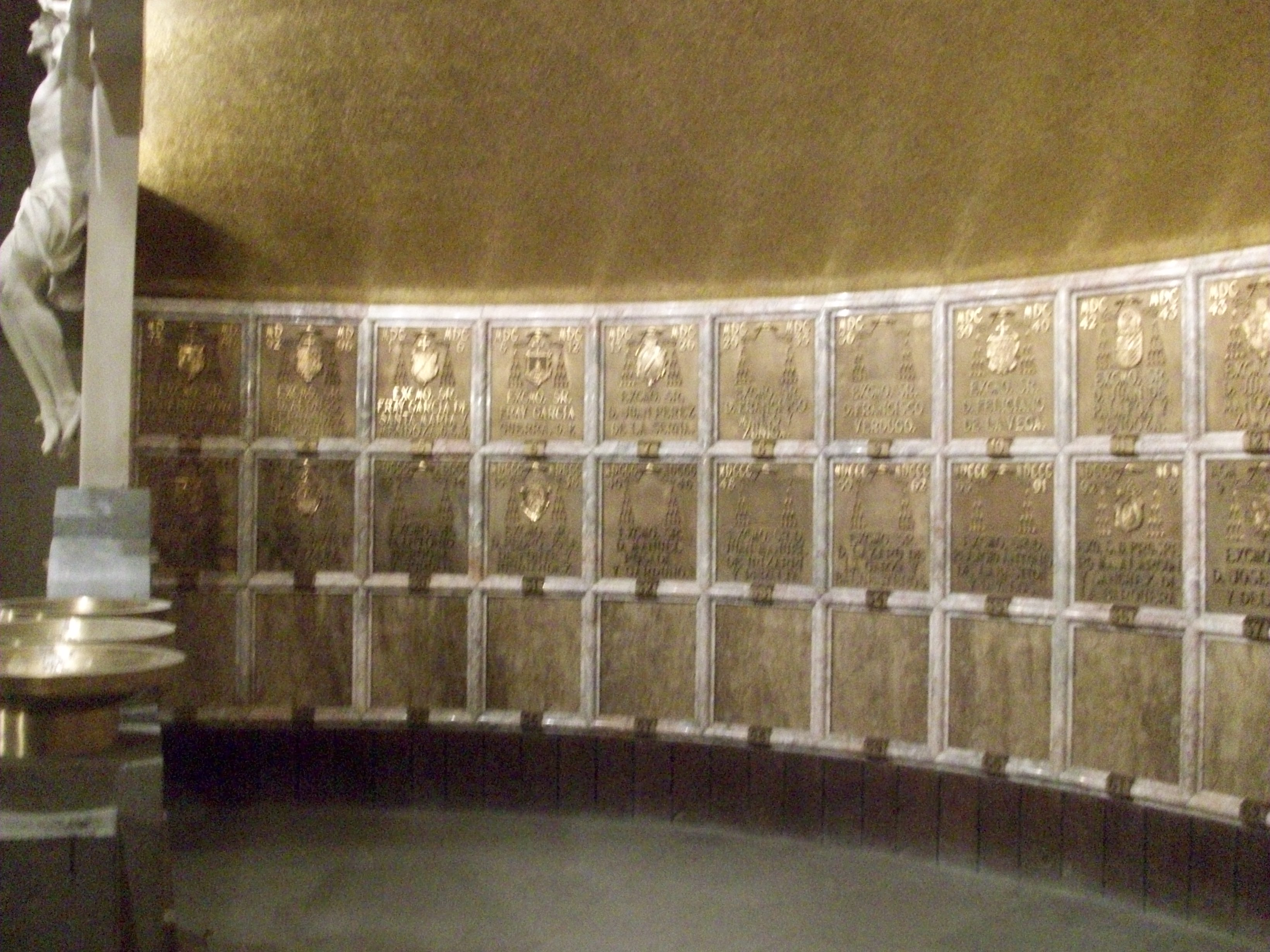
Nichos de los arzobispos

## Sagrario Metropolitano

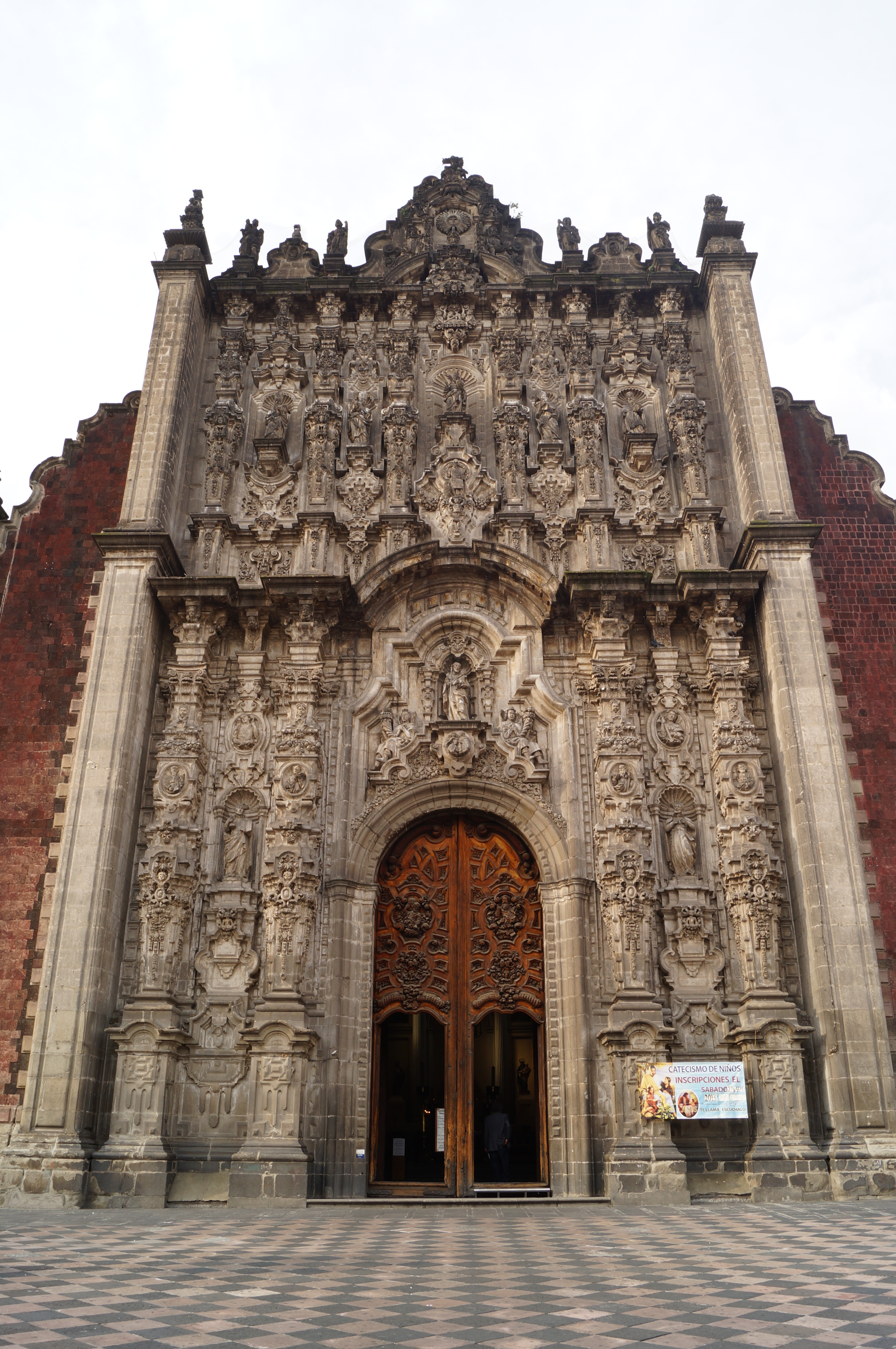
Fachada principal del sagrario metropolitano

El Sagrario Metropolitano de Ciudad de México se sitúa al este de la catedral. Fue construido siguiendo el diseño de Lorenzo Rodríguez entre 1749 y 1760, durante el apogeo del barroco. Tenía la función de albergar los archivos y vestimentas del arzobispo, además, es el lugar para la reserva y comunión de la Eucaristía.
La primera iglesia que fue construida en el lugar de la actual catedral también tenía un sagrario aunque su ubicación exacta es desconocida. Durante la construcción de la catedral, el sagrario se ubicó en el lugar que actualmente ocupan las capillas de san Isidro y de la Virgen de las Angustias de Granada. Sin embargo, en el siglo XVIII se decidió construir una edificio separado pero conectado a la catedral. El actual sagrario está construido en piedra tezontle roja y piedra chiluca blanca que forma una cruz griega. Está conectado a la catedral a través de la capilla de san Isidro.
El edificio presenta dos entradas principales desde el exterior; la fachada principal se abre al sur, a la plaza de la Constitución; mientras que la otra se abre al este, a la plaza del Seminario. Las dos fachadas se encuentran ricamente decoradas con columnas de estilo estípite, elemento característico del Churrigueresco. El tema principal glorifica la Eucaristía con imágenes de los apóstoles, los padres de la Iglesia, los santos fundadores de órdenes religiosas, mártires, así como escenas bíblicas. Se encuentran algunos relieves zoomorfos y otros antropomorfos, destacando un león rampante y el águila real presente en el escudo de México. La fachada este, por su parte, presenta escenas del Antiguo Testamento, así como, imágenes de san Juan Nepomuceno y san Ignacio de Loyola. En esta fachada se encuentran inscritas las fechas de las diferentes fases de construcción del sagrario.
El exterior del sagrario es de estilo barroco, presenta decoraciones tales como estantes nichos de variadas formas, cortinas flotantes y un gran número de querubines. Destacan elementos frutales como racimos de uva y granadas, que simbolizan la sangre de Cristo y la Iglesia, y elementos florales como rosas, margaritas y diversos tipos de flores de cuatro pétalos.
El interior está construido con piedra chiluca y tezontle, la chiluca cubre las paredes y suelos, mientras que el tezontle se encuentra en los marcos de las puertas y ventanas. El crucero se cubre con una cúpula apoyada en arcos. El templo está dividido en tres naves. La nave central se dispone desde la entrada principal hasta el altar mayor, en el que se encontraba el desaparecido retablo churrigueresco que realizó Pedro Patiño Ixtolinque en 1829. En la nave oeste se encuentra el baptisterio, mientras que en la este, se encuentran unas oficinas, junto a la entrada, y una sacristía, junto al altar mayor; todo separado por muros del templo interior.

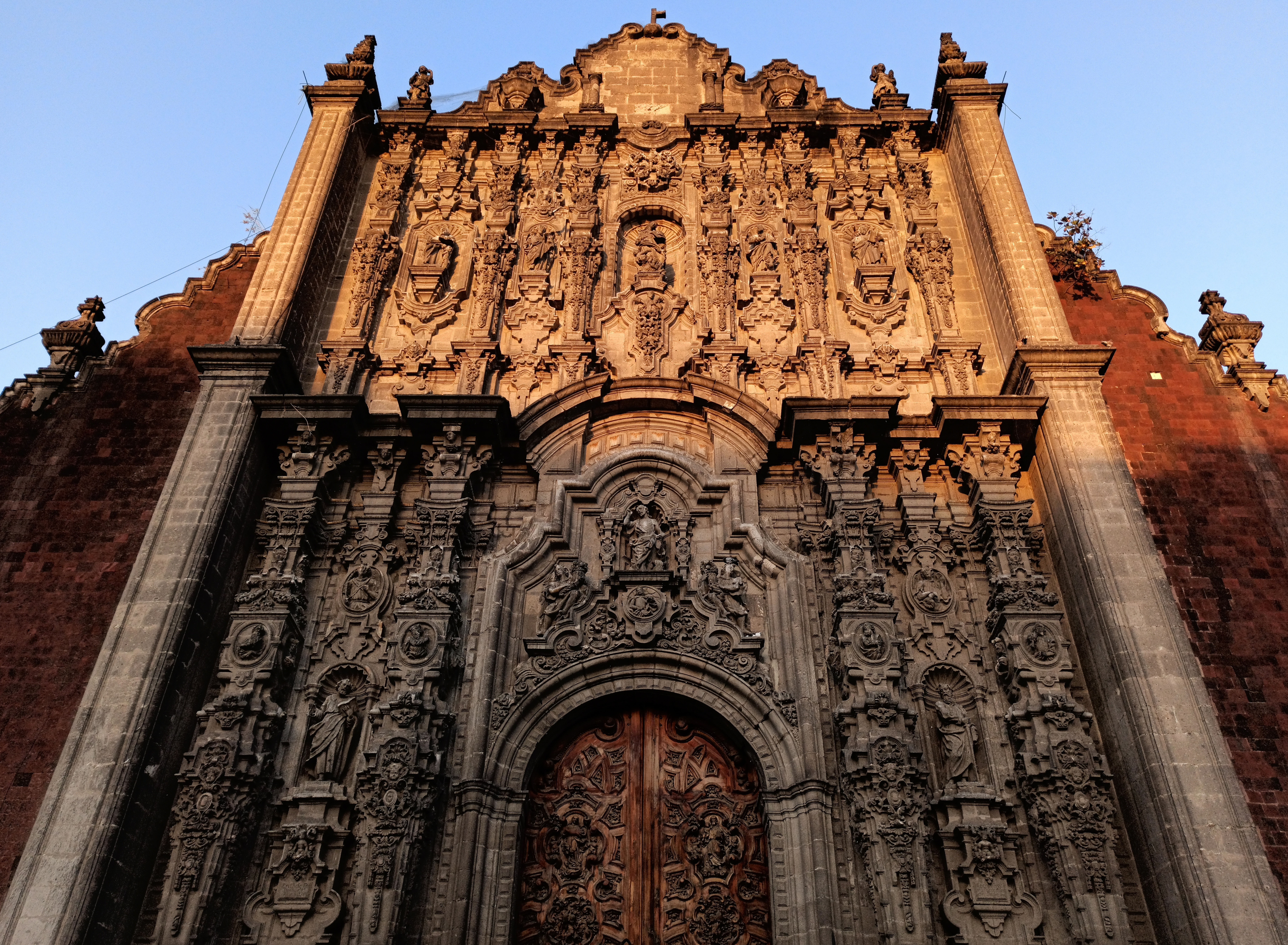
Fachada oriente.
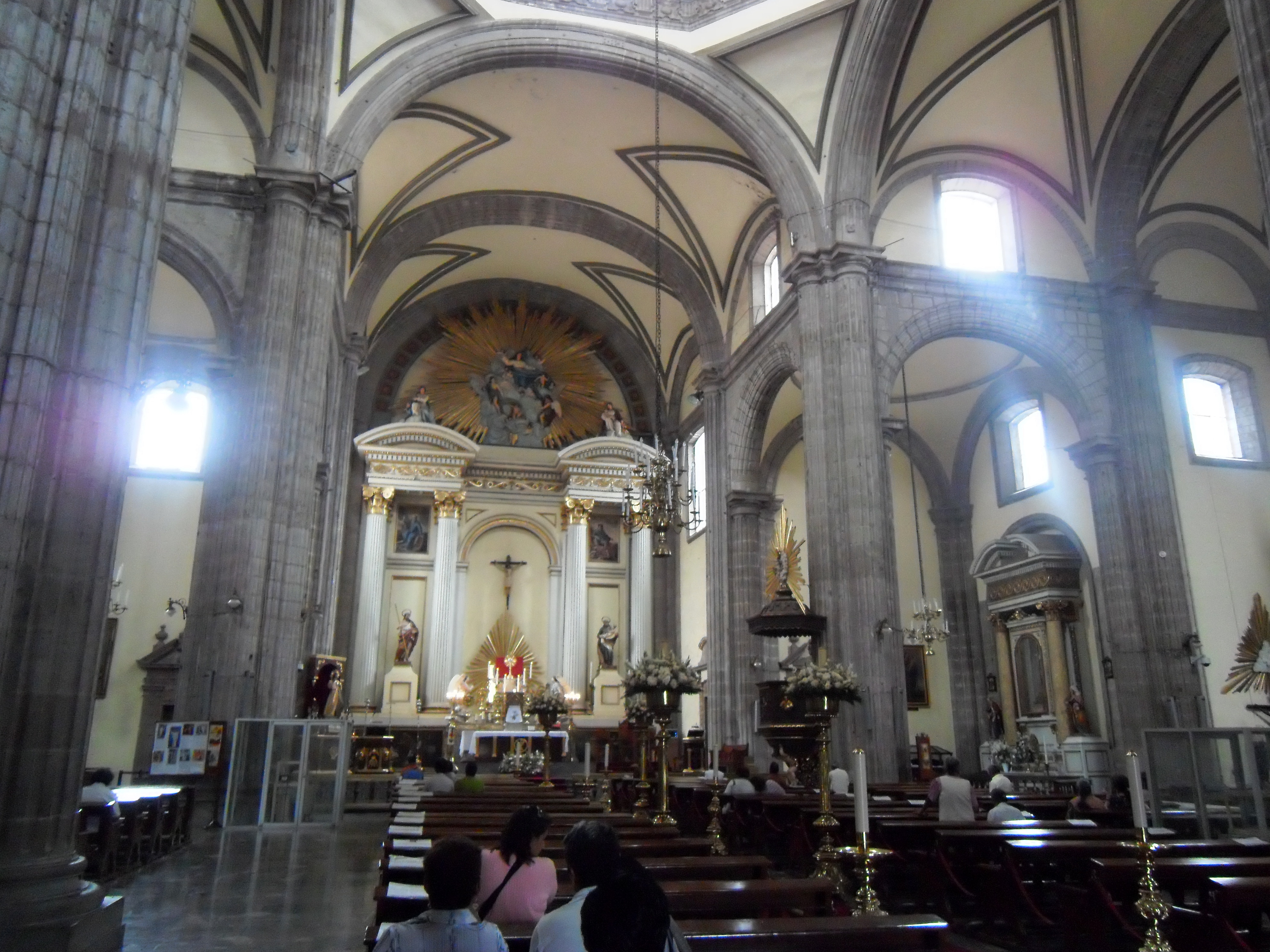
Vista interior del Sagrario
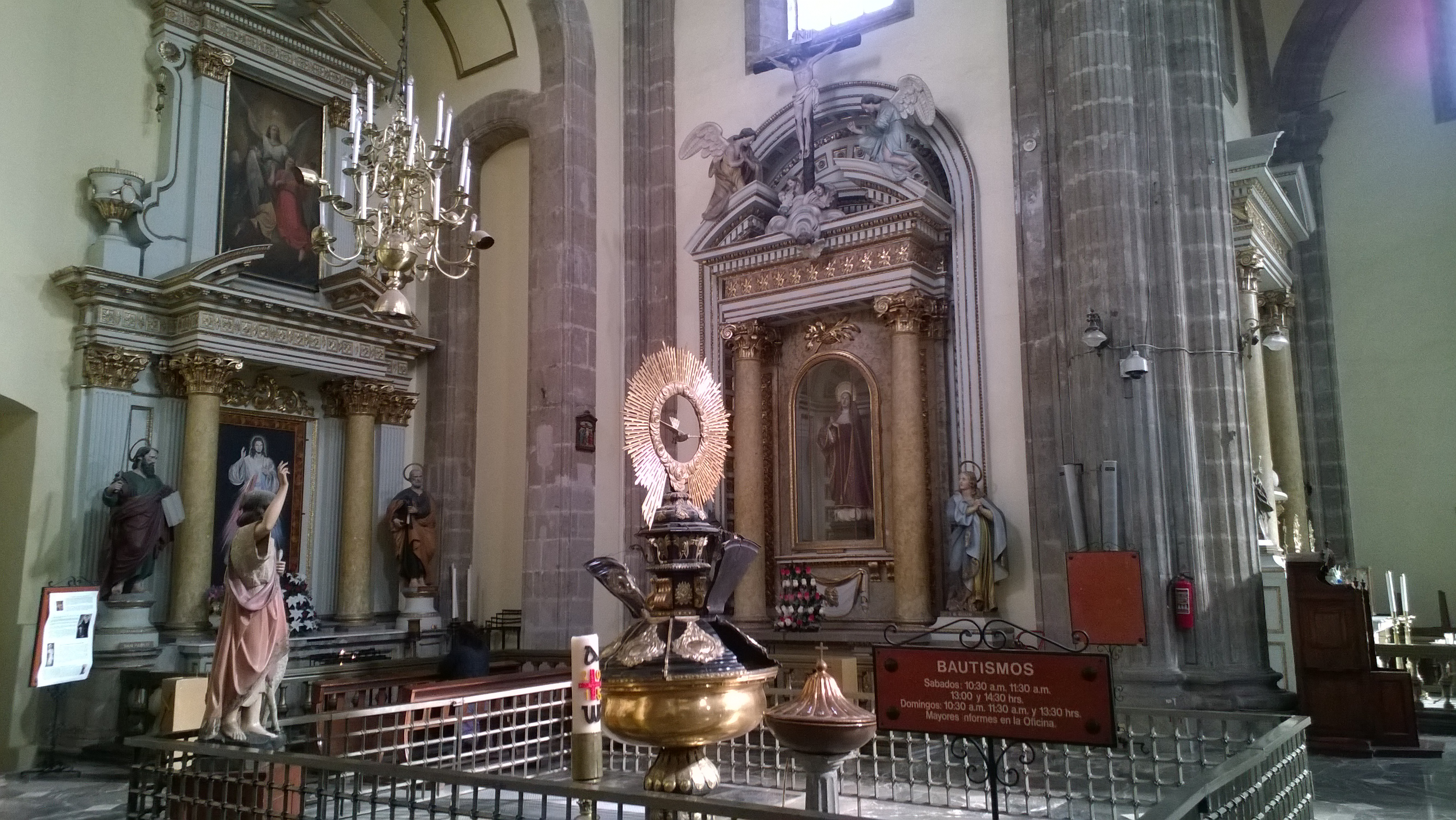
Pila bautismal

## Capilla de las Ánimas
Ubicada fuera de la catedral, vecina del ábside al nor-poniente del mismo, esta capilla del siglo XVII desentona con el resto del edificio por su magra construcción. Su sencilla portada, un arco de medio punto, flanqueado por pilastras tableradas; su segundo cuerpo- remate, a su vez flanqueado por un par de ventanas ovaladas. Esta capilla sirve hoy día, para los bautizos que se llevan a cabo en la Catedral Primada de México.

## Maestros de capilla de la catedral durante el virreinato
Durante todo el periodo virreinal la catedral contó con una intensa y brillante actividad musical organizada por sus correspondientes maestros de capilla. Estos tenían la obligación no solo de organizar la vida musical eclesiástica de la catedral para todas las festividades mayores, sino también la de instruir a los músicos correspondientes, componer las obras musicales necesarias y organizar los archivos musicales. Resultado de esta constante actividad es un riquísimo archivo musical que compite en América con el espléndido archivo musical de la catedral de Puebla, el de la basílica de Guadalupe o los archivos musicales conservados en Cuzco o en Chuquisaca. Ninguno de todos estos archivos musicales ha sido estudiado exhaustivamente y la mayor parte de esa música se mantiene inédita. Lamentablemente no existe un intento contemporáneo de continuar con la tradición musical de las catedrales hispanoamericanas tocando el acervo conservado o contratando a compositores que escriban nuevas obras. Los maestros de capilla de la catedral de México de los cuales en su mayoría se conservan obras en el archivo catedralicio fueron:
- Juan Xuárez (1538-1556)
- Lázaro del Álamo (1556-1570)
- Juan de Victoria (1570-575)
- Hernando Franco (1575-1585)
- Juan Hernández (1586-1618)
- Antonio Rodríguez de Mata (1619-1648)
- Fabián Ximeno (1648-1654)
- Francisco López y Capillas (1654-1673)
- Jacinto de la Vega Francisco Ponce (1673-h.1676)
- Joseph de Loaysa y Agurto (h.1676-1688)
- Antonio de Salazar (1688-1715)
- Manuel de Sumaya (1715-1739)
- Domingo Dutra y Andrade (1741-1750)
- Ignacio de Jerusalem y Stella (1750-1769)
- Mateo Tollis della Rocca (1769-1780)
- Martín Bernárdez Rivera (1781-1791)
- Antonio de Juanas (1791-1814)
- Vicente Gómez Matheo Manterola (1815-1818?)
- José María Bustamante y Eduardo Campuzano (1818-1821?)
- José Mariano Elízaga (1822)

El archivo musical de la catedral de México es uno de los mayores de América; posee un acervo de más de 5000 obras, que abarca desde los siglo XVI al XX, en variados formatos como libros de coro, música religiosa, profana y tratados musicales.